# Історія Білорусі
|                                                                                           |  |  |
| Державний прапор Білорусі в 1918, 1991–1995 рр. (зліва) — радянський прапор БРСР (справа) |  |  |

|                                                                                       |  |  |
| Державний герб Білорусі в 1918, 1991–1995 рр. (зліва) — радянський герб БРСР (справа) |  |  |

Історія Білору́сі — історія земель сучасної Республіки Білорусь, білоруської нації та інших національностей, що проживають на території Білорусі, від доісторичних часів до сьогодення. Письмова історія Білорусі розпочалась у 862 році, коли датується згадка про перший державотворчий центр Білорусі — Полоцьк. Після періоду феодальної консолідації, білоруські землі приєднались до складу Великого Князівства Литовського, яке утворилося в середині XII столітті навколо Новоградка і незабаром об'єднало всі сучасні етнічні білоруські землі. У 1569 році Велике князівство Литовське утворило монархічну федеративну державу — Річ Посполиту із Польським королівством, на користь якого Підляшшя та сучасні українські землі були втрачені Великим Князівством Литовським. У результаті трьох поділів Речі Посполитої в 1772—1795 роках землі Білорусі потрапили під владу Російської імперії, яка проводила політику насильницького зросійщення. Під час розпаду Російської імперії 25 березня 1918 р. білоруси проголосили свою незалежність утворенням Білоруської Народної Республіки. Однак БНР не змогла захистити свою територію від більшовицької анексії й окупації, які 1 січня 1919 р. утворили Соціалістичну Радянську Республіку Білорусі, яка 31 січня 1919 року вийшла зі складу Російської СФРР, 27 лютого об'єдналася з Литовською Радянською Республікою у Соціалістичну Радянську Республіку Литви та Білорусі. РСР Литбіл припинила своє існування внаслідок польської операції в ході радянсько-польської війни. 12 липня 1920 року в результаті Московського договору 1920 р., укладеного між РСФРР та Литвою РСР Литбіл було фактично ліквідовано. Юридично РСР Литбіл припинила існування 31 липня 1920 року, коли в Мінську було відновлено Радянську Соціалістичну Республіку Білорусь, надалі змінило назву на Білоруську Соціалістичну Радянську Республіку, а пізніше на Білоруську Радянську Соціалістичну Республіку.
12 жовтня 1920 р. була утворена Республіка Серединна Литва, яка проіснувала до 24 березня 1922 р., коли Віленський сейм був розпущений, а Віленщина увійшла до складу Польської Республіки. Тим часом західна частина країни в результаті Рижського більшовицького договору 1921 року потрапила під владу міжвоєнної Польської Республіки і була приєднана до БРСР лише в 1939 році в результаті агресії проти Польщі Третього Рейху та Радянського Союзу. Білорусь втратила кожного третього жителя під час Другої світової війни, яка закінчилася в 1945 р. Є однією із членкинь-засновниць ООН. Під час розпаду СРСР 27 липня 1990 р. парламент проголосив державний суверенітет білоруської республіки, а 25 серпня 1991 році — незалежність Республіки Білорусь. У 1995 році перший президент Олександр Лукашенко встановив в державі проросійський авторитарний режим, який проявився в зросійщені Білорусі, насильстві, тортурах і вбивствах білорусів під час придушення масових акцій протесту проти фальсифікацій президентських виборів 2020 року.

## Походження назви
Походження назви «Біла Русь» невідомо, перша її згадка зустрічається в Дублінському рукописі середини XIII століття.
До XVI століття у західноєвропейських джерелах і мапах назва «Біла русь» застосовується як назва Великого князівства Московського, а територія сучасної Республіки Білорусь переважно іменувалась Литвою. Сучасні Литовська Республіка, литовці та литовська мова у білоруській мові називаються — Летувіская Рэспубліка, летувісы та летувіская мова, також застарілі назви — жамойты та жамойцкая мова. Офіційно Літва, ліцьвіны, ліцьвінская мова застосовувалися білорусами як самоназви до трьох поділів Речі Посполитої, коли назва Біла Русь, через політику російського уряду та зросійщення, почала поширюватися на всю територію проживання білоруського етносу, поки остаточно не закріпилася в XX столітті.

## Стародавня історія Білорусі

### Кам'яна доба

Територія сучасної Білорусі періоду палеоліту

Заселення території сучасної Білорусі почалося близько 100-35 тис. років тому. Вважається, що першими поселенцями на території Білорусі були неандертальці, які опинилися тут під час короткого потепління у період так званого Ризького обмерзання, або ще до нього. На території Білорусі поки не було знайдено жодного скелета цього періоду, залишки діяльності були знайдені на стоянках Юровіча та Бєрдиж, які датуються приблизно 26-23 тис. років тому. Нарешті, ці дати дозволяють у будь-якому випадку віднести появу першого населення на території Білорусі до верхнього палеоліту, яке могло жити тут тільки після відступу або відходу льодовика. Чисельність населення у верхньому палеоліті не перевищувала декількох сотень. Близько 16 тис. років тому відбулося нове сильне похолодання, й ця місцевість була знову залишена.
27-24 тисячі років тому в Білорусі оселилися перші люди сучасного типу, які заклали в Білорусі кам'яний вік, який проіснував приблизно до 1700 року до нашої ери. Найдавніші поселення людей, виявлені біля сіл Юровичі (Калинковицький район) та Бердиж (Чечерський район), відносяться до епохи верхнього палеоліту, їх вік 26-23 тис. років. Вони належали до споконвічної громаді кроманьйонців. Через сильне похолодання і настання льодовика 22-14 тисяч років тому люди пішли з території Білорусі на південь.
Останній льодовик зійшов приблизно 13-8 тис. років тому, після чого на території Білорусі почався мезоліт. У міру танення і відступу льодовика клімат ставав все теплішим, територія поступово покривалася лісом. Переходячи з місця на місце, людина поступово рухалася на північ. Був винайдений лук, який змінив характер полювання. Почалося інтенсивне освоєння нових територій. У Білорусі відомо 120 мезолітичних стоянок трьох основних археологічних культур (гренської, свідерської та сожської), а загальна чисельність населення становила близько 4,5 — 6 тис. чоловік.
Приблизно в Х тисячолітті до н. e. датовані перші археологічні культури: лінгбійська, що прийшла із заходу і зайняла захід сучасної території Білорусі; ґренська культура (із сучасної України, південний схід), до якої незабаром приєдналися носії шведської культури, сфера якої охоплювала захід та центр нинішньої території Білорусі. Близькість льодовиків зробило країну зоною тундрового клімату та рослинности, внаслідок чого тут жили майже повністю лише кочові популяції, традиції яких були зумовлені економікою, пов'язаною з північними оленями. У населення пізнього палеоліту існували вірування, пов'язані з мисливською магією, потойбічним світом, жіночою плодючістю. Мистецтво також керувалося віруваннями. Відповідно, населення поділялося на племінні громади, де велику роль, швидше за все, відігравали жінки.
В епоху неоліту в (4-3 тис. років до н. е.) клімат став ще теплішим. Привласнююче господарство досягло свого розквіту. У Білорусі до неоліту відносяться племена німанської, дніпро-донецької, нарвенської та верхньодніпровської культур. Вивчення кладовищ дніпро-донецької культури в Україні довели, що представники цієї культури належали до північних європеоїдів або пізніх кроманьйонців. Основним заняттям неолітичних племен було рибальство, всі інші заняття не були такі поширені.

#### Мезоліт і неоліт
У VIII—IV тисячоліттях до н. e. льодовик тає, а клімат потеплішає, у зв'язку з чим частина популяцій оленярських традицій мігрувала на північ. Через потепління сучасна територія Білорусі повністю заселена, але лише вздовж водосховищ, що вже припадає на епоху мезоліту (IX—VI тисячоліття до н. е.).
З середини мезоліту з півдня приходять нові хвилі населення, які в контексті подальшої історії палеоліту в Білорусі визначать нові умови управління та матеріальної культури. На південному сході утвердилось населення дніпровсько-донецької культури, неманської культури на заході, верхньодніпровської на сході та норвенської культури в сучасному Озерному краї. Загалом така ситуація тривала з початку нового кам'яного віку (неоліту), що розпочався наприкінці V—IV тисячоліть до н. e. і тривала близько 2000 років. Значний приріст населення в неоліті сприяв появі нових етнічних спільнот людей. У другій половині ІІІ тис. до н. e. від Балтики до Білорусі проникає грабеньчата-ямкова культура (заселена північчю), а також культура воронкоподібних чашок (захід) та Десна (південний схід). У Білорусі налічується близько 600 неолітичних поселень, більшість з яких зосереджена в долинах річок, басейнах річок Прип'ять, Сож та Німан. Це характеризується розширенням сільського господарства та тваринництва, що сприяло зростанню населення та міграції. У ранньому неоліті рибальство відігравало важливу роль в економіці, аж до II тис. до н.e. спокійно все ще продовжував перехід до землеробства та тваринництва. Релігійні вірування базувалися на тотемізмі та культі предків, тоді як при виготовленні їх зображень використовувався лише образ чоловіка, що вказує на його головну роль. У похованнях містяться жертви, в тому числі і людські.
З кінця третього тисячоліття до нашої ери розвивається північнобілоруська культура, що проіснувала до бронзової доби. Наприкінці III — початку II тис. до н. е. на територію Понімання і Полісся проникли племена шнурової керамічної культури, що входили до складу індоєвропейців — предків сучасних народів Європи, в тому числі балто-слов'ян. Взаємовідносини нових племен і аборигенів характеризувалися різними формами культур, взаємодії та етнічної асиміляції. У мові індоєвропейців було багато діалектів. Розвиток взаємин призвело до створення різних індоєвропейських груп і народів. Територія південного сходу Білорусі та сусідніх областей України була заселена племенами середньодніпровської культури.
Під впливом нових племен відбувся перехід місцевого населення в епоху бронзи (кінець III — початок I тис. до н. е.). У цей період південно-західна територія Білорусі вперше була зайнята культурами Полісся, західна Білорусь — прибалтською, Поазер'я — північно-білоруською культурою. До середини II тис. до н.e. на Поліссі та Подніпров'ї сформувалася тшцинецька культура та сосиницька культура. У залізну добу (тривала з VIII—VI століть до VIII століття нашої ери) в Білорусі існувало кілька археологічних культур, дніпрово-дзвінська, мілоградська, зарубинецька, поморська. Як окрему культурно-історичну групу в південно-східній Білорусі виокремлено пам'ятники київської культури II—IV століть н. е., яку більшість вчених вважає слов'янською.

### Бронзова доба
Близько 2000 років до н. е. почалася бронзова доба, спочатку на півдні сучасної Білорусі. Бронза використовувалася не так часто як камінь, оскільки матеріалів для створення бронзових знарядь праці — міді та олова — тут не було. Але мідні та бронзові речі знаходять на території Білорусі, що свідчить про торговельні зв'язки тодішнього населення. Основні культури цього часу — середньодніпровська, вісло-німанська, тшцінецька. Поступово Білорусь населяли індоєвропейці, з приходом яких почався поступовий перехід до виробничого господарства (основним заняттям індоєвропейців було тваринництво). З кінця бронзової доби більшість території сучасної Білорусі була заселена балтами.
Зросла роль сільського господарства та тваринництва, які в цьому суспільстві стали практично провідними галузями діяльності, збільшилася кількість посуду з пласкими днами та зросла її різноманітність, що говорить на користь зростання культури життя. Ці тенденції, а також існування багатих чоловічих поховань, свідчать про виникнення майнової нерівности в цей період, а померлі мали статус полководців або старших. У сукупності це говорить про розвинуту патріархальну систему, зародження родової аристократії та існування соціальної організації. Наявність широкого асортименту зброї, виготовленої для вбивства людини, свідчить про збільшення кількости конфліктів. З середини ІІ тис. до н.e. релігійно зростає роль сонячного культу (поклоніння сонцю), поклоніння вогню.

### Залізна доба
Залізна доба на території сучасної Білорусі почалася в 8-7 ст. до н. е. На відміну від міді, на території Білорусі зустрічаються родовища заліза (у вигляді так званих «болотних руд» або «лугових руд»). Місцеві майстри почали виготовляти залізні знаряддя праці. За допомогою залізних сокир людина поступово освоїла новий метод землеробства — підсвічено-вогневий (лядно). Дерева зрубували, спалювали й золою удобрювали ґрунт. В нього висівали зерно та боронували. Декілька років отримували хороше зерно. Якщо врожай різко знижувався, переходили на нову ділянку. Вирощували просо, пшеницю, боби.
Провідну роль у діяльності населення мало землеробство та тваринництво. Люди жили в патріархальній системі як частина великої племінної громади, яка мала певну оброблювану територію та поселення. Швидше за все, розвиток суспільного ладу і відносин, а також здобуття матеріальної культури йшли швидше на півдні Білорусі. Принаймні, з високою точністю можна стверджувати, що період залізного віку історії Білорусі всіх заздалегідь написаних епох стає найбільш точним і прозорим з точки зору встановлення соціальної, культурної та етнічної картини населення. Населення почало концентруватися в укріплених поселеннях, особливо на півночі та південному сході, які складалися з колонних будинків або бліндажів. Річки, в яких були зосереджені поселення, зберегли свою фундаментальну роль, хоча нове племінне дворянство потребувало захисту. Приблизно в середині І тис. до н.e. погіршення кліматичних умов змінює виробництво глини (гончарне колесо ще не винайдено) і до проникнення в Прибалтику поморської культури, яка витіснила Мілаградську в районі сучасного Пінська. З IV ст. п. e. зміцнюються торгові зв'язки з лятенською культурою.
З часом дніпровсько-дзвінська культура розпадається на Дзвінську та Дніпровську, торгові зв'язки яких загалом занепадають. На північному заході спостерігається деяке зміщення штриховників західними балтами. З III—II століть до н.e. Мілаградську культуру остаточно витісняється зарубинецька культура. Крайній південний захід стає зоною панування населення падклошової культури, яка найбільше характеризується похованнями урн і дуже часто асоціюється зі слов'янами.
Оновлюється культурне життя населення. Спільним для носіїв усіх культур Білорусі є шанування тварин (їх ритуальне поховання в мілаградцями та жертвоприношення в зарубинців, статуетки коней у дніпро-дзвінців). У поселеннях виділяються святилища. Тут є поховання священників, сонячна символіка.

## Утворення державності

### Слов'янська колонізація

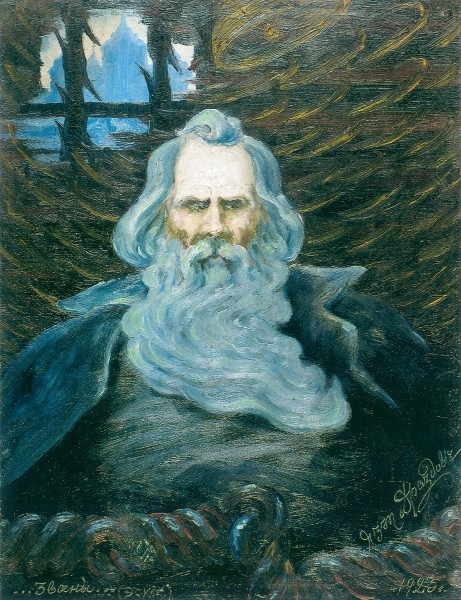
Всесав Полоцький

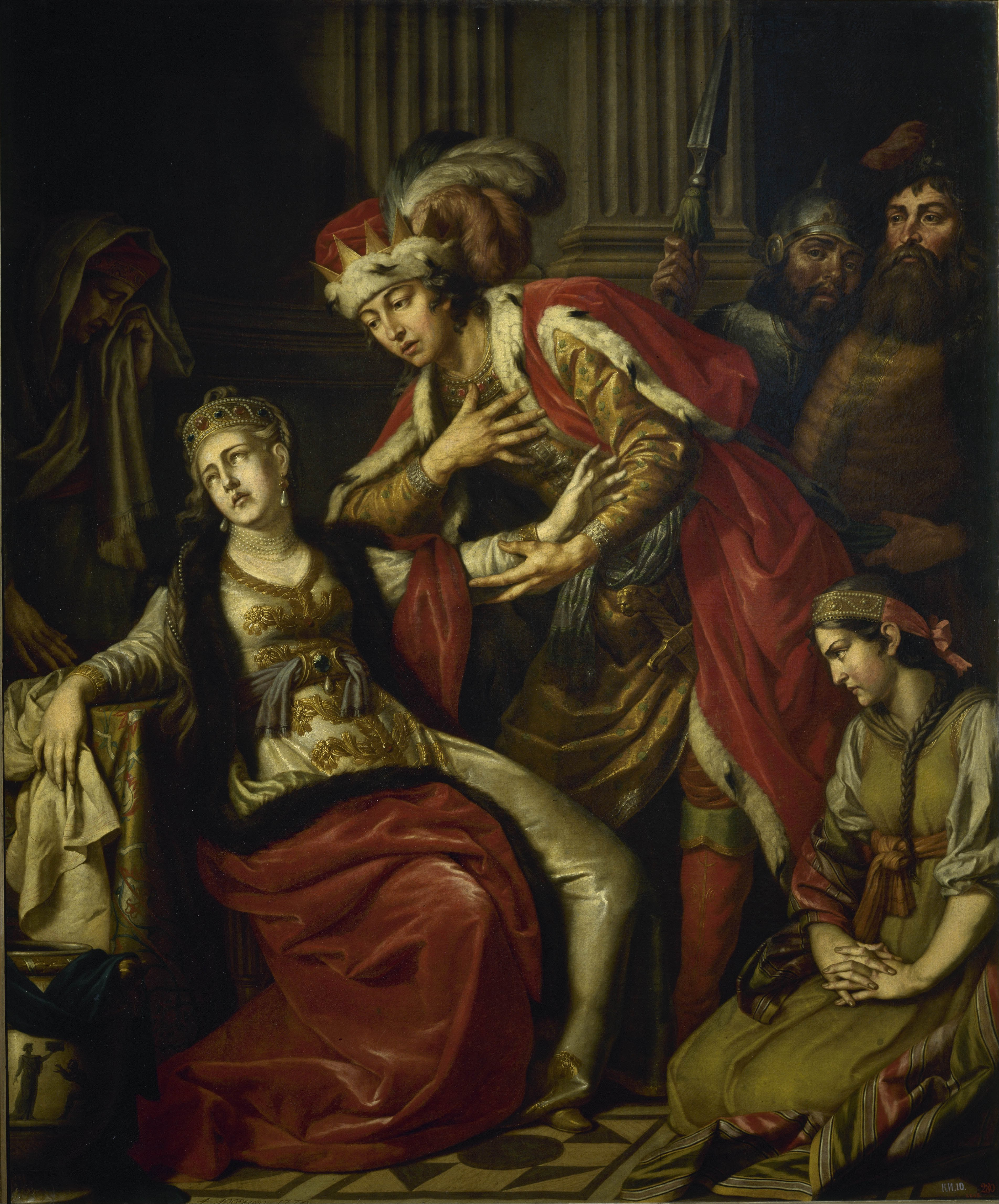
Київський князь Володимир і полоцька княгиня Роґнеда. Картина А. Лосенко, 1770 рік

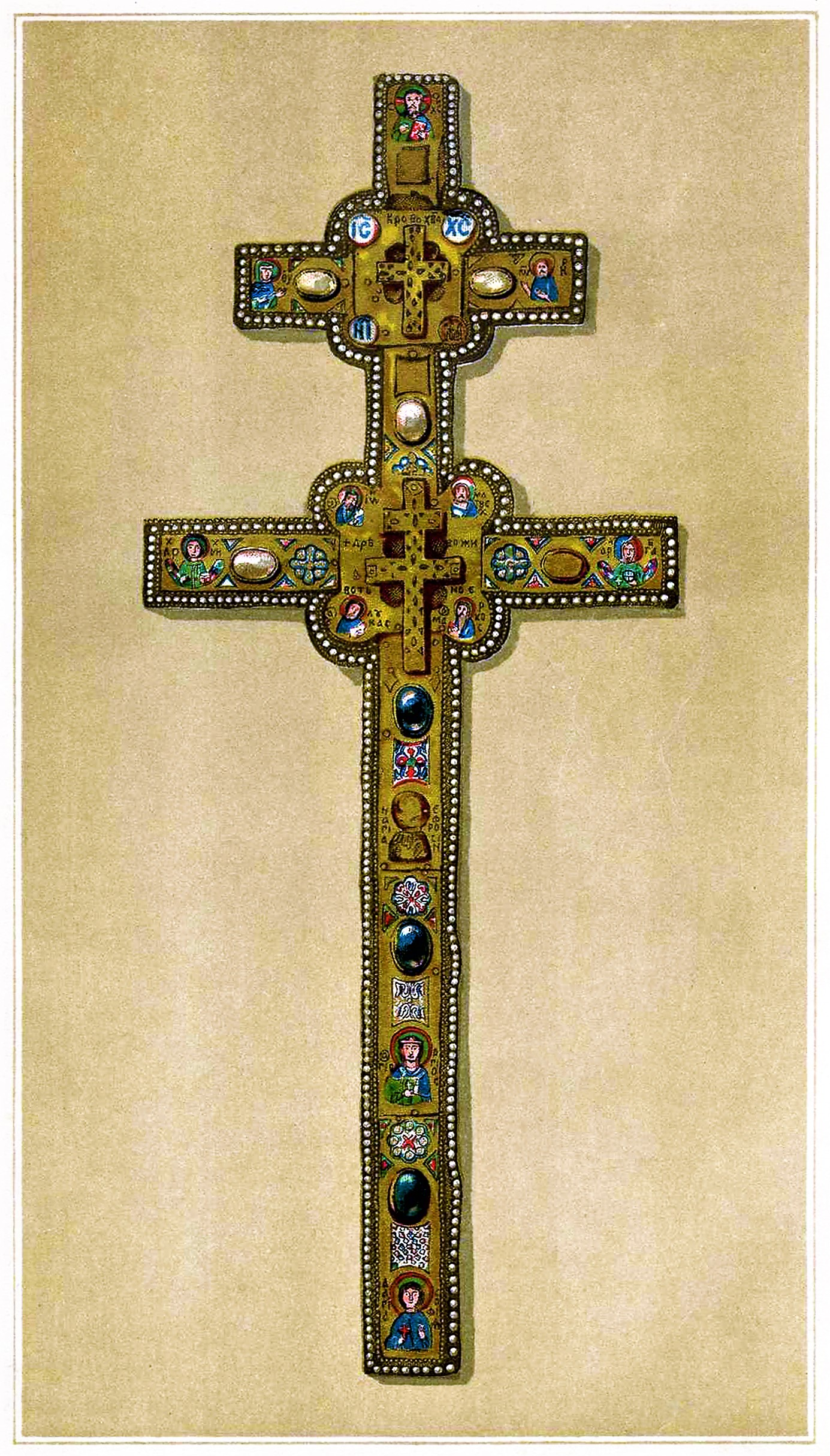
Хрест Єфросинії Полоцької

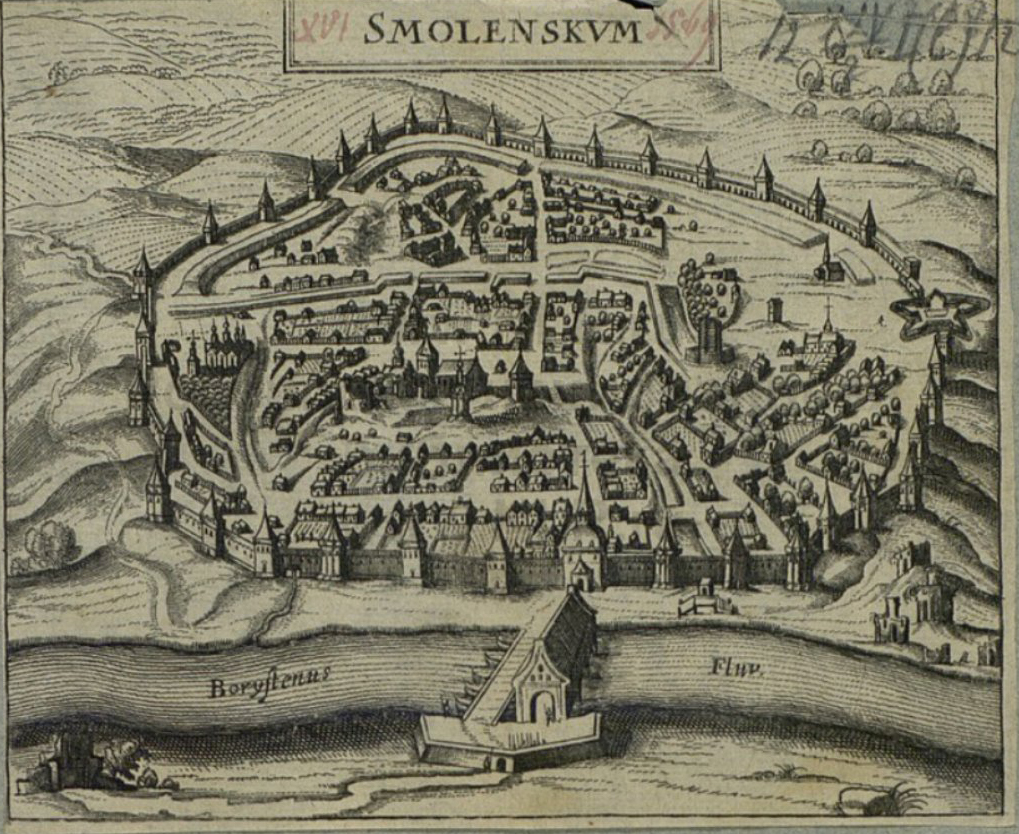
Смоленськ. План міста, 1627 рік

Слов'яни виділилися з індоєвропейської етнічної групи в самостійну приблизно до середини I тисячоліття до н. е. Масові міграції людей в епоху Великого переселення народів впливали і на рухливість слов'ян. У V—VI століттях н. е. вони з'явилися на Балканах, звідки почали рухатися в бік багатих римських провінцій і на схід.
Елементи державної організації на території Білорусі існували задовго до її письмової історії. У V—VIII ст. слов'янські племена празької культури, або, точніше, його локального варіанту — культури типу Корчак, оселилися в південній частині Білорусі, середню і північну частину займали племена банцеравської культури. Свою назву вона отримала від городища Банцеровщина на лівому березі Свіслочі. Що стосується приналежности банцеровської культури, то між вченими немає єдиної думки. Процес розселення слов'ян у другій половині І тис. супроводжувався міжетнічними контактами з місцевими балтійськими племенами (литвями, ятвягами та ін.). Рухаючись по річках слов'яни селилися поруч з балтами. Вони перевершували їх за рівнем соціальної організації, мали розвиненіше господарство. Невідомо, наскільки мирним було співіснування двох етносів на території Білорусі. На деяких балтійських городищах VII—VIII ст. зафіксовані сліди пожеж, що може свідчити про військові конфлікти. У IX—XI ст. утворились громади кривичів, дреговичів, радимичів. Кривичі утворили три великі групи — Полоцьк, Смоленськ та Псков (за назвами їх головних міст). Хронологічно це збіглося з початком розпаду загальнослов'янської мови. Ці племена були не родоплемінними, а територіально-політичними утвореннями. Колонізація земель, раніше обжитих іншим населенням, вимагала від них потужної військової організації, зведення своїх опорних пунктів — міст, які виконували функцію і адміністративних центрів, і форпостів освоєння нової території. Про те, як і коли розселилися слов'яни на території Білорусі, письмових джерел майже не збереглося. Тому до теперішнього часу не вщухають наукові суперечки, мають місце різні точки зору, гіпотези з усіх цих питань. Основні дані, якщо не брати до уваги коротких відомостей про розселення слов'ян з «Повісті минулих літ», вчені черпають з археологічних джерел.
Перша згадка про державні утворення на території Білорусі датується 862 роком, коли, згідно з літописом, князь Рюрик, який перебував у Новгороді, роздав своєму «мужам своїм, тому — Полоцьк, тому — Ростов, тому — Біловозера». Приблизно в цей час на основі родового правління кривичів-полочан утворилося велике Полоцьке князівство — незалежна сильна середньовічна держава на території Білорусі. Його жителів у літописах 1127, 1129, 1140 і 1162 років називають кривичами, також вживалася назва половці. До нього, окрім Полоцька, входили міста: Вітебськ, Мінськ, Лукомаль, Браслав, Заславль, Лагойськ, Орша, Копись, Борисов. Полоцьке князівство мало всі атрибути державної незалежности — суверенну владу князя і ради, адміністрацію, столицю, військову, грошову систему тощо. Одним із таких атрибутів було проведення власної геополітики, яка полягала у протистоянні агресії Київського князівства та власному розширенню до Балтійського моря. У 980 р. київський князь Володимир Святославич захопив Полоцьк, вбив його князя Роґволода і приєднав Полоцьке князівство до Києва. Однак після князя Ізяслава, сина Володимира та Роґнеди, онука Роґволода, Полоцьк відновив свою незалежність. Найбільшого розквіту Полоцьке князівство досягло в 11-12 ст. за правління Всеслава Брячилавича, якого називали Чародієм (1044—1101). Пізніше Полоцьке Князівство було розділений на окремі князівства — Мінське, Вітебське, Друцьке, Логойське.
У середині X ст. на землях дреговичів виділялося Туровське князівство, яке приблизно з 988 р. потрапило в залежність до Києва. Зазвичай великі київські князі дарували Турів своїм третім синам. 3 другої половини XII ст. Турівське князівство здобуло незалежність і незабаром розкололося на Пінське, Клецьке, Слуцьке, Дубровицьке, Капильське та інші удільні князівства. З кінця XI ст. територія корінних жителів була розділена між Чернігівським та Смоленським князівствами. Політичне відокремлення Смоленська від Києва розпочалось у XI столітті, а в 1120-х роках тут була створена незалежна династія на чолі з Растиславом Мстиславичем (1125—1259). У цей час Смоленське князівство досягло найбільшого розширення, коли до нього увійшли Кричев, Пропойськ, Амстислав (згодом стало окремим Амстиславським князівством), а також відібрані в Мінську Копись та Орша. У XII—XIII століттях на землях Верхнього Панямоння виникли окремі князівства. Найвизначнішу роль відіграли Городненське та Новогрудське князівства. Соціальний розвиток земель Білорусі йшов тим же шляхом, що й у інші східних слов'ян, що входили до складу Руси. Тут у X—XII ст. перепліталися 3 основні соціально-економічні внески: соціальний, рабовласницький і феодальний, які поступово ставали панівними.
Наприкінці X ст. християнство почало поширюватися за візантійським обрядом. У 992 р. в Полоцьку з'явилася перша єпархія, у 1005 р. — Турівська, а в 1136 р. — Смоленська. Однак елементи язичництва в деяких районах зберігалися протягом багатьох століть. Християнська церква сприяла розвитку білоруської культури, зокрема монументальної архітектури, живопису, ужиткового мистецтва та літератури.

### Становлення і розвиток феодалізму (VI— перша половина XIIIст.)
Досі залишається відкритим питання, коли виникла державність у народів Східної Європи. Це обумовлено недостатністю письмових джерел, що дійшли до наших часів. Результатом цього стали безліч теорій, розроблених вченими різних історичних періодів, які називають свої дати і причини походження державности на території Білорусі. Відповідно до норманської теорії, котра домінувала в московській історичній науці у 19 столітті, перші держави у Східній Європі були створені іноземними князями-варягами в IX столітті. Ця наукова теорія заперечується антинорманістами.
В IX — X століттях на території Білорусі розселилися слов'яни. Деякі їхні племінні союзи перетворилися в державні утворення — князівства, з відповідними центрами — містами. В кривичів виділився Полоцьк, в дреговичів — Турів. Протягом кількох десятиліть відбувався складний процес входження цих володінь до Київської держави. Однак підпорядкування Полоцького та Турово-Пінського князівств Києву не було постійним.
Турово-Пінське князівство — найбільше після Києва, Новгорода та Полоцька, займало величезну територію в басейні річки Прип'ять, перебувало в залежності від Києва, зазвичай київські князі давали Турів своїм третім синам. 3 другої половини XII століття Турово-Пінське князівство здобуло незалежність від Києва і швидко роздрібнилося на уділи, які потрапили в коло інтересів володимир-волинських князів: Пінське, Кльоцьке, Слуцьке, Дубровіцьке, Степанське князівства. У XIII столітті в залежності від Турово-Пінського були такі князівства, як Копильське, Брагінське, Кльоцьке, Несвіжське, Мозирське, Речицьке.
Доля територій західної частини Білорусі була не менш складною та суперечливою. Найбільшим князівством тут було Городненське, з якого пізніше виділилися Новгородське, Волковиське. У середині XIII століття ці землі увійшли до складу Великого князівства Литовського.

## Велике князівство Литовське (друга половина XIII— перша половина XVIст.)

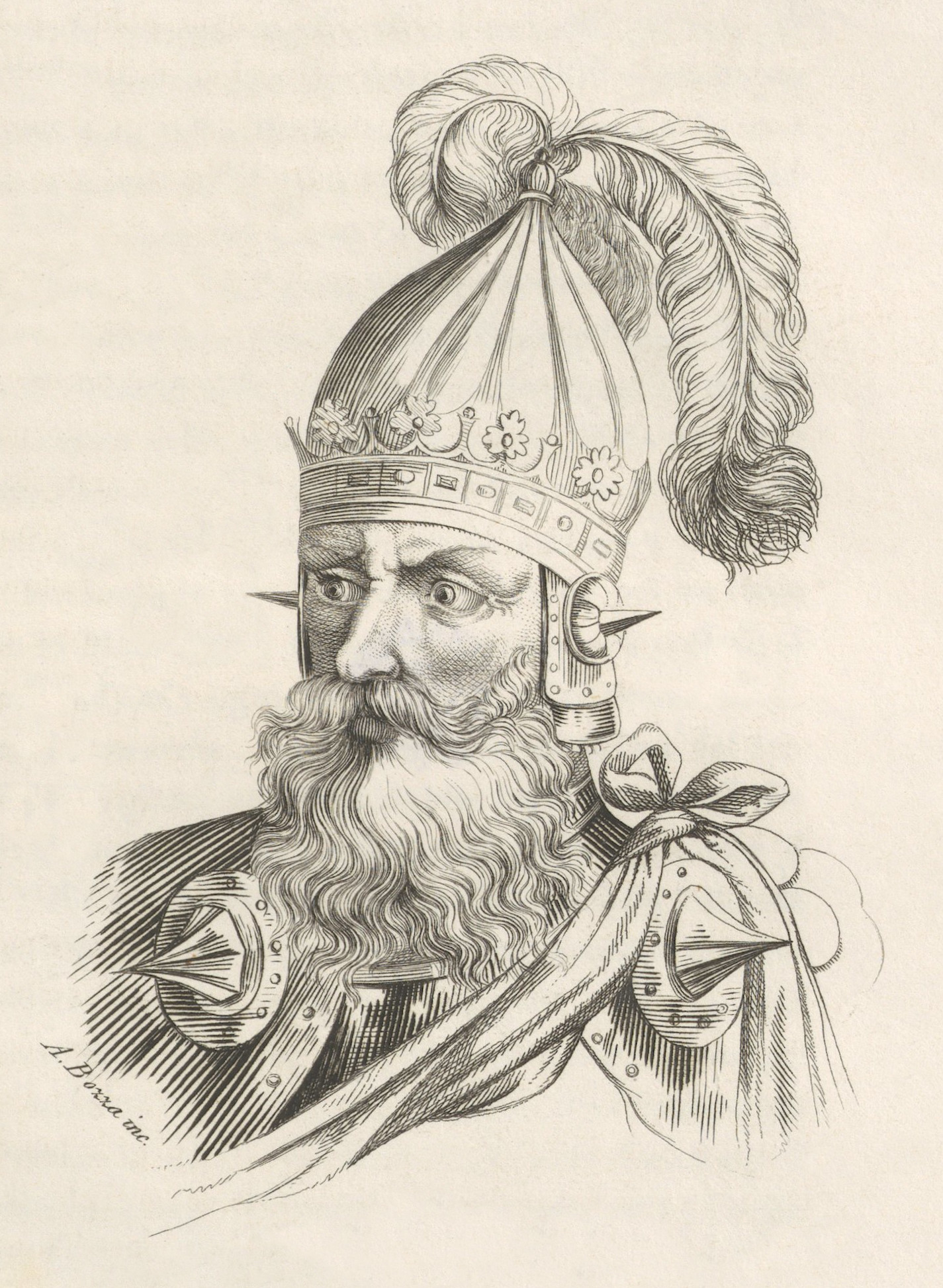
Міндовґ І

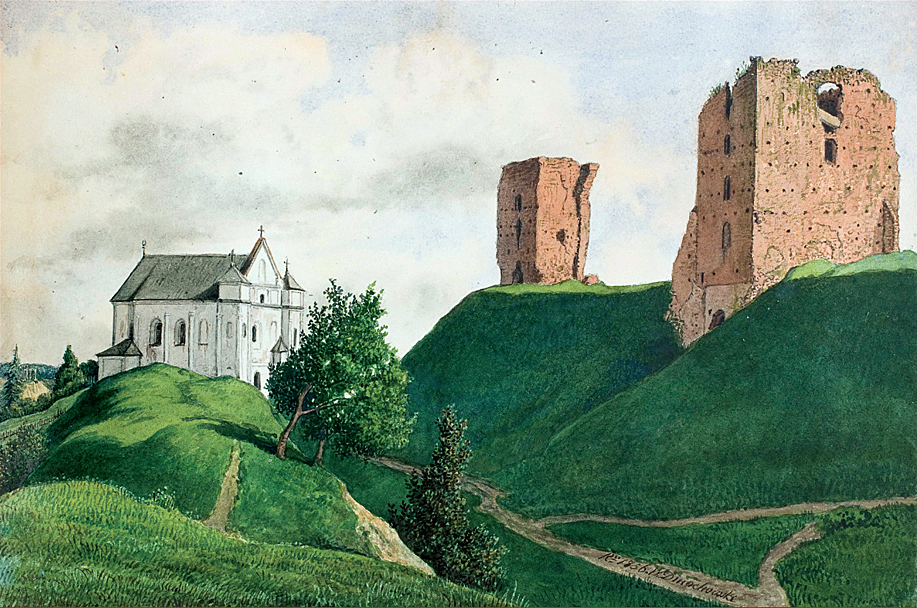
Новогрудок, Фара та руїни замку. Картина Вінкентія Дмаховського, 1856 рік

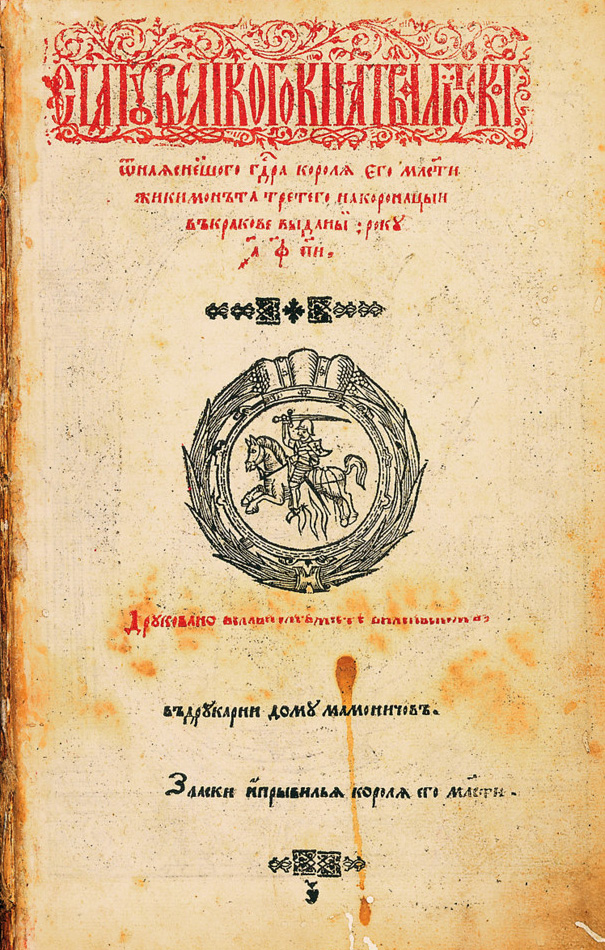
III Статут ВКЛ. Видано друкарнею Мамоничів, 1588 рік

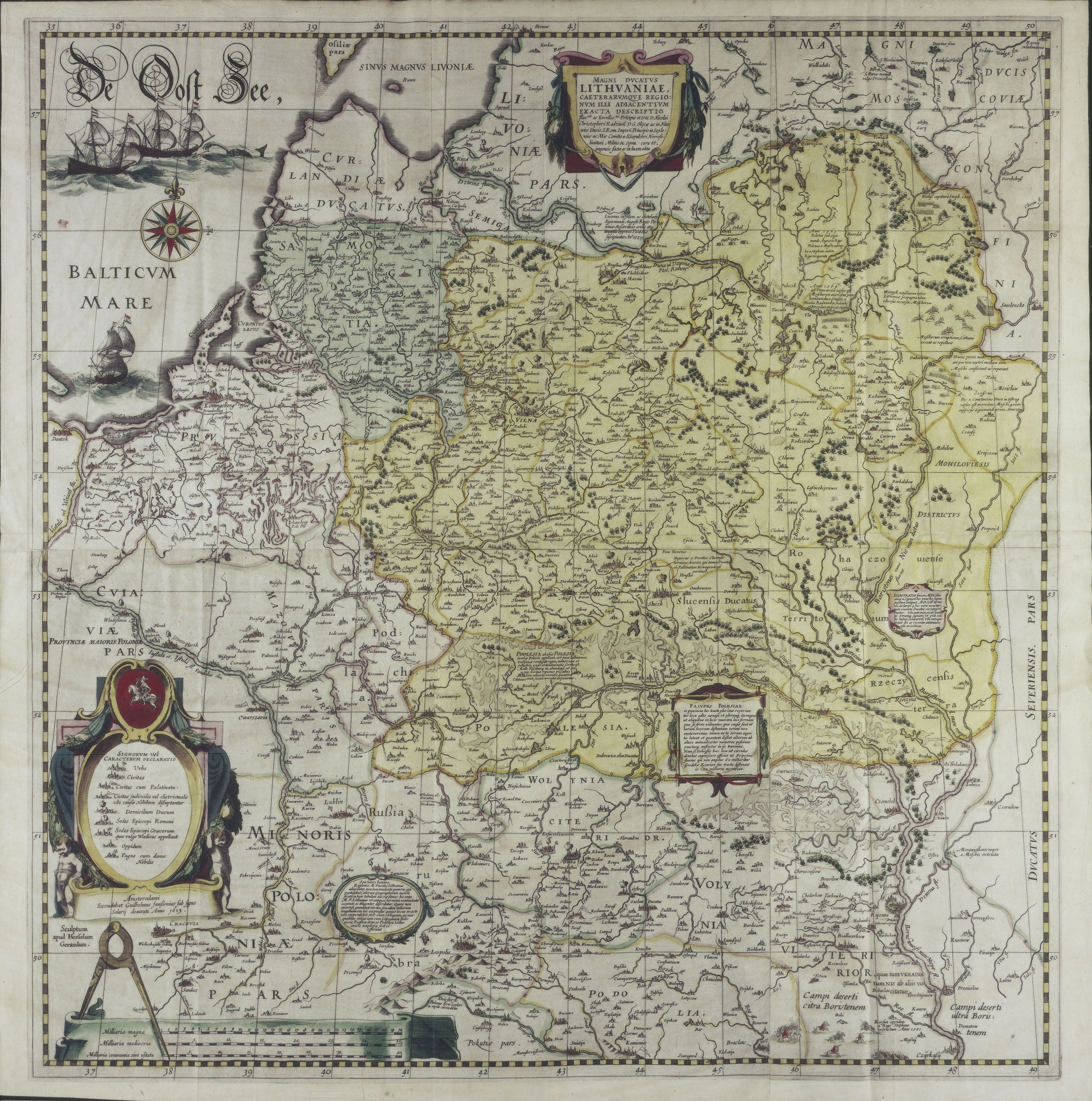
Велике князівство Литовське, 1613 рік

На початку XIII століття було утворено Велике князівство Литовське (ВКЛ) за часів удільних князівств матеріальна та духовна культура стали фундаментом державотворчих процесів у XIII—XIV ст., ВКЛ включало значну частину етнічних білоруських земель. Такі процеси були проявом та органічною частиною мирної балто-слов'янської взаємодії у двоетнічному регіоні верхнього Панямоння. Перехід балто-слов'янського симбіозу на новий етап еволюції відбувся внаслідок руйнування політичної системи Східної Європи (агресія Лівонського і Тевтонського ореднів, монголо-татарська навала). Утворення Великого князівства Литовського дало жителям краю можливість відстояти свою незалежність та створити умови для подальшого соціального, політичного, економічного та культурного розвитку.
На початку XIII століття було утворено Велике князівство Литовське (ВКЛ), яке включало значну частину етнічних білоруських земель.
Велике князівство Литовське з центром у Новогрудку виникло приблизно в 1240-х роках, коли Міндовг став правити тут на запрошення місцевих бояр. Обороною регіону керував найсильніший полководець, випробуваний у боях та експедиціях, етнічне походження якого не було відоме, особливо в регіоні, де ці етнічні групи жили століттями. До приїзду Міндовга центр Городненського князівства переїхав до Новогрудка, де правив князь Ізяслав, який, швидше за все, мирно передав владу і деякий час брав участь у походах Міндовга на польські землі.
3 середини XIII століття в державній побудові земель, що відповідають території сучасної Білорусі, відбулися кардинальні зміни. Землі Полоцького князівства були включені до складу Великого князівства Литовського. В основі цього поступового процесу було безліч причин, проте головною метою було створення політичного, військового та економічного союзу між Полоцькою та Литовською землями проти хрестоносців, галицько-волинських князів, Золотої Орди. Остаточно Полоцька земля увійшла до складу Великого князівства Литовського на правах автономії, за договором, у 1307 році. В 1320 році було приєднано Вітебське князівство.

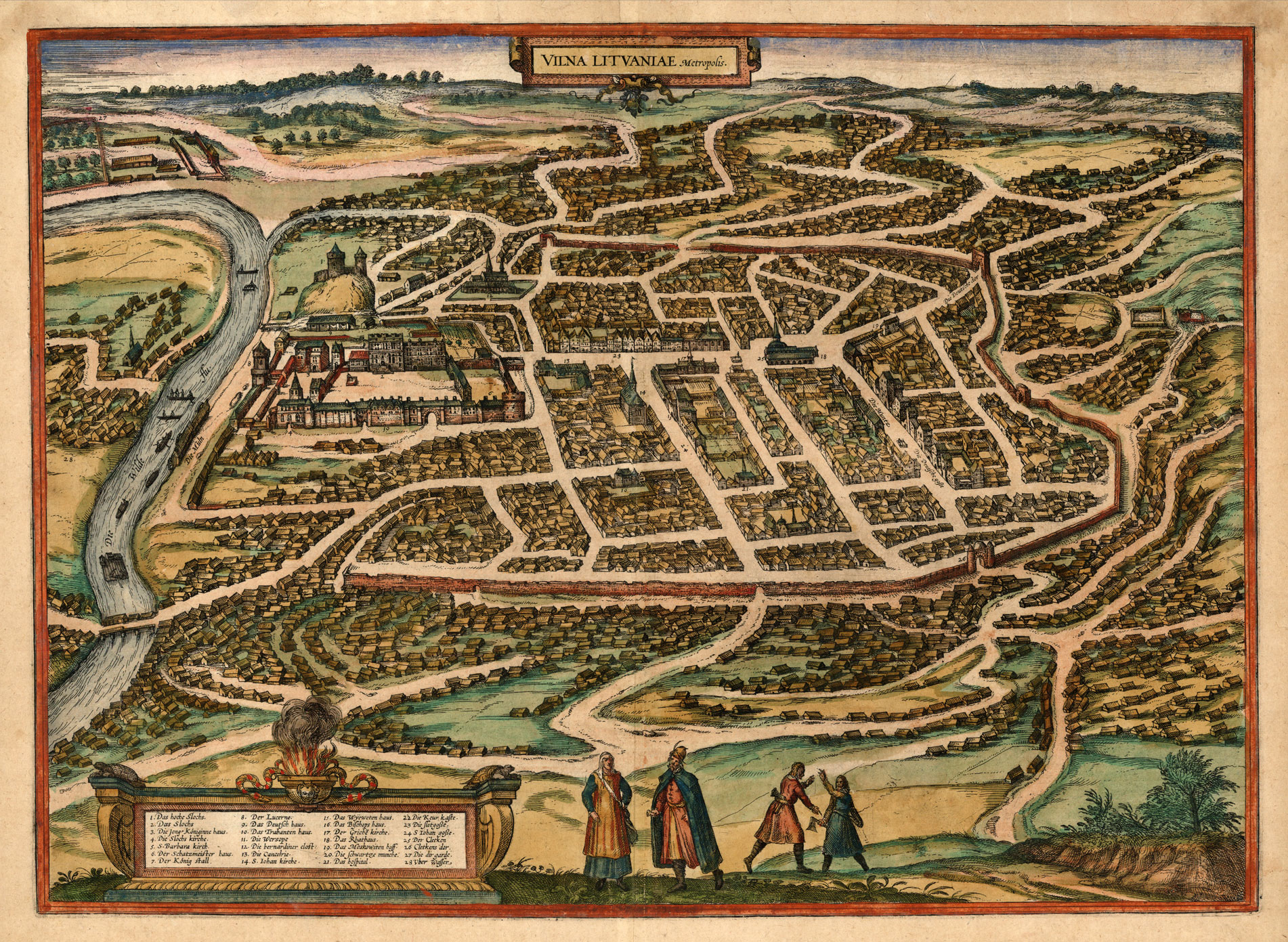
Вільно, столиця Литви. Атлас Гогенберґа і Брауна, 1576 рік

Процес формування Великого князівства Литовського був тривалим. Династичні шлюби, угоди (у окремих випадках захоплення) між окремими князівствами привели до виникнення федеративного об'єднання. Провідну роль в ньому грали давньоруські форми управління державою з відповідними законами, мовою, релігією.
Після смерті великого князя Ґедиміна (1341) і відносно короткого періоду відокремлення деяких територій державу очолив син Ґедиміна — Ольгерд (час князювання 1345–1377). Його зусиллями володіння Великого князівства Литовського розширилися, було приєднано Чернігово-Сіверські, Волинські, Переяславські землі, Смоленське князівство, а також території в басейнах Дністра, Південного Бугу, південного Дніпра. Після перемоги військ Великого князівства Литовського на чолі з князем Ольгердом над військами Золотої Орди, у 1363 були повністю приєднані землі південно-східних районів Білорусі, в тому числі й володіння Турівського князівства. У результаті військових дій з Московії в 1368—1372 роках до князівства було приєднано значні райони на північному сході до Можайська і Коломни.

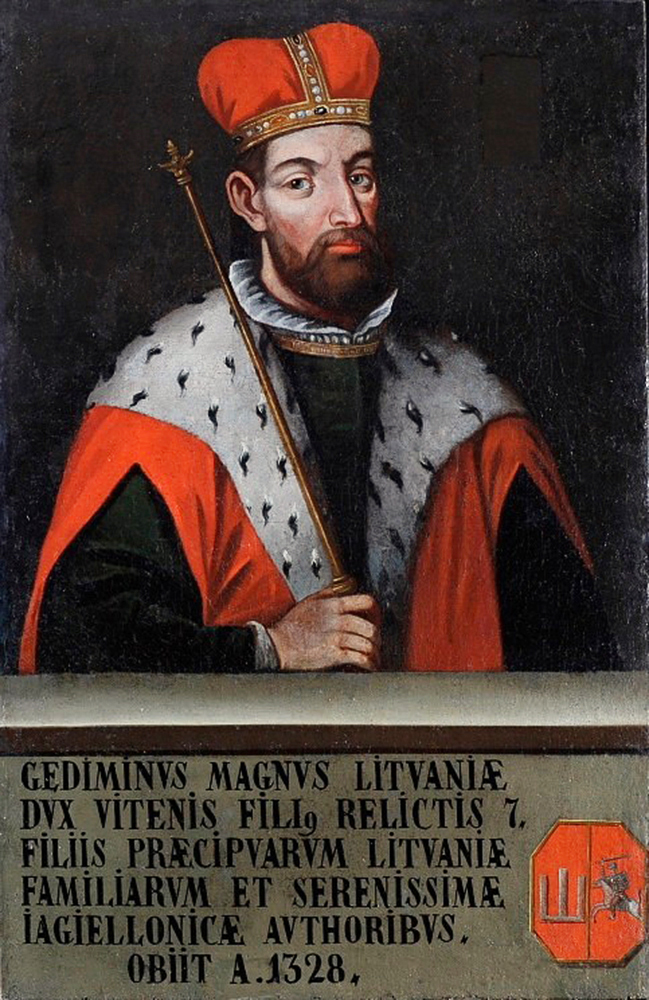
Ґедимін

Незабаром решта удільних князівств на території сучасної Білорусі добровільно приєдналися до Великого князівства Литовського: Вітебське — у 1320 р.; Берестейське, Мінське, Турівське та Пінське — у 1320—1330 рр.; Амстиславське — у 1358 році. Найуспішніші процеси об'єднання білоруських земель відбулися за правління Ґедиміна (1316—1341), який переніс столицю з Новогрудка до Вільно. Його важливим досягненням було створення незалежної литовської православної митрополії з центром у Новогрудку. Одночасно Ґедимін заклав основу руського вектору політики Великого князівства Литовського, яке склалося в наступні десятиліття.
Велике князівство Литовське отримало значні територіальні здобутки під час правління Ольґерда (1345—1377). Після нього до складу держави входили Чернігово-Сіверське, Подільське, Волинське та Київське князівства, Смоленське князівство, і також Жемайтія. У результаті землі сучасної Білорусі зайняли центральне місце, що забезпечило ріст їх економіки, культурний розвиток, зміцнення білоруської (руської чи литвинської) мови як офіційної.

Реконструкція прапора Вітольда з Ґрюнвальдської битви з гербом Колюмни, 1410 рік

Перемога над Тевтонським орденом у Ґрюнвальдській битві 1410 р. мала велике значення для зміцнення Великого князівства Литовського. Після Великого князя Вітовта (1392—1430) Велике князівство Литовське значно розширило свою територію.
5 серпня 1392 року було укладено Острівську угоду, згідно з якою за Великим князівством Литовським зберігалася самостійність (незалежний уряд, казна, військо), а великим князем був проголошений Вітовт. Угода також забороняла полякам купувати чи отримувати у спадок землі в Великому князівстві Литовському. Вітовт, спираючись на своїх заступників, прагнув до повної незалежности держави. 3 цією метою він збирався стати королем. Але здійснити задуми завадила передчасна смерть, можливо, і вбивство.

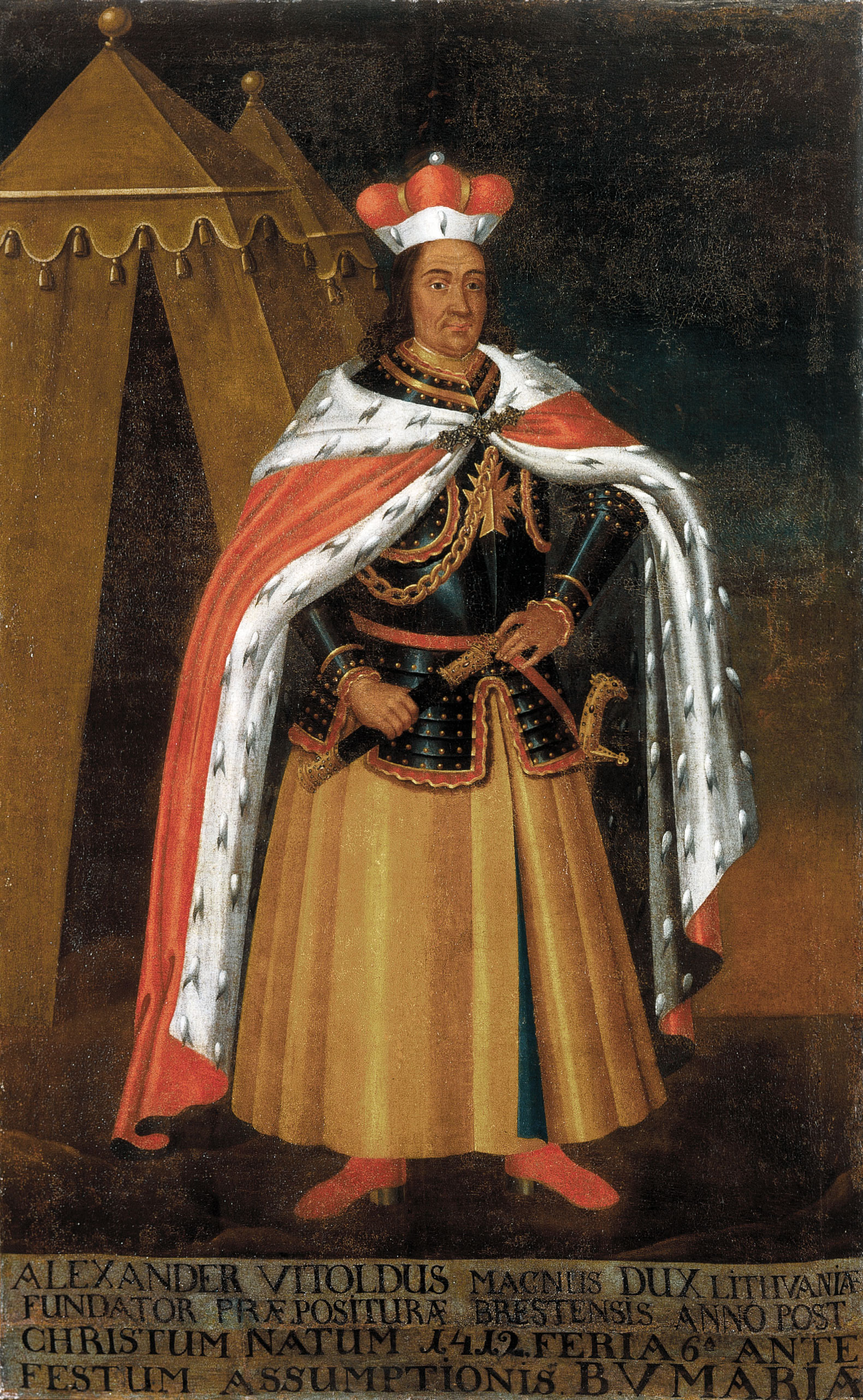
Вітовт Великий

На долю білоруських земель у складі Великого князівства Литовського суттєво вплинув перехід литовської знаті наприкінці XIV століття в католицизмі. У 1377 році на княжий престол сходить син Ольґерда Великий князь Яґайло (1377—1392 рр.). 3 цього часу починається складний період боротьби за владу в князівстві між братом Ольґерда Кейстутом, його сином Вітовтом і Яґайлом. Але вона зупинилася у зв'язку з посиленням агресії Тевтонського ордену. Така ж небезпека загрожувала і Польському Королівству. Тому Яґайло погодився хрестити населення Литви за латинським обрядом як одну з умов здобуття престолу польського короля і в 1385 році в Кревському замку була укладена унія, згідно з якою Яґайло був проголошений польським королем і отримав нове ім'я Владислав I. Після шлюбу з польською королевою Ядвігою він повинен був приєднати до Польщі Велике князівство Литовське і ввести в ньому католицьку релігію (Кревська унія). Це послужило початком гострої внутрішньодержавної боротьби, яку очолив гродненський князь Вітовт (брат Ягайла). Ягайло та польські магнати змушені були змінити умови Кревської унії. Звідси у ВКЛ почала назрівати внутрішня напруженість між православним та католицьким населенням. З часу прийняття Горадельського привілею в 1413 р. (законодавчий акт, який юридично закріплював Городельську унію) політична ситуація у Великому князівстві Литовському стала характеризуватися пануванням католицької знаті, яка отримала виключне право обіймати державні посади та титул панів. Східнослов'янські бояри та князі зберегли свою участь у ВКЛ, вони підтримували державу, сприяли зростанню її могутности, але прагнули посилити свій вплив на ухвалення політичних рішень. Їхні інтереси висловив великий князь Свидригайло (1430—1432), який розпочав роздавати державні посади, замки та волості православним феодалам, що призвело до тривалої феодальної війни (Громадянська війна у Великому князівстві Литовському 1432—1438).

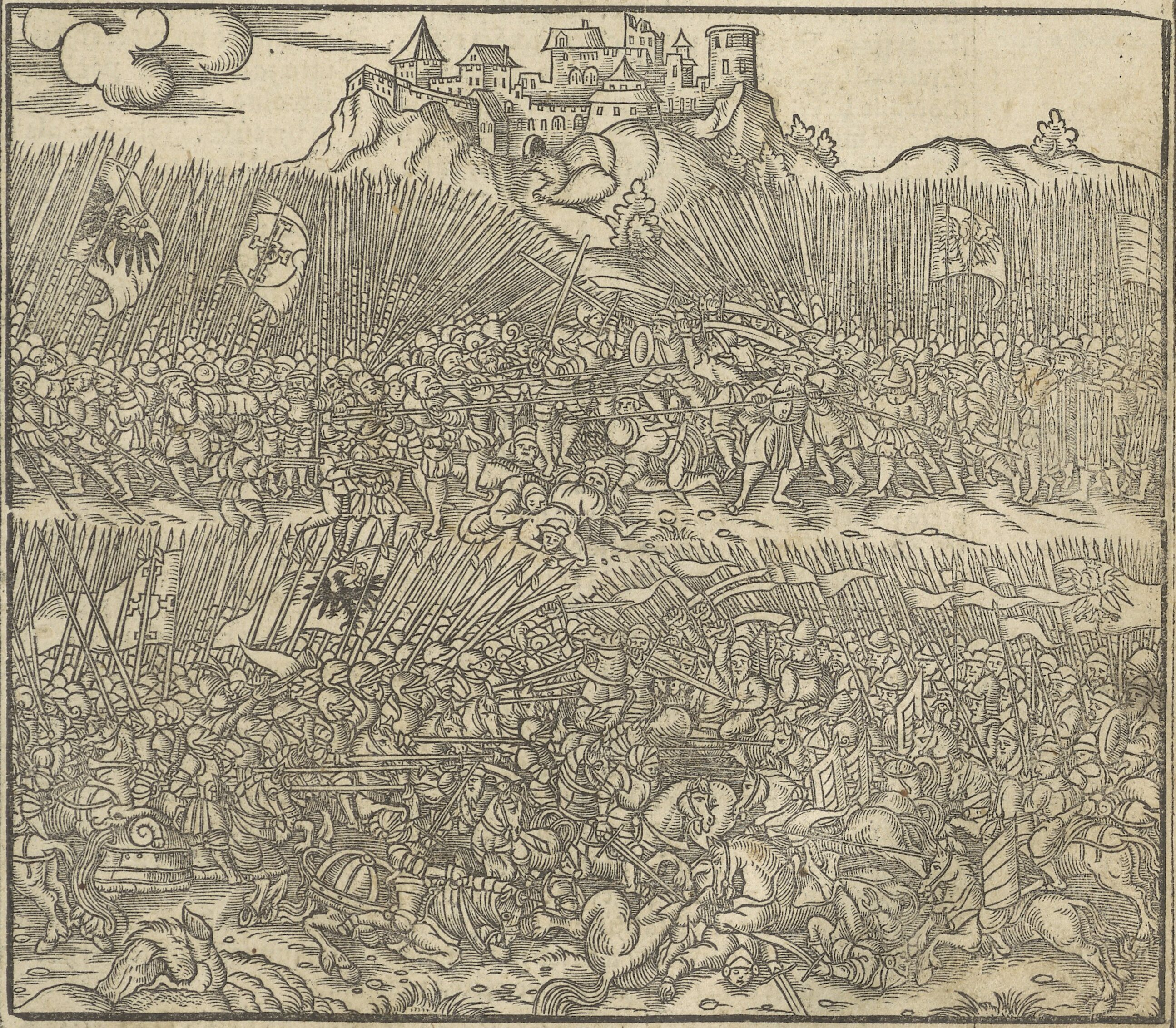
Битва під Ґрюнвальдом. Гравюра Марціна Бельського з «Хронік цілого світу», 1564 рік

Після Кревської унії ВКЛ та Польща об'єдналися на основі династично-персональної унії при збереженні ними певної самостійности у внутрішній і зовнішній політиці. Неодноразове відновлення та переукладення уній (в 1401, 1413, 1446, 1501) свідчить, по-перше, про їх слабкість, по-друге, про наявність у житті обох держав факторів, які підштовхували їх до зближення. У XV—XVI століттях визначилася міцна тенденція: чим більше загострювалися відносини Вільно з Москвою, тим більше ВКЛ схилялася до об'єднання з Польщею. Невдачі в Лівонській війні, захоплення військами Івана Грозного Прибалтики і Полоцька відсікли східну і центральну частини Білорусі від моря, що було важким ударом по торгівлі. Сили держави були на межі можливого. Ця війна, як відзначали пізніше політики, пригнала ВКЛ до нової унії з Польщею.
З кінця XIV століття керівництво ВКЛ взяло курс на союз з Польщею. До 1430 року, під час князювання Вітовта, князівство досягло певної максимальної потужности та територіального розширення, однак швидко стало втрачати території, перш за все на користь Польщі (південно-західні руські землі), а з кінця XV століття на сході на користь Москви.
У 1432 р. Свидригайло втік до Полоцька, де руські князі та бояри посадили його на престол Великого князівства Руського, таким чином виник короткочасний розкол у Великому князівстві Литовському, і Полоцьк на деякий час став столицею Руської держави. Католицькі верхівки Великого князівства Литовського пішли на компроміс. Привілей 1432 р. Ягайла та привілей 1434 р. Сигізмунда Кейстутовича прирівнювали православних феодалів у деяких економічних та політичних правах до католиків. Під час правління великого князя Казимира (1440—1492) окремі землі (Новогрудок, Полоцьк, Вітебськ, Смоленськ та ін.) отримали права на автономне управління. Казимир затвердив судовий кодекс 1468 року — перший упорядкований збірник законів. Після його смерті Московія розгорнула кілька воєн проти об'єднання земель Руси навколо Великого князівства Литовського. Під час цих воєн до Московії в XV—XVI ст. були передані деякі східнослов'янські землі Великого князівства Литовського. Через невдачі воєн політичні еліти Великого князівства Литовського почали залучати великих православних феодалів до більш активного управління; православним вже фактично не забороняли обіймати ключові державні посади. У 1563 р. положення про те, що православні феодали не можуть засідати в господарській раді, було законно скасовано. Великий вплив на державні справи мали магнати Острозькі, Ходкевичі, Сапіги, Ілліничі та інші.
До середини XVI ст. остаточно сформувався державний устрій Великого князівства Литовського, основи якого закріплені в Статуті Великого князівства Литовського 1529 р. та Статуті Великого князівства Литовського 1566 р. Державною мовою Великого князівства Литовського була руська мова. Главою держави вважався великий князь (господар). Разом із Радою він здійснював діяльність верховного суду. Рада Великого князівства Литовського (пани-рада) виникла в XV столітті, як дорадчий орган великого князя, а до кінця XV — початку XVI ст. перетворився на вищий орган державної влади. З XV ст. на засідання ради були запрошені представники місцевих феодалів, тобто збирався сейм. У 1413 р. територія Великого князівства Литовського була поділена на Віленське та Троцьке воєводства. На початку XVI ст. було утворено Полоцьке, Новогрудське, Смоленське та Підляське воєводства; у результаті адміністративно-територіальної реформи 1565—1566 рр. — Брестське, Мінське, Амстиславське воєводства, більшість із них були поділені на повіти. Шляхта отримала право брати участь у повітових сеймиках, де до вольного сейму обирались посли (депутати). Мала великий вплив на долю Великого князівства Литовського. Лівонська війна 1558—1583 рр. мала великий вплив на долю Великого князівства Литовського.
З кінця XIV століття керівництво ВКЛ взяло курс на союз з Польщею. До 1430 року, під час князювання Вітовта, князівство досягло певної максимальної потужности та територіального розширення, однак швидко стало втрачати території, перш за все на користь Польщі (південно-західні руські землі), а з кінця XV століття на сході на користь Москви.

## Новий час

### Річ Посполита

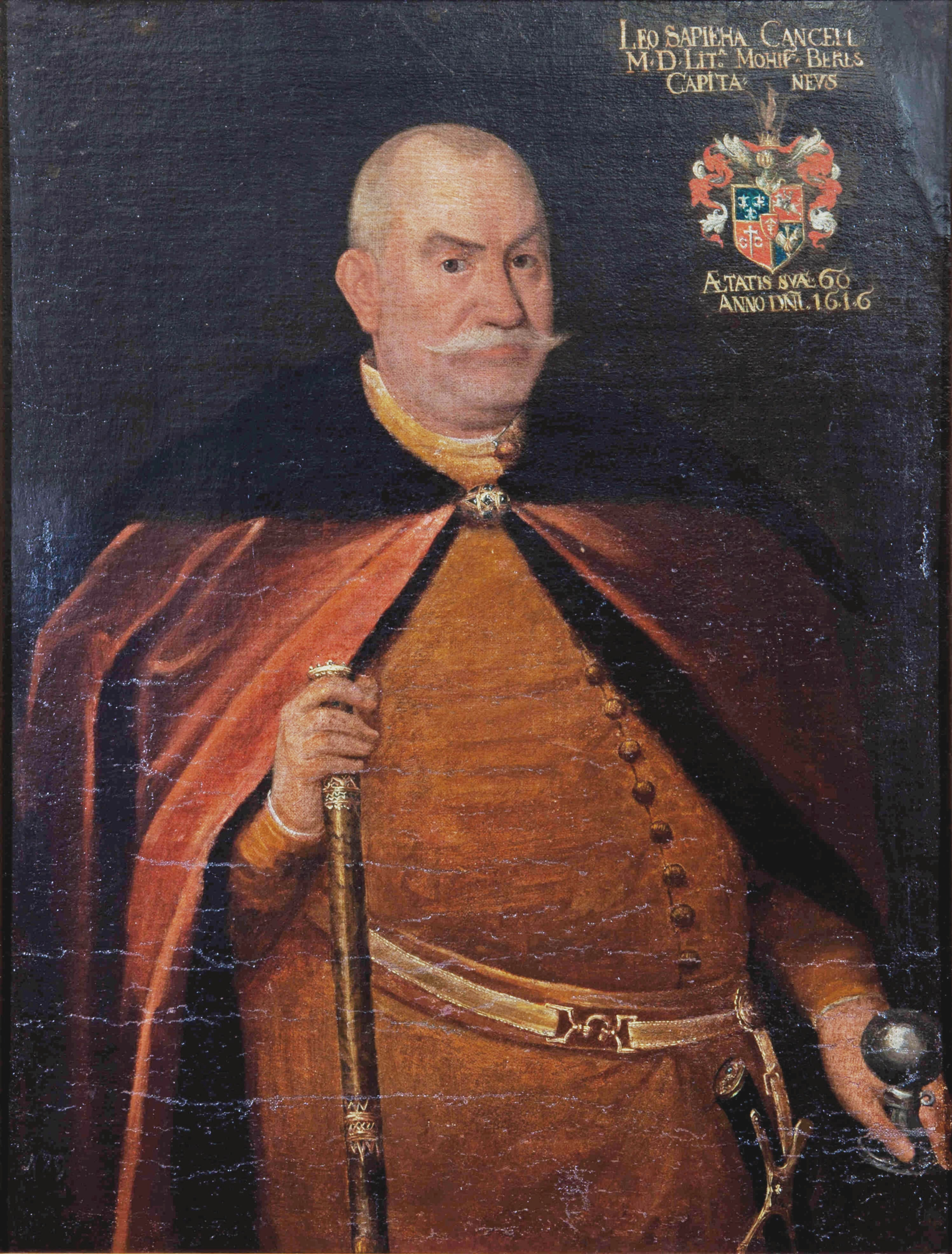
Лев Сапіга

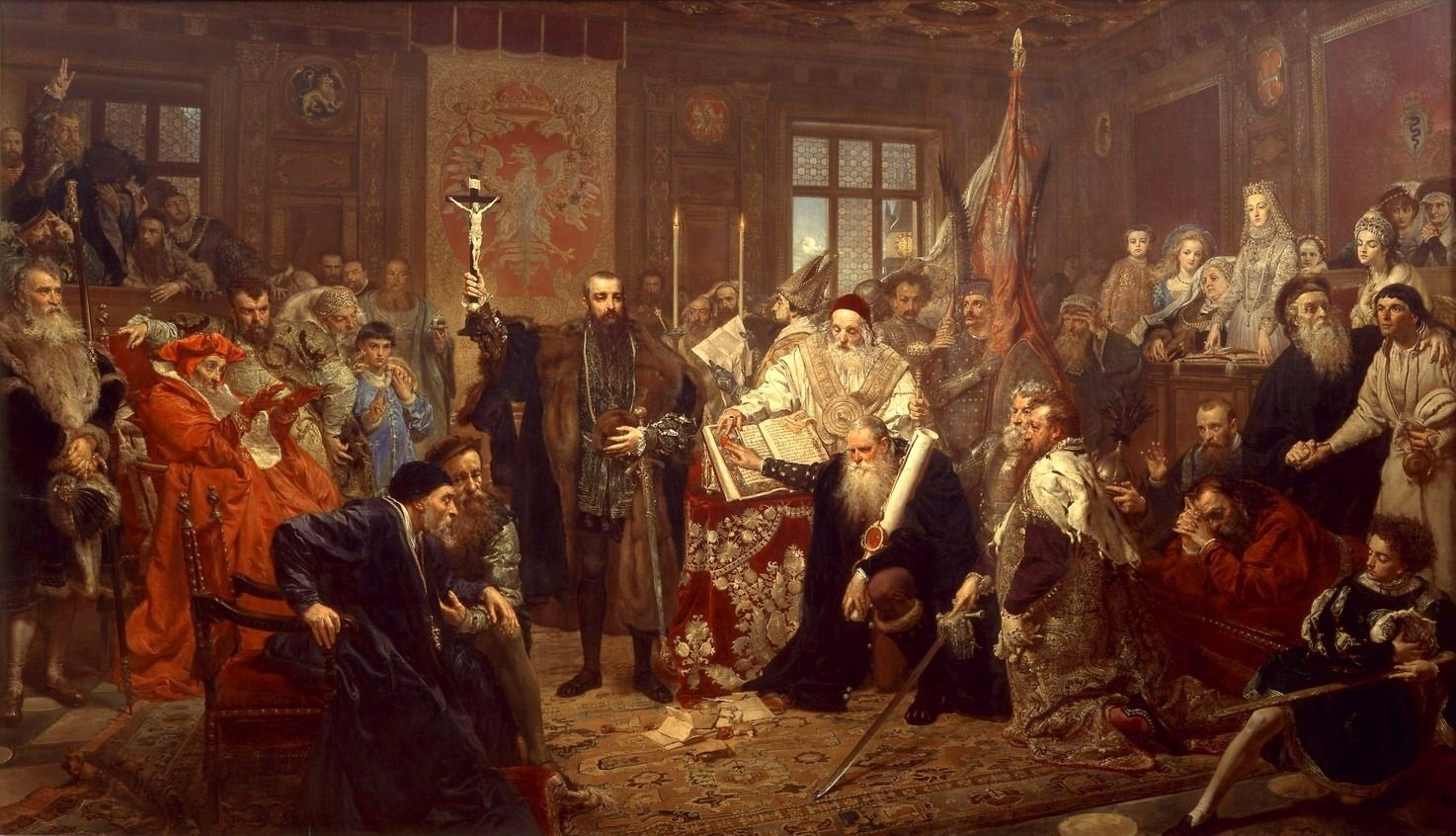
«Люблінська унія». Картина Яна Матейка, 1869 рік

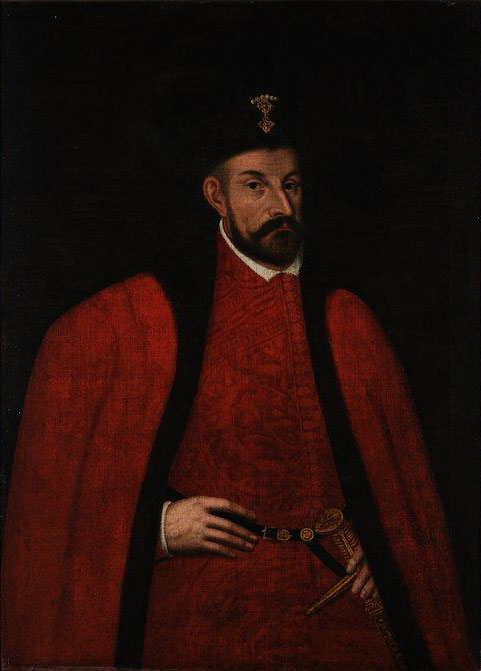
Стефан Баторій

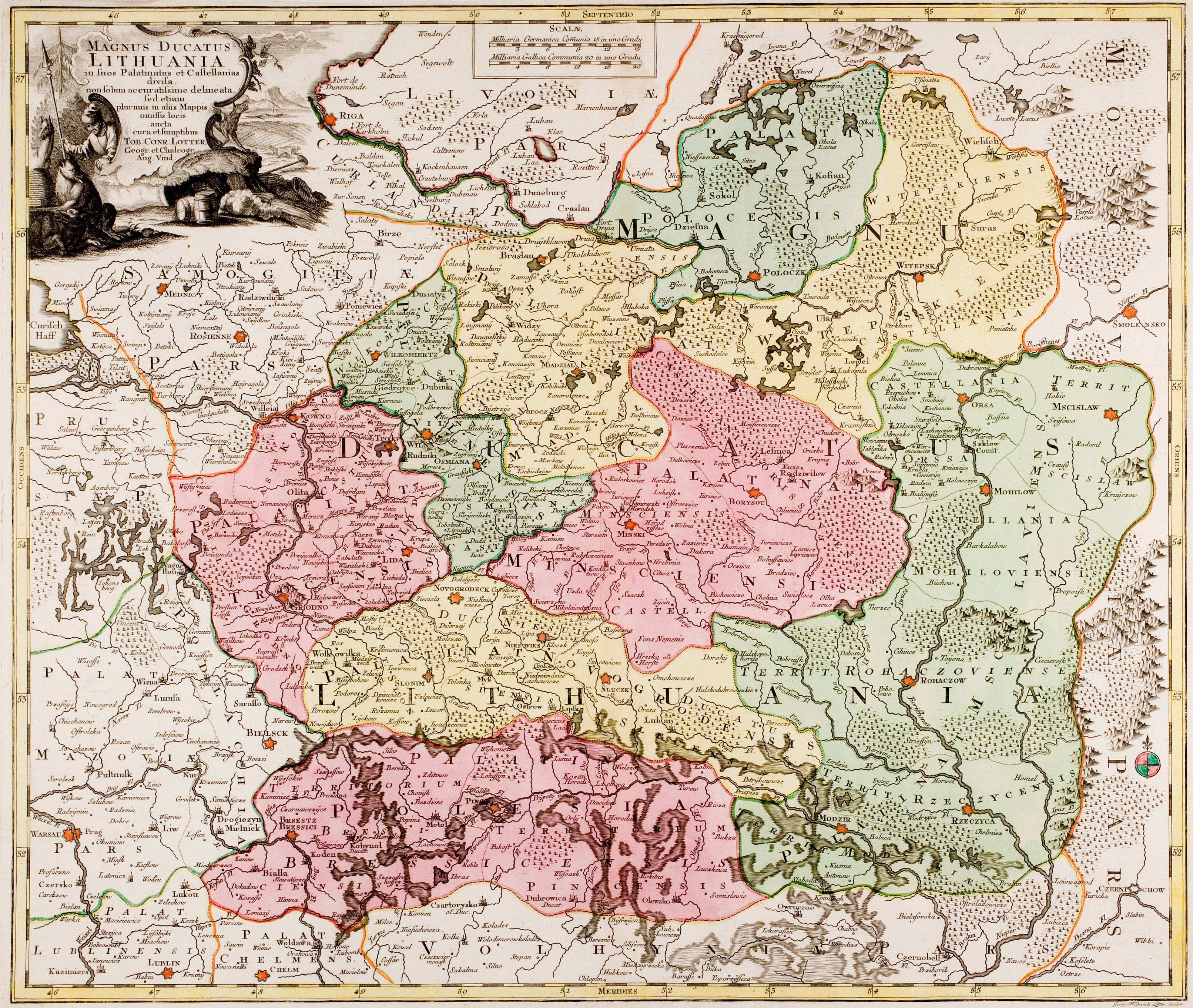
Велике Князівство Литовське, 1770 рік

Невдачі армії Великого князівства Литовського, включаючи окупацію Полоцька московськими військами в 1563 р., штовхнули Великого князя Великого князівства Литовського та шляхту до більш тісного військово-державного союзу з Польщею. У результаті Люблінської унії 1569 р. Велике князівство Литовське та Королівство Польське об'єдналися в федерацію — Річ Посполиту. За умовами унії, ВКЛ зберігало свій адміністративний апарат, законодавство, армію, герб погоню та державну печатку. Вищим органом об'єднаної держави був Генеральний сейм, який вперше засідав на території Королівства Польського, а з середини XVII ст. кожен третій сейм, скликаний у Городні, як символ окремої позиції Великого князівства Литовського. Главою держави був король Речі Посполитої, якого обирала знать. Одночасно він був великим князем Великого князівства Литовського. Під час роботи Люблінського сейму землі України відійшли до Польщі, тож у 1569 р. Велике князівство Литовське складалося переважно з литовських та жамойтійських земель. Король і великий князь Стефан Баторій (1576—1586) на чолі об'єднаної армії звільнив Полоцьк в 1579 році і переніс бойові дії до Московії. Успішне завершення Лівонської війни посилило роль Великого князівства Литовського в Речі Посполитій. Прийняття Статуту Великого князівства Литовського в 1588 р. Підкреслювало особливе становище Великого князівства Литовського у федеративній державі з його армією, законодавством та гербом. Положення союзу, згідно з якими поляки та інші іноземні громадяни могли отримувати земельні володіння та адміністративні посади у ВКЛ, були скасовані.
У 1596 р. була прийнята Берестейська унія, до її ухвалення підштовхнуло створенням патріархату в Московії в 1589 р., який намагався підпорядкувати собі православних жителів Великого князівства Литовського. Згідно з умовами унії, православна церква Великого князівства Литовського визнала зверхність Папи Римського, прийняла католицьку догму, але зберегла свої обряди та окрему організацію. До кінця XVIII ст. близько 80 % населення Білорусі, переважно селяни, належало до греко-католицької (уніатської) церкви. Православні, які не прийняли унію, на початку XVII ст. створили власну церковну організацію, легітимізовану державною владою.

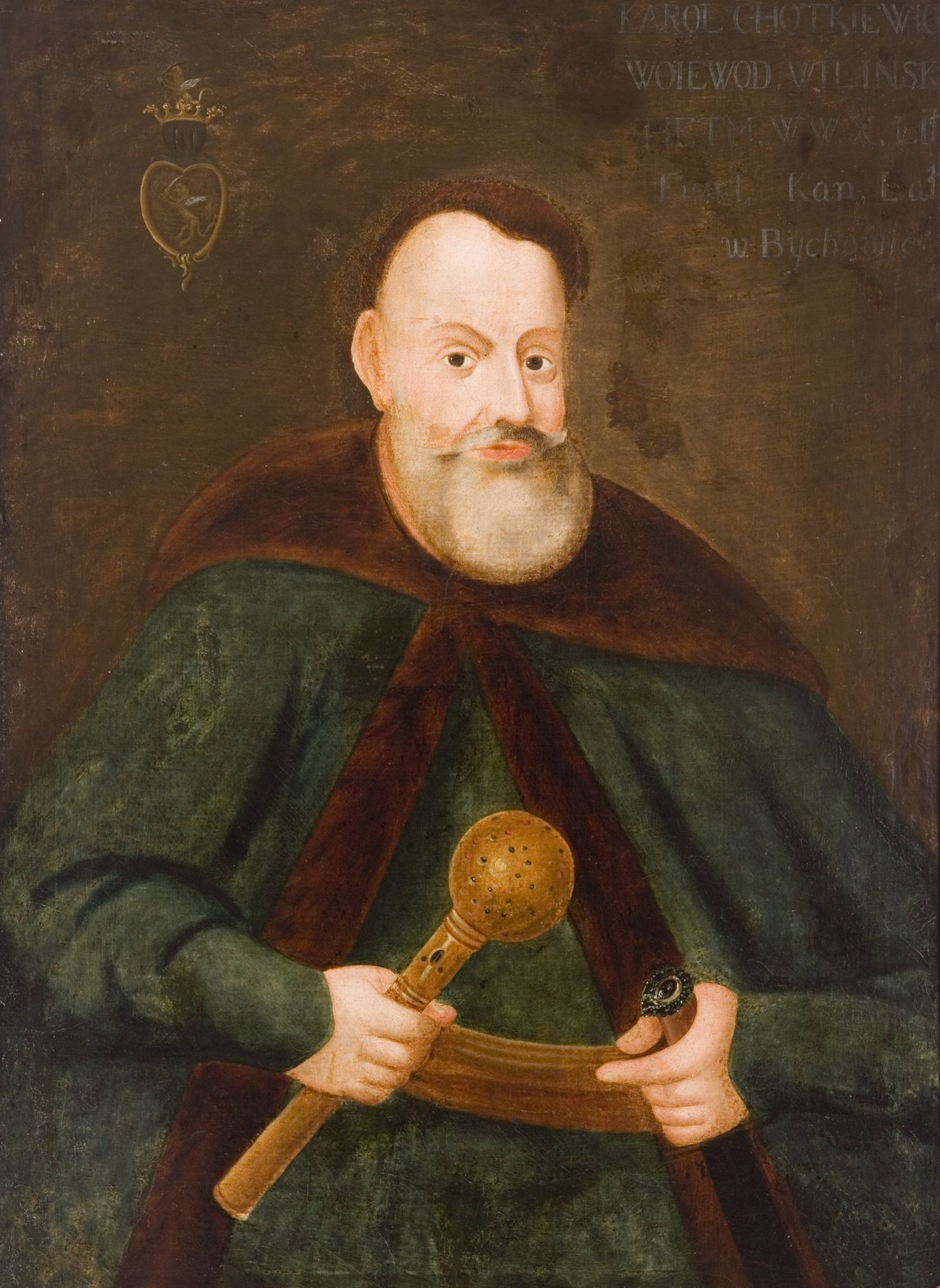
Ян-Кароль Ходкевич

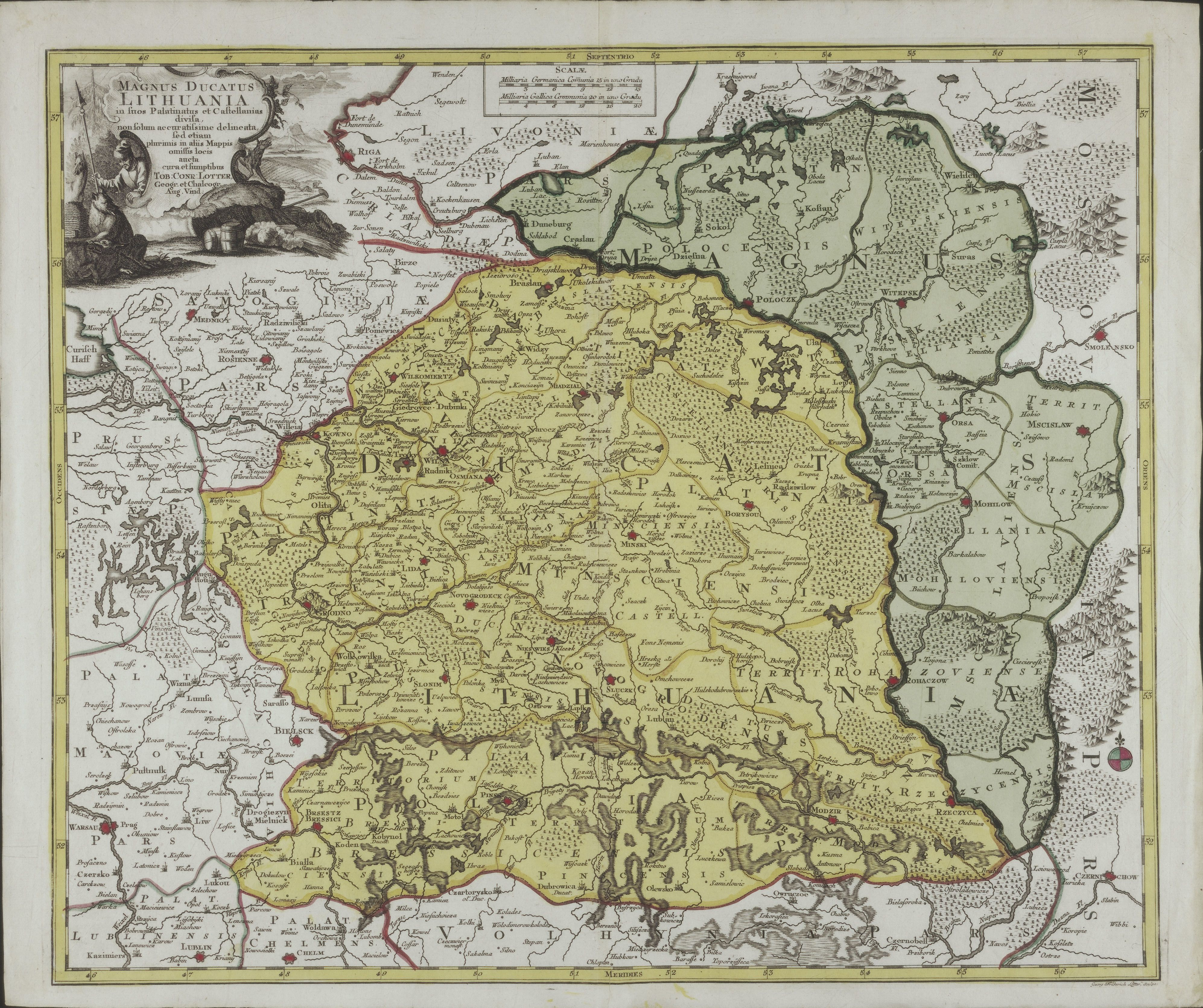
Велике Князівство Литовське, 1780 рік

У результаті війни між Річчю Посполитою та Московією в 1609—1618 роках Смоленщина повернулася до складу Великого князівства Литовського. Війна між Московією та Річчю Посполитою 1654—1667 рр. катастрофічно позначилася на економіці та культурному житті. Їй передувала антифеодальна війна 1647—1651 рр., розгорнута українськими козаками. Скориставшись смертю короля і великого князя Владислава Вази (1633—1648), козаки вторглися на Полісся і очолили місцеві виступи. У 1654 р. московські війська окупували східну Білорусь до Двіни та Дніпра, в 1655 р. її більшу частину. За умовами Андрусавського перемир'я 1667 р., яке закінчило цю війну, білоруські землі залишались у Речі Посполитій. Київ, Лівобережна Україна, Сіверщина та Смоленське воєводство відійшли до Московії. Масове винищення міського населення призвело до занепаду міст, посилення позицій дворянства та уповільнення розвитку капіталістичних відносин. Після війни полонізація посилилася, охопивши широке коло білоруської знаті та міщан. Ян Казимир (1648—1668) відмовився від престолу через невдачі. Наступні королі та великі князі Міхал Томаш Корибут Вишневецький (1669—1673) та Ян III Собеський (1674—1696) не змогли запобігти зростанню впливу дворянства та приборкати його злидні. Обраний на престол Речі Посполитої, саксонський курфюрст Авґуст Сильний під час Північної війни 1700—1721 років був союзником московського господаря Петра I. Шведи, які частково окупували Білорусь, підтримали свого ставленика на троні Станіслава Лещинського. Військові дії та внутрішня боротьба аристократичних угруповань призвели до занепаду економіки, яку відбудували лише до середини XVIII ст. Внутрішньополітична анархія в країні тривала, стало звичним порушувати роботу сейму через витівки дворянства. Річ Посполита почала потрапляти під політичний вплив сусідніх держав. Останній король і великий князь Станіслав-Авґуст Понятовський (1764—1795) був ставлеником московської коханки Катерини II, але прагнув проводити самостійну політику. Частина державних кіл Речі Посполитої взяла курс на модернізацію політичної системи країни, насамперед на зміцнення центральної влади. У 1764 р. були утворені Військова та Казначейська комісії Великого князівства Литовського, в 1773 р. — освітня комісія, а в 1791 р. — поліцейська комісія.

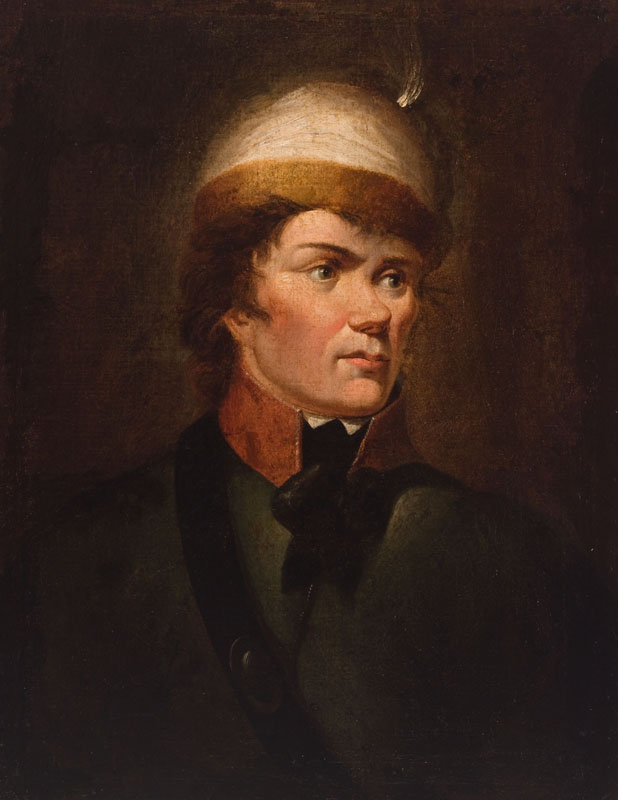
Тадеуш Костюшко

Алегорія до Першого поділу Речі Посполитої. Жан-Мішель Маро, 1773 рік

Розвитку капіталістичних відносин заважали панування магнатів, національні та релігійні суперечності. Російська імперія, Пруссія та Австрійська монархія прагнули скористатися складною внутрішньополітичною ситуацією в Речі Посполитій. Різні групи знаті діяли на їх користь. У 1786 р. була утворена Барська конфедерація — дворянський союз, спрямований як проти втручання Російської імперії у внутрішні справи держави, так і проти політичних реформ. Поразка конфедерації російськими військами в 1772 р. призвела до першого поділу Речі Посполитої між Росією, Пруссією та Австрією. Східні землі Білорусі з Полоцьком, Вітебськом, Могилівом та Гомелем опинилися під владою Росії. Частина правлячих кіл бачила порятунок держави в антифеодальних реформах. Чотирирічний сейм 1788—1792 рр. прийняв Конституцію від 3 травня 1791 р., згідно з якою він встановлював захист держави над кріпаками і розширював політичні права міщан, реорганізовував і централізував управління. У відповідь консервативна шляхта за допомогою Росії створила Тарговишченську конфедерацію, з офіційних запрошень якої було здійснено нову російську інтервенцію. У 1793 р. відбувся другий поділ Речі Посполитої, внаслідок чого землі центральної Білорусі з Борисовом, Мінськом, Слуцьком та Пінськом опинилися під владою Росії. Погоджувальна позиція правлячих кіл Речі Посполитої спричинила політичний підйом, що призвів до повстання 1794 р. на чолі з Тадеушем Костюшко. Росія направила додаткові війська, які в ряді битв придушили повстання. У результаті третього поділу Речі Посполитої землі західної Білорусі з Вільно, Городнею, Новоградком та Берестом опинилися під владою Росії. Підляшшя відійшло до Пруссії, а федеративна держава — Річ Посполита, яка проіснувала 226 років — припинила своє існування.

### Під владою Російської імперії (кінець XVIII— початок ХХ ст.)

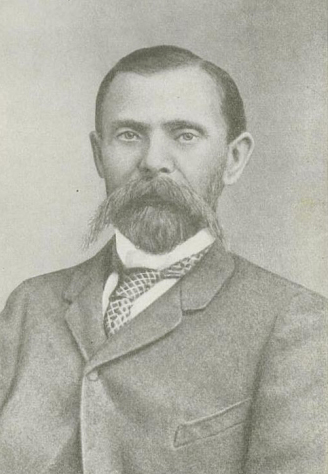
Францішек Богушевич

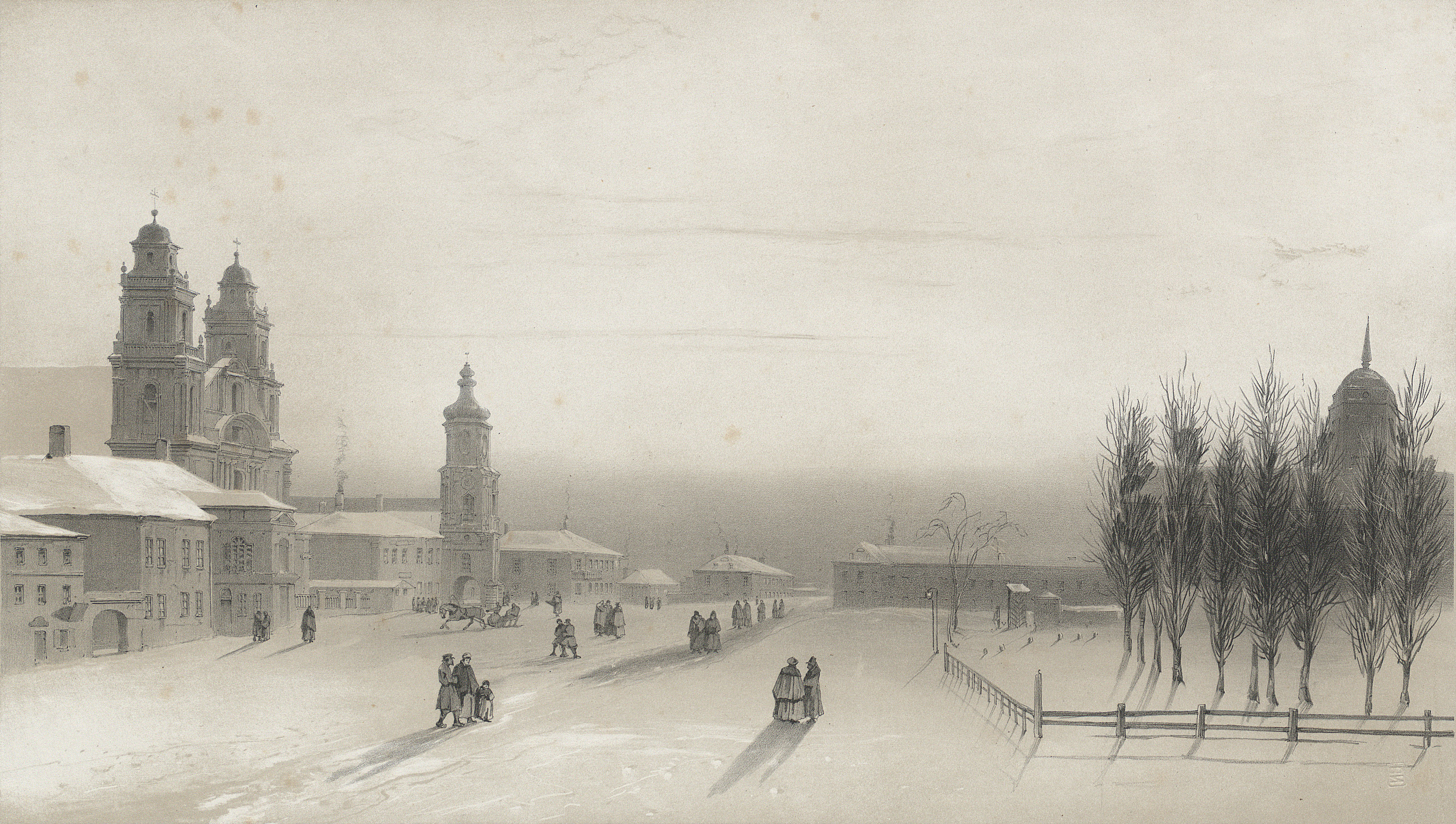
Мінськ, Високий ринок. Літографія Бартоломія Леверна, 1840 рік

1772, 1793 і 1795 р. — у підсумку трьох поділів Польщі, землі Білорусі включені до складу Російської імперії, не отримавши при цьому державного статусу. Це знайшло віддзеркалення в офіційній назві «Північно-західний край» (з 1840 року). Етнічна територія білорусів з 1801 року входила до складу Мінської, Могильовської, Вітебської, Гродненської і Віленської губерній.
1812 року існувало Велике князівство Литовське під протекторатом Наполеона І.

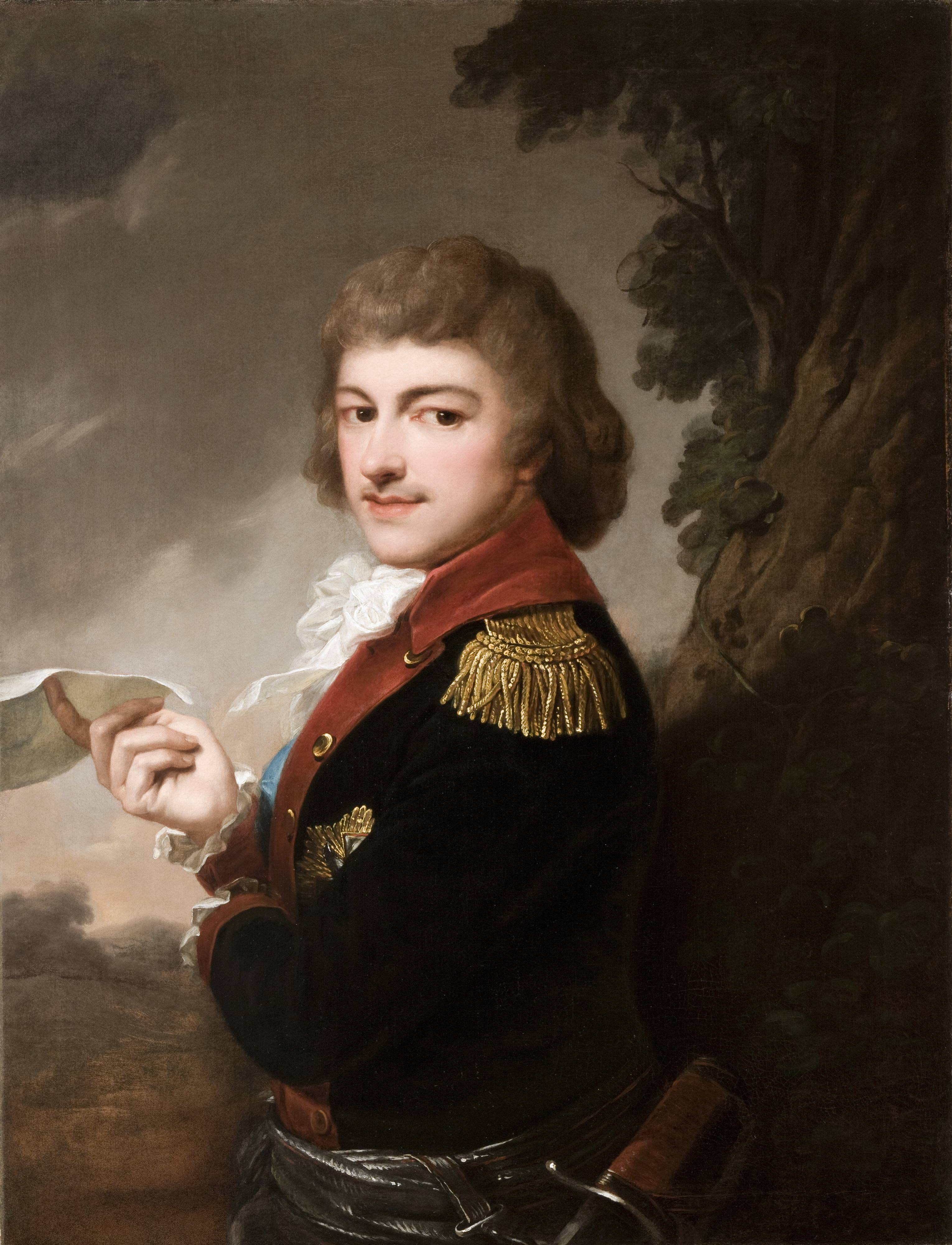
Міхал Клеофас Огінський

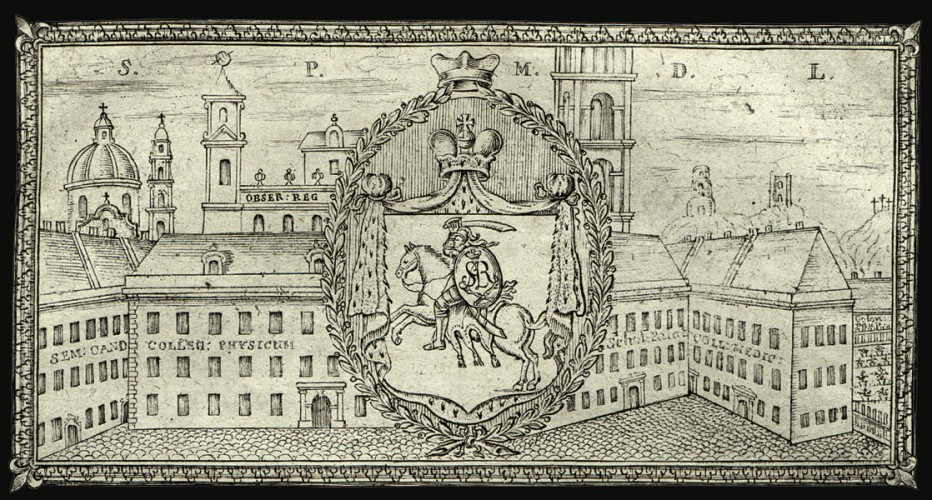
Віленський університет та його герб — Погоня, 1781 рік

На анексованих Російською імперією землях було встановлено територіально-адміністративний поділ за російським зразком — повіти, провінції, губернії та генерал-губернаторства. У 1772 р. було утворене Білоруське генерал-губернаторство з двома губерніями — Псковську (з 1776 р. Полоцьку, потім Вітебську) та Могилівську. У 1793 р. були утворені Мінська, в 1795 р. — Слонімська та Віленська губернії. У 1796—1801 рр. територія Білорусі адміністративно-територіально поділялась на Білоруську, Мінську та Литовську губернії, які в 1801 р. були розділені на Вітебську, Могилівську, Мінську, Городненську та Віленську губернії. У губерніях створювались кримінальні палати (діяли на основі закону Російської імперії) та цивільні (цивільні справи вирішувались за нормами Статуту ВКЛ 1588 р.). Після присяги на вірність московській імператриці Катерині II шляхта Білорусі отримала права та привілеї російської знаті. Водночас шляхта втратила право обирати монарха, вирішувати місцеві справи при воєводських та повітових радах, створювати конфедерації для захисту своїх свобод і привілеїв. Магнати були позбавлені права мати власні укріплення та війська. Проведена чистка дворянства (аналіз дворянства). Катерина II і Павло I практикували роздачу державних земель із кріпаками російським землевласникам, солдатам і високопосадовцям. Загальноросійська система державних податків і зборів поширювалася на Білорусь. Основний податок був на душу населення, який був набагато важчим за попередній підйом. Селяни виконували панщину, платили орендну плату, натуральну данину та ін. Міщани відповідали за утримання військових гарнізонів, міліції, в'язниць, міського магістрату, поштової служби, навчальних та медичних установ. Для селян і міщан Білорусі був важким обов'язком забезпечувати новобранців на 25 років (з 1834 р. — на 20 років, з 1856 р. — на 15 років) під час їхньої військової служби. Ряд законів обмежував права єврейського населення: єврейська межа поселення, податок на душу населення та призовні повинності були вдвічі вищими, ніж для християн; урядовий синод Московської церкви в Білорусі отримав статус державної, тоді як Католицька церква втратила своє привілейоване становище і потрапила під контроль російського уряду. Латинське католицьке духовенство отримало свободу здійснювати релігійні обряди, але заборонялося переконувати православних (у тому числі тих, хто прийняв Берестейську унію) перейти в латинський католицизм. Агітація, примус та матеріальні винагороди уніатського духовенства використовувались для спонукання уніатської церкви приєднатися до урядового синоду Московської церкви.

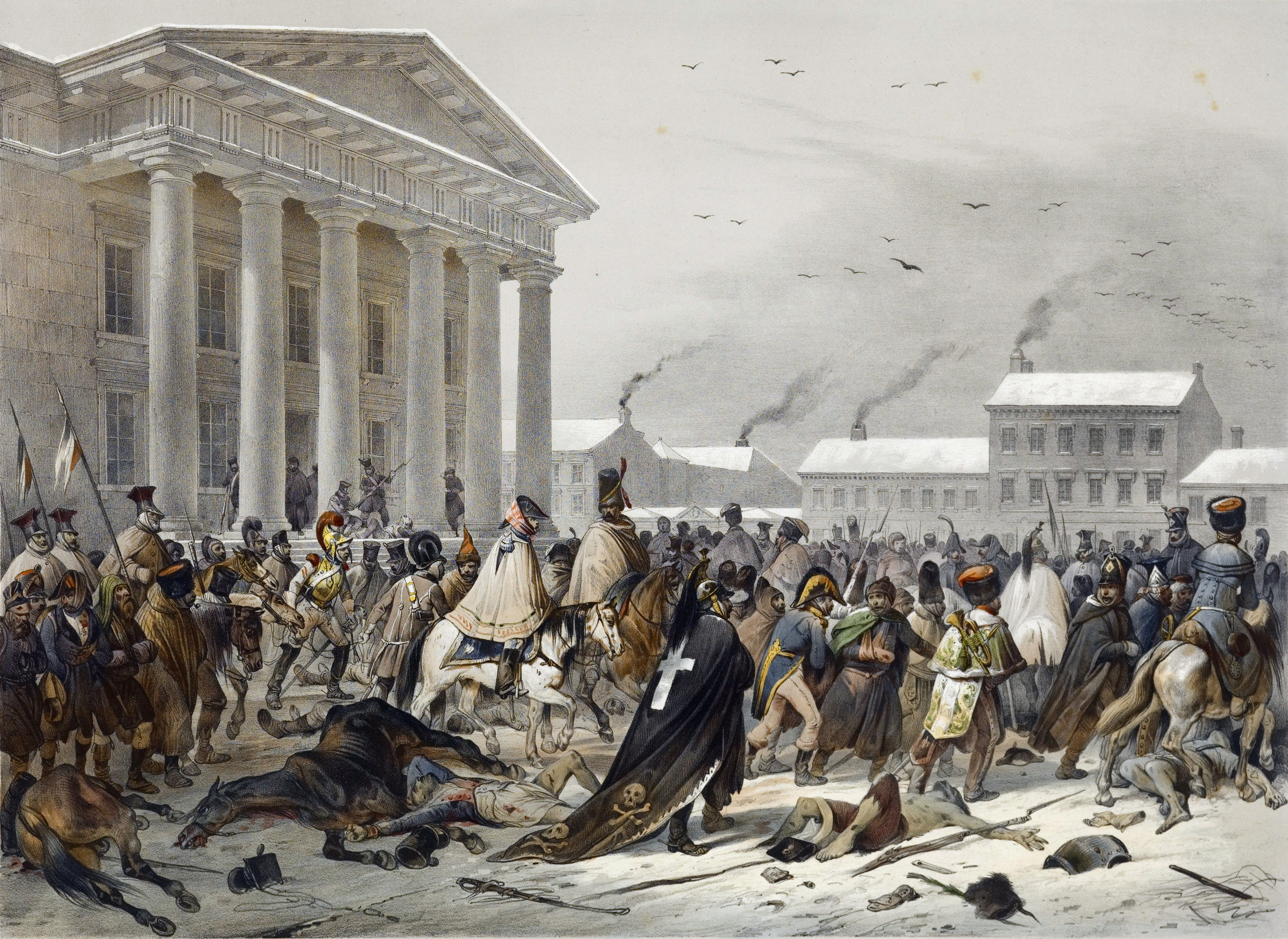
Відступ французів через Вільно. Ян Дамель, 1846 рік. Літографія з «Віленського альбому»

Під час війни 1812 року білоруська знать підтримала французького імператора Наполеона, сподіваючись з його допомогою відновити Велике князівство Литовське та Річ Посполиту. 1 липня 1812 року Наполеон підписав указ про утворення Великого князівства Литовського у складі Віленюського, Городненського, Мінського та Білостоцького департаментів і призначив Тимчасовий уряд з числа представників місцевої знаті. Основними його завданнями були: мобілізація населення до французької армії, її матеріальне забезпечення, захист зв'язку, підтримання порядку в тилу і т. д. Наполеон не вживав заходів щодо ліквідації кріпосного права, тому серед селянства він не отримував підтримки в відповідь на вимагання та пограбування партизанського руху.
Вплив Французької революції 1789—1799 рр. та подій 1812 р. сприяли поширенню в Білорусі демократичних та національно-визвольних ідей. На початку ХІХ ст. у Віленському університеті та ряді навчальних закладів, в окремому литовському будинку були групи місцевої молоді, які виступали за відновлення Речі Посполитої. Діяло товариство філоматів і філаретів, товариство «Військових друзів». У 1830—1831 рр. бідбулося визвольне Листопадове повстання, метою якого було відновлення державности Великого князівства Литовського та створення Речі Посполитої вже трьох націй. Після його придушення російський уряд взяв за мету поступово послабити економічні та політичні позиції знаті та католицького духовенства. Маєтки повсталих були конфісковані, церкви та монастирі, ректори та мешканці яких брали участь у повстанні, були закриті. Посилився «аналіз» дворянства. Від дворянства було висунуто понад 10 000 дворян. Діловодство в установах місцевого самоврядування та навчання в школі було перекладено з польської на російську мову. У 1832 р. російська влада закрила Віленський університет для участі студентів і викладачів у повстанні та «пропольському дусі» освіти. У січні 1831 р. вони скасували Статут Великого князівства Литовського 1588 р. у Вітебській та Могилівській, у червні 1840 р. — у Мінській, Городнянській та Віленській губерніях. Посилювались репресії проти руської унійної церкви. 12 лютого 1839 р. Рада вищого унійного духовенства в Полоцьку прийняла акт про «возз'єднання» уніатів з урядовим синодом Російської імперії (Московська церква). Залежність православної та католицької церков від держави зростала. У 1841—1843 рр. вони були переведені на державну підтримку.

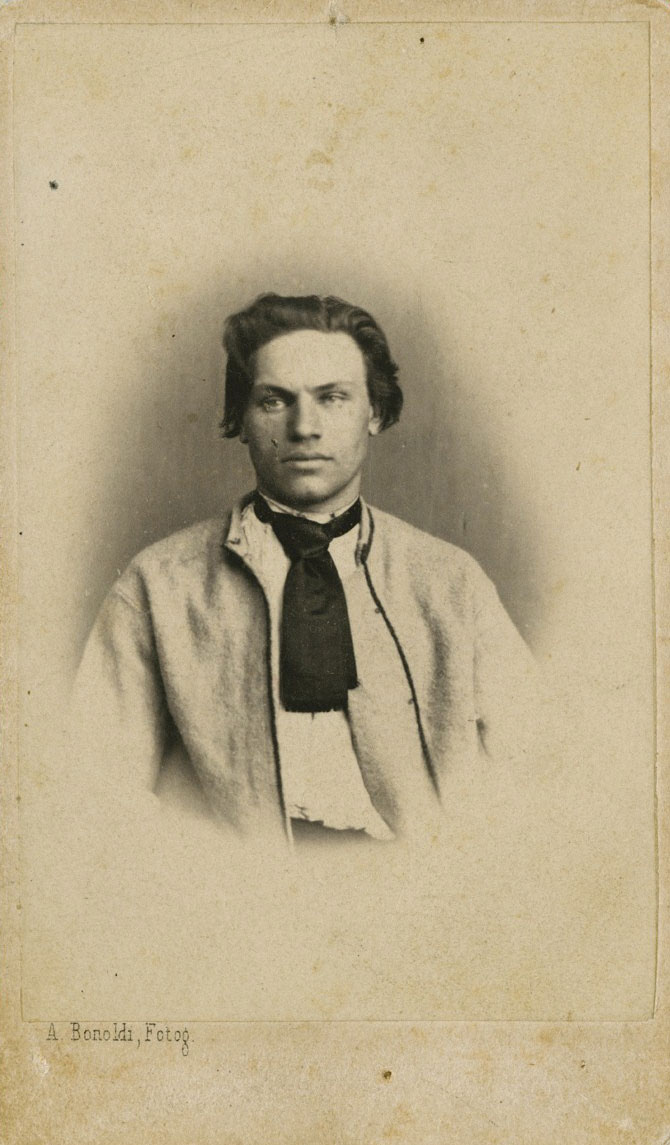
Костянтин Калиновський

Основою економіки білоруських земель у XIX столітті було сільське господарство, в якому переважало велике аристократичне землеволодіння. Попит на зерно в Західній Європі спонукав землевласників до розширення фальварків. До середини XIX ст. 97 % поміщиків білоруських земель перебували в панщині, тобто вони були прикріплені до панських фальварків і позбавлені можливости шукати інші заробітки, переселятися в місця, проявляти підприємницьку ініціативу в промисловості та торгівлі, в якій були селяни центральних губерній Російської імперії. У 1840—1850 рр. У Білорусі з'явилася криза феодально-рабовласницьких відносин: зменшились врожаї, зменшилася врожайність, все більше селян не було в змозі сплачувати податки та виконувати повинності на користь держави; близько 70 % кріпаків було закладено в банківських та кредитних установах: посилювався антирабовласницький рух селян. У 1856—1860 рр. відбулися масові виступи селян у 66 маєтках, 11 з яких були придушені військами та поліцією. Поразка в Кримській війні 1853—1856 рр. та загроза селянської революції змусили московського царя Олександра II приступити до реформ. 19 лютого 1861 р. він підписав Маніфест та «Положення» про звільнення поміщиків від кріпацтва. У результаті аграрних реформ у Білорусі землевласники врятували більше половини земель.

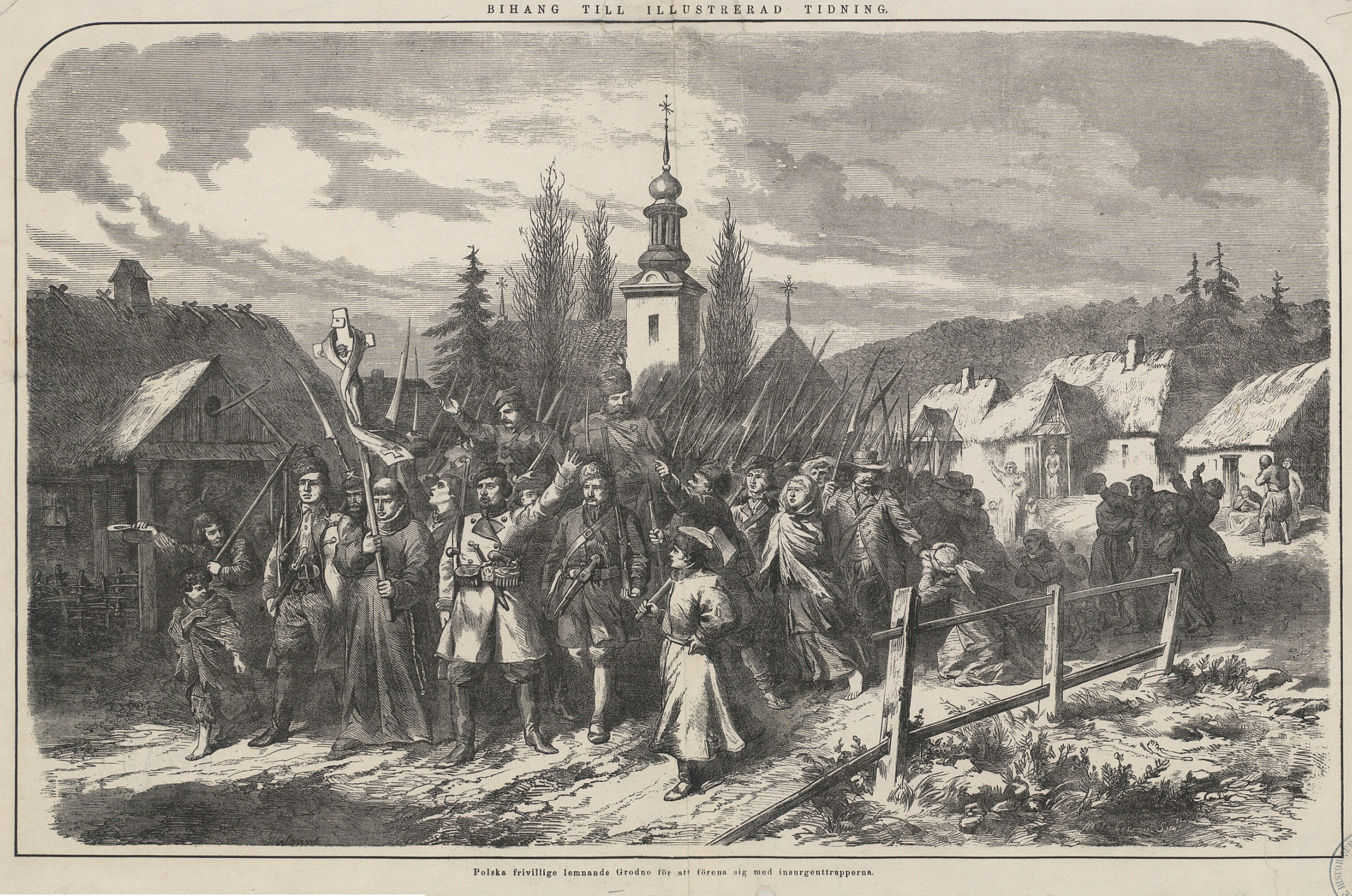
Повстанці в Городні, 1863 рік

Відбувається національно-визвольне Січневе повстання 1863—1864 рр. проти російського панування та відновлення Речі Посполитої трьох народів в 1772 р., яке розпочалося з проголошення Маніфесту Тимчасового національного уряду 10 січня 1863 р. Російській владі вдалося придушити виступ, його учасники були репресовані. Маєтки тих, хто брав участь у повстанні, були вивезені до російської державної скарбниці та продані на пільгових умовах людям із центральних російських губерній.
Реформа 1861 р. прискорила формування робітничого класу. Ідеологами та виразниками селян та інших дрібних виробників Російської імперії були організації революційних народників («Зямля і воля», «Народная воля»). У другій половині 1870-х — на початку 1880-х народницькі угруповання існували в Могилеві, Мінську, Вітебську, Городні, Пінську, Горі-Горках, Слуцьку та Орші, переважно серед студентської молоді, військових, робітників. Під впливом Польської соціалістичної партії «Пролетаріат» та російської групи «Визволення праці» частина народників Білорусі в середині 1880-х років зайняла позиції марксизму. У 1895—1900 рр. у 23 населених пунктах Білорусі відбулися 292 економічні страйки, у яких взяло участь близько 11,5 тис. робітників. У 1896 р. утворився Союз робітників Литви, в 1897 р. — Бунд (Загальний єврейський союз у Литві, Польщі та Росії). У 1898 р. з'їзд представників соціал-демократичних організацій у Петербурзі, Москві, Києві, Катеринославі та Бунді, що відбувся в Мінську, оголосив про створення Російської соціал-демократичної робітничої партії (РСДРП). На початку 1900-х рр. робітничий рух у містах і містечках Білорусі очолювали бундські організації. У Городні та Бресті на робітників впливали організації Польської соціалістичної партії в Литві (ДПП). У 1902—1904 рр. в Білорусі виникли організації Партії соціалістів-революціонерів (ПСР). У 1903 р. була утворена Білоруська соціалістична грамада (БСГ). У 1903—1904 рр. виникли організації РСДРП (Північно-Західний комітет РСДРП, Поліський комітет РСДРП). Сіоністи широко агітували серед єврейського населення Білорусі з 1890-х років. Під час революції 1905—1907 рр. у Білорусі було завершено партійне формування з 3 політичних таборів: революційного (РСДРП, ПСР, ППС, БСГ, Бунда, Паолео-сіоністів, сіоністів-соціалістів та ін.), ліберального (КДП, Альянс для досягнення рівности в Росії), сіоністи, конституційно-католицька партія Литви та Білорусі), урядового (Альянс російського народу, Союз 17 жовтня). У I Державну Думу з 5 західних провінцій обрано 36 депутатів, у тому числі 29 прихильників кадетів. Дві контрреволюційні націоналістичні групи, російська та польська, перемогли на виборах до Другої Державної думи в 5 західних провінціях.

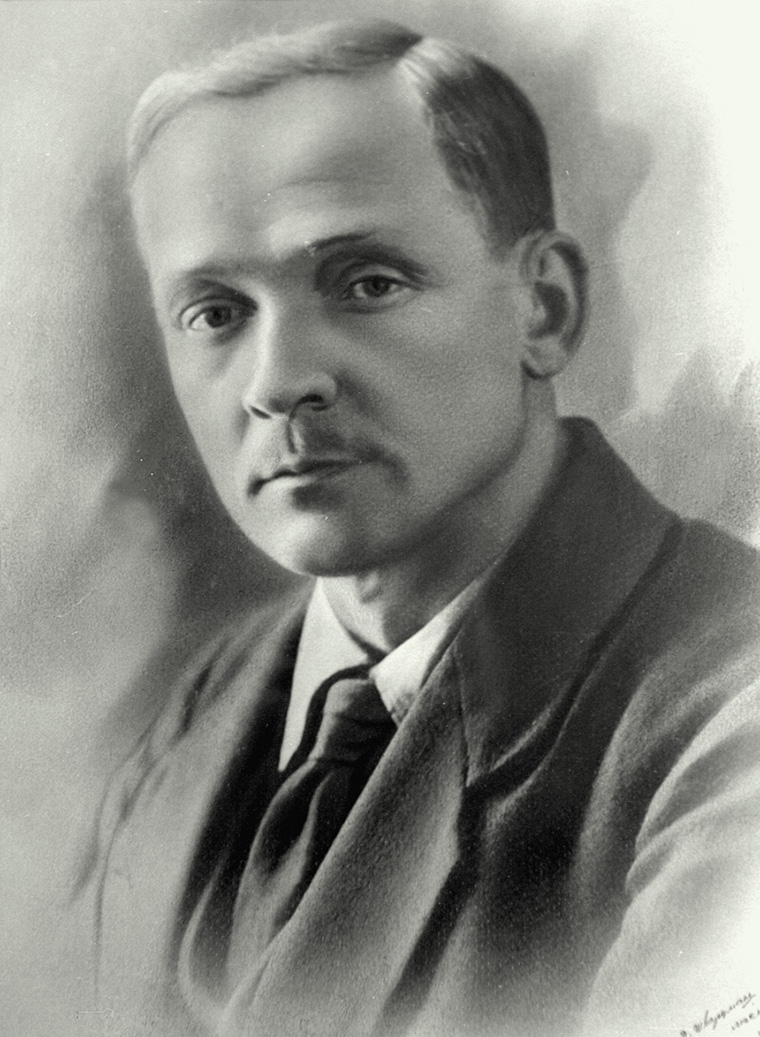
Янка Купала

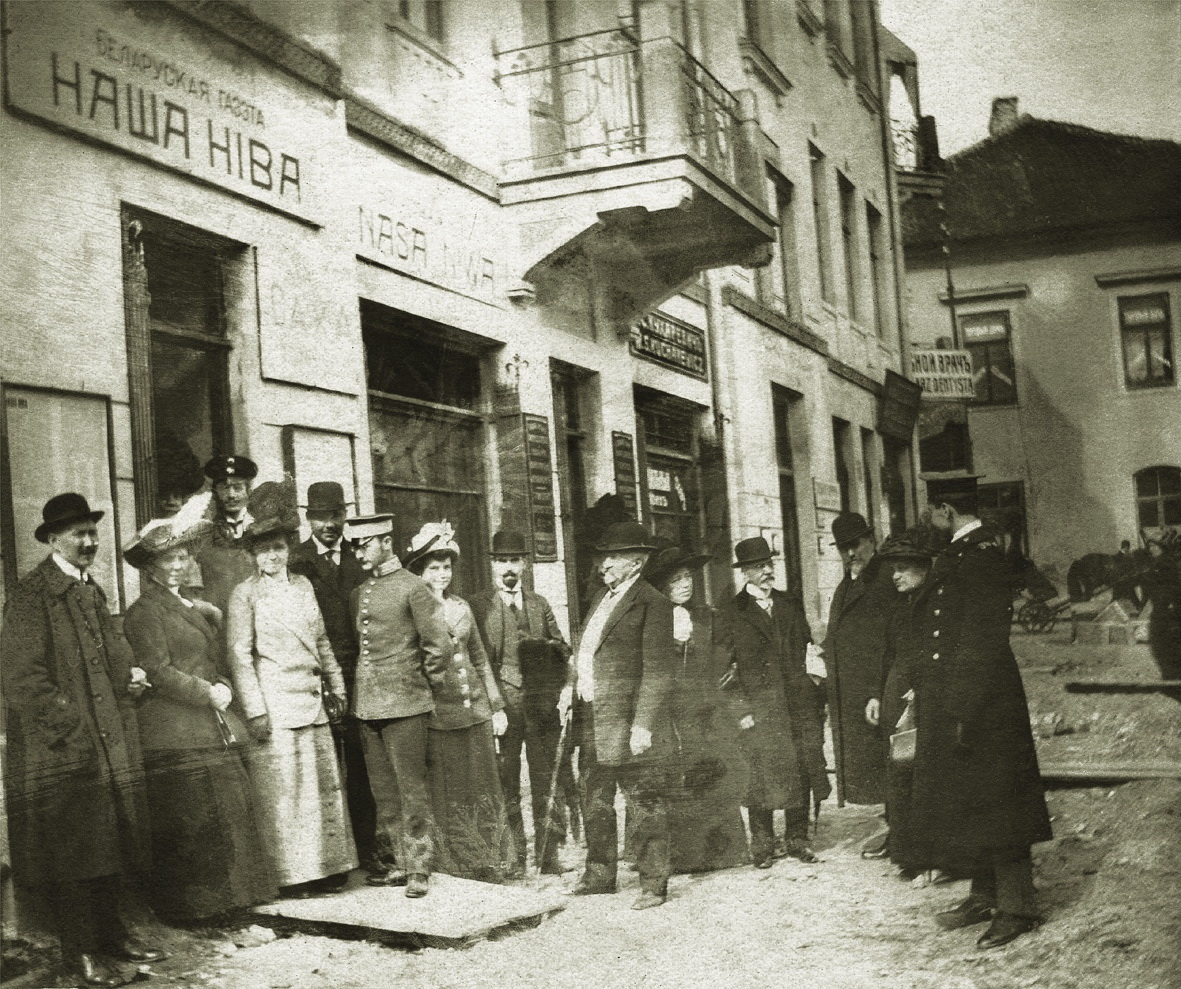
Редакція Нашої Ніви на вулиці Завальній у Вільно, 1907 рік

Аграрно-політичний рух селян змусив російський уряд визнати необхідність реформ, результатом яких стала аграрна реформа Столипіна. На виборах до III Державної думи в 5 західних провінціях чорносотенці та октябристи отримали 29 і 36 мандатів. Католицьке населення Віленської та Городнянської губерній обрало 6 представників білорусько-польських автономістів («крайовиків»). З подібними результатами пройшли вибори до IV Державної думи (1912 р.). Октябристи та їхні пресові органи заперечували незалежність білоруського етносу, звинувачували білоруський національний рух та його газету «Наша ніва» в сепаратизмі. Проти білоруського національного відродження виступали також польські поміщики та духовні групи. У 1907 р. майже всі місцеві організації лівих партій були розгромлені або сильно ослаблені. Ліквідаційний рух поширювався серед меншовиків та бундистів. БСГ закрила свої підпільні структури і тимчасово припинила свою діяльність як партія. Її керівники зосереджувались на легальній діяльності в газеті «Наша ніва» і очолювали білоруський національно-культурний рух. У 1905—1915 роках він значно розширився і здобув міжнародну популярність. Особливо значних успіхів досягнуто в розвитку білоруської літератури (Янка Купала, Якуб Колас, Максим Багданович та інші).
1 серпня 1914 р. Російська імперія вступила у війну з Німецькою імперією (Перша світова війна). Білоруські губернії одними з перших були переведені на воєнний стан. Внаслідок наступу (Свенцянський прорив, 1915 р.) німецькі війська зайняли західну частину Білорусі. До жовтня 1915 р. фронт стабілізувався на лінії Двінськ — Постави — Барановичі — Пінськ. Війна призвела до занепаду білоруської економіки. У сільській місцевості бракувало робочої сили, зменшувались посівні площі, зменшувалась кількість худоби. Близько 1/3 білоруських промислових підприємств були евакуйовані або демонтовані. Міста Білорусі були переповнені солдатами та біженцями.
Контроль війська Німецької імперії майже всієї Віленської, Городнянської та західних частин Мінських губерній, мобілізація в армію та масове заслання на схід тимчасово дезорганізували білоруський рух. Білоруські національно-культурні організації розпалися, випуск білоруських газет і книг припинився. Частина керівників «Наша ніва» (брати Антон та Іван Луцкевичі, Вацлав Ластовський та інші) залишились у Вільні й очолювали комітет допомоги жертвам війни. У Вільні діяли Білоруська соціал-демократична робоча група та Союз незалежности та неподільности Білорусі. Координатором білоруського національного руху був Центральний союз білоруських національних організацій на чолі з Білоруським народним комітетом, під керівництвом якого в 1916—1917 рр. з дозволу Німецької імперії розпочато видання шкільних підручників газети «Гоман». У 1916 р. в Петрограді з'являються щотижневі газети «Дзяньніца» й «Śvietač».

## Новітній час

### Боротьба за створення білоруської державності

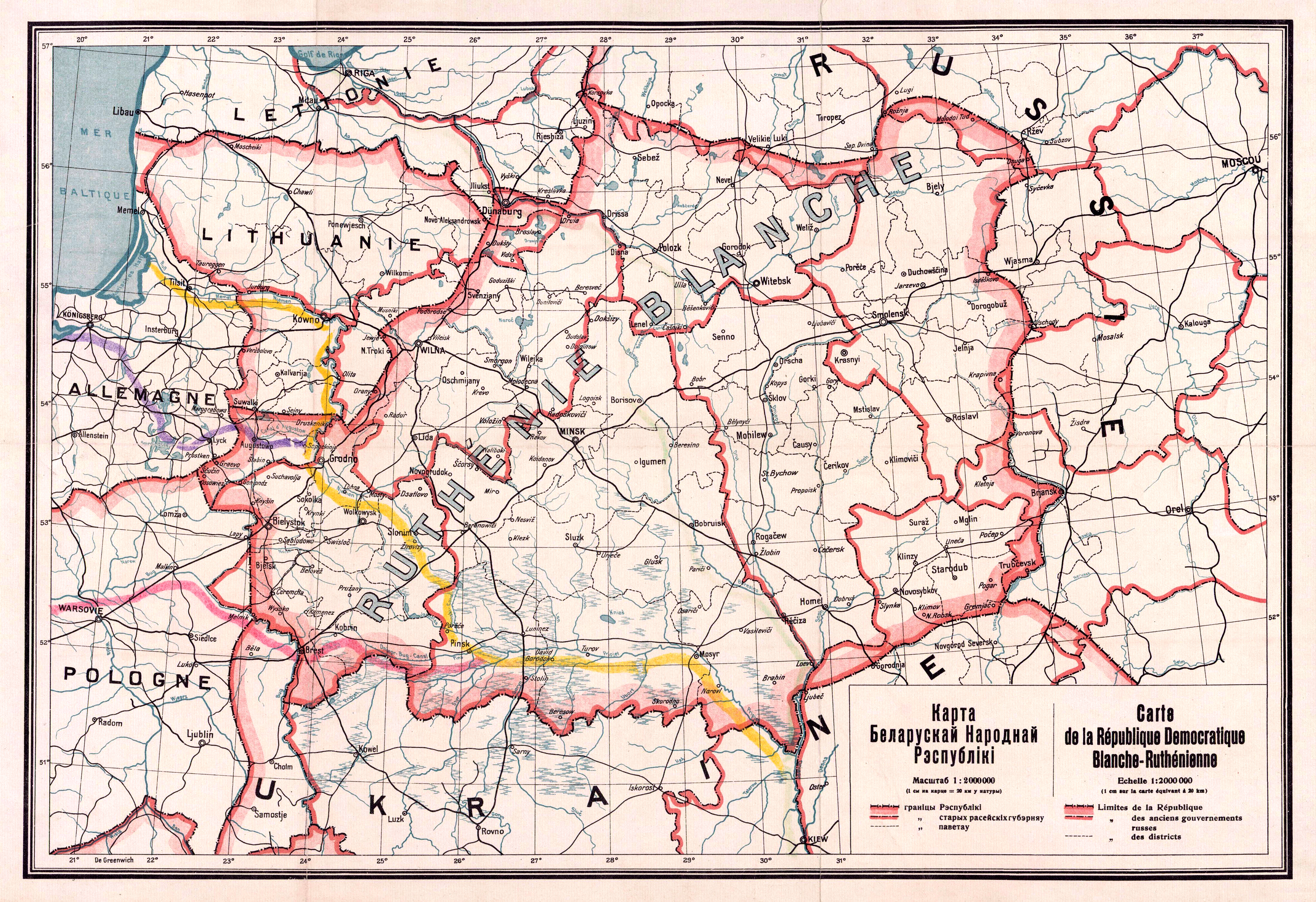
Мапа Білоруської Народньої Республіки, 1918

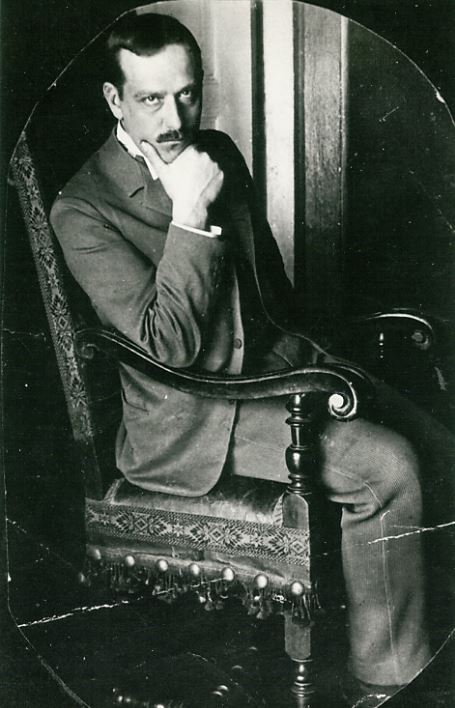
Роман Скірмунт

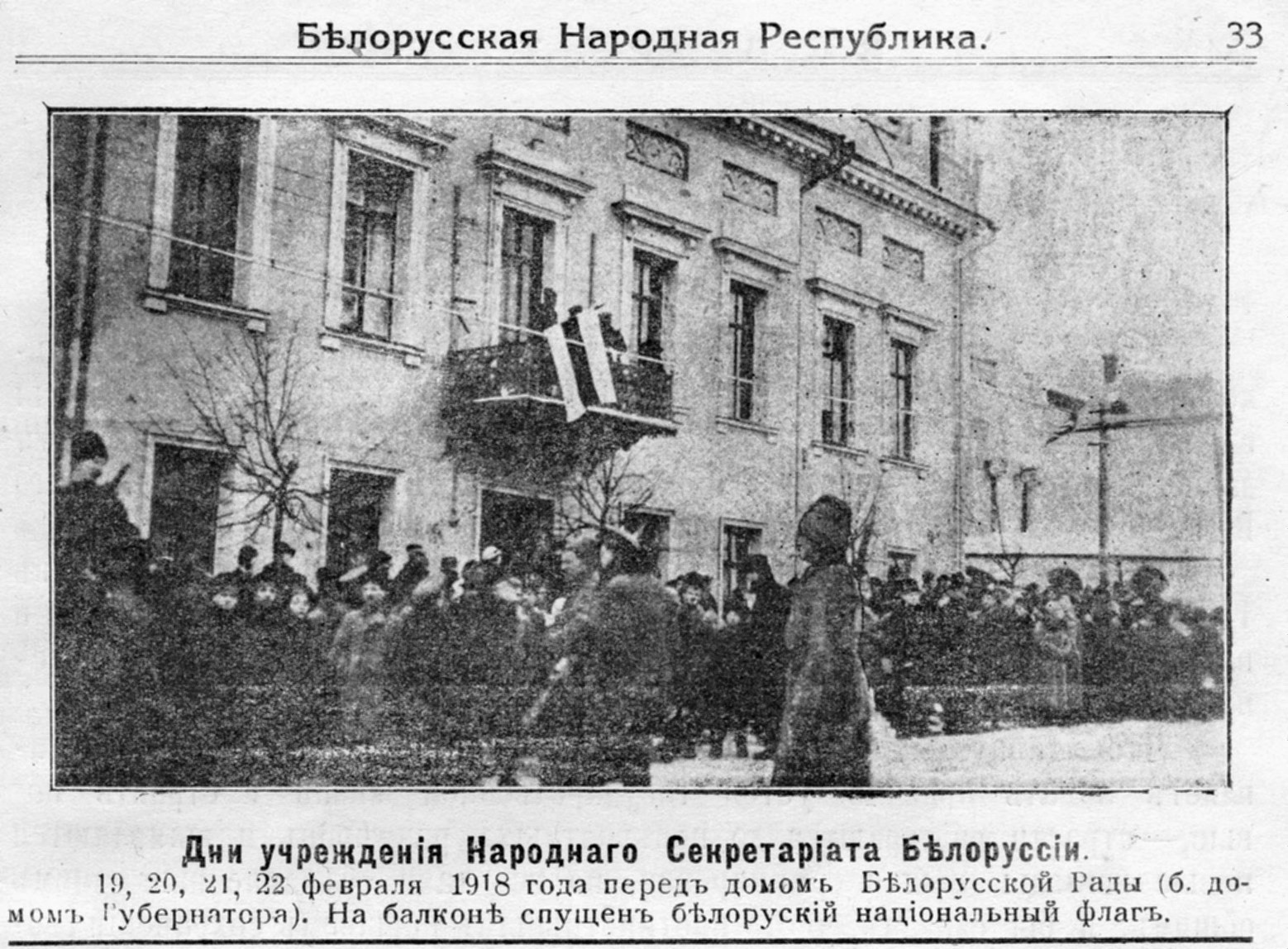
Білоруський національний біло-червоно-білий прапор над будівлею Народного секретаріату БНР (колишній будинок губернатора). Мінськ, 1918 рік

Перша світова війна прискорила перемогу Лютневої революції 1917 року в Росії. У результаті повалення самодержавства влада перейшла до Тимчасового уряду. За прикладом Петрограда в Білорусі були створені Ради робітничих і солдатських депутатів та Народна міліція. Вплив більшовиків відзначався в Мінській Раді. Після Лютневої революції БСГ відновила свою діяльність.
У той же час багато інших білоруських національних організацій та громад виникли не лише в Білорусі, а й у російських містах, де було багато білоруських біженців. 25-27 березня 1917 р. в Мінську відбувся З'їзд білоруських національних організацій, який вимагав державної автономії Білорусі в складі Російської Федеративної Демократичної Республіки, проголосив себе «вищою крайовою установою» до скликання Білоруської крайової ради (БКР), а її виконавчим органом — Білоруський національний комітет (БНК) Національний комітет (БНК), якому було доручено підготувати вибори до БКР. Його головою був обраний Роман Скірмунт. Він також очолив делегацію переговорів з Тимчасовим урядом з питань автономії Білорусі. Але уряд відмовився вирішити це питання до Установчих зборів. За ініціативою БКР у липні 1917 р. відбувся з'їзд білоруських організацій і партій. БНК замінив Центральну раду білоруських організацій, яка була реорганізована в жовтні 1917 р. у Велику білоруську раду (ВБР).
25 жовтня 1917 р. в результаті збройного повстання під керівництвом більшовиків у Петрограді Тимчасовий уряд було повалено і влада перейшла до Ради Народних Комісарів на чолі з Володимиром Ульяновим (Ленін). 26 жовтня в Мінську було оголошено радянську владу. На початку листопада Верховний революційний комітет Західного фронту став найвищою більшовицькою владою в регіоні. 18-25 листопада Радянську владу визнали З'їзд Рад робітничих і солдатських депутатів, Третій з'їзд селянських депутатів Мінської та Віленської губерній, другий з'їзд армій Західного фронту. 26 листопада обрані з'їздами виконавчі комітети об'єдналися, утворивши Обласний виконавчий комітет Рад робітничих, солдатських і селянських депутатів Західного регіону та фронту (облвиконкому). У грудні 1917 — січні 1918 р. відбулися з'їзди Рад робітничих, солдатських і селянських депутатів Вітебської та Могилівської губерній, на яких робота по встановленню більшовицької влади в цих губерніях була завершена. Облвиконкоми ігнорували білоруське національне питання і не визнавали існування незалежного білоруського народу.

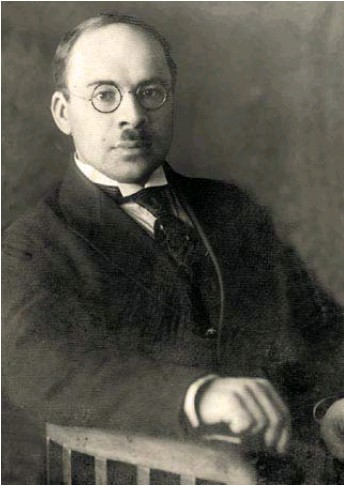
Дмитро Жилунович

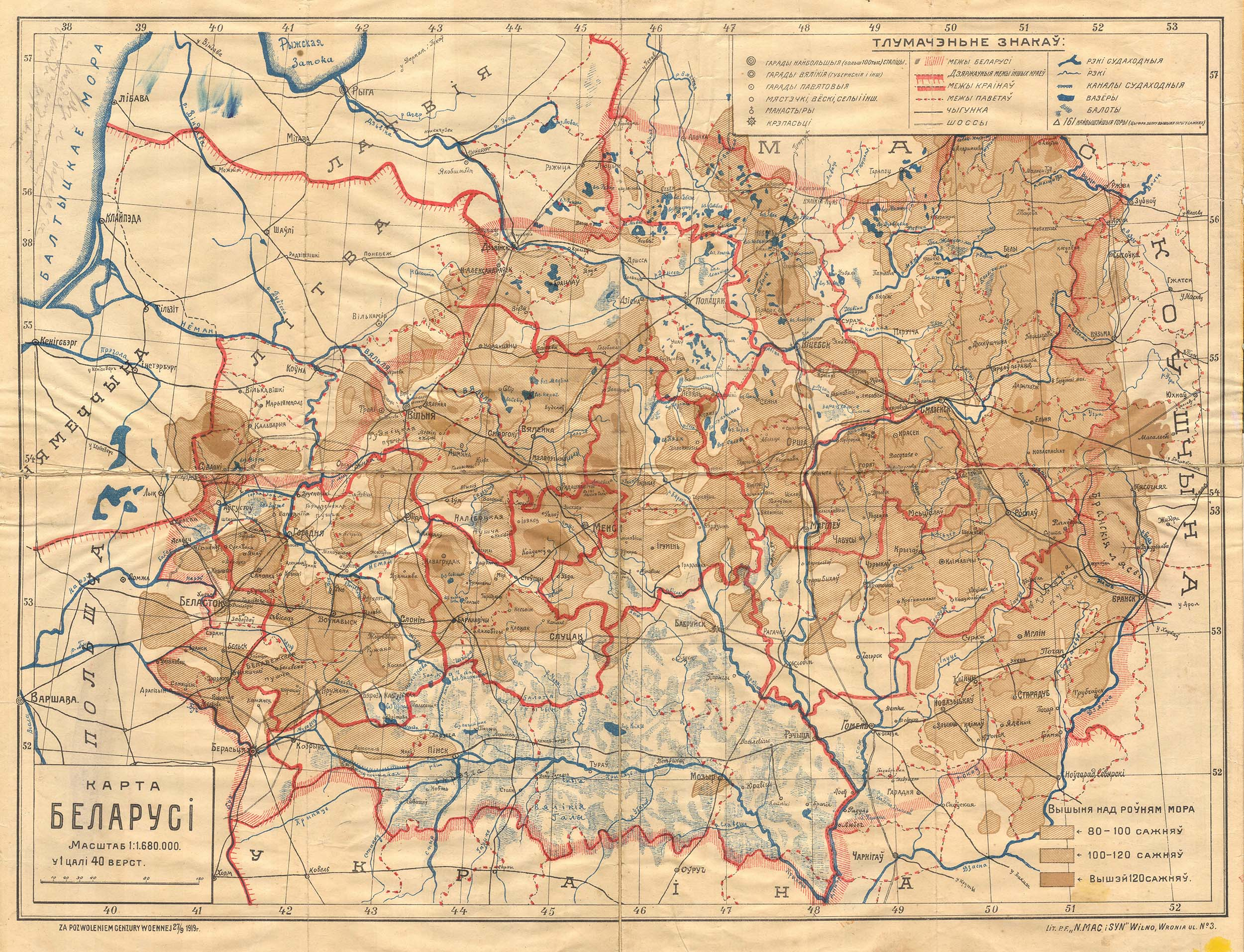
Мапа Білорусі (Беларускай ССР), 1919 г.

У відповідь на жовтневий переворот 1917 р. в Росії ВБР разом із Центральною білоруською військовою радою звернувся з «Грамотою до білоруського народу» із засудженням діяльності більшовиків. ВБР скликала Перший Загальнобілоруський конгрес 1917 р. в Мінську. Перший конгрес визнав необхідність створення білоруської державности, не визнав влади облвиконкому, тому за наказом його керівників був розформований із застосуванням військової сили.
9 грудня 1917 між Радянською Росією і Німецькою імперією розпочалися мирні перемовини, які були зірвані у зв'язку з позицією Л. Троцького й більшовицького уряду. Німецьке командування віддало своїм військам наказ розпочати 18 лютого 1918 наступ, що різко загострило ситуацію на Західному фронті. Німецькі війська швидко наближалися до Гомеля й Мінська. У таких умовах керівництво Облвиконзаху й СНК Західної області вимушені були евакуюватися до Смоленська.
Виконком Всебілоруського з'їзду вирішив узяти владу до своїх рук. 21 лютого 1918 він звернувся до білоруського народу з Першою статутною грамотою, у якій проголосив себе тимчасовою владою на теренах Білорусі. До відкриття Всебілоруського Установчого з'їзду функції влади покладалися на створений Виконкомом Народний Секретаріат, головою якого став один із лідерів БСГ Язеп Варонка.
Наприкінці лютого 1918-го в Мінську, де знаходився уряд Білоруської Народної Республіки, прийшли війська кайзерівської Німеччини. Вони забрали скарбницю Народного Секретаріату, зірвали з його будинку біло-червоно-білий стяг, вигнали службовців. Провідники БНР були попереджені, що окупаційна влада не допустить у Білорусі серйозної політичної діяльності.
3 березня 1918-го між Радянською Росією і Німеччиною був укладений Берестейський мирний договір, за яким землі на захід від лінії Двинська — Свенцяни — Пружани, що раніше належали Росії, передавалися Німеччині й Австро-Угорщині, які мали вирішити майбутнє цих земель. Це ще більше породжувало незалежницькі від більшовицької Радянської Росії течії в рядах білоруського національного руху.

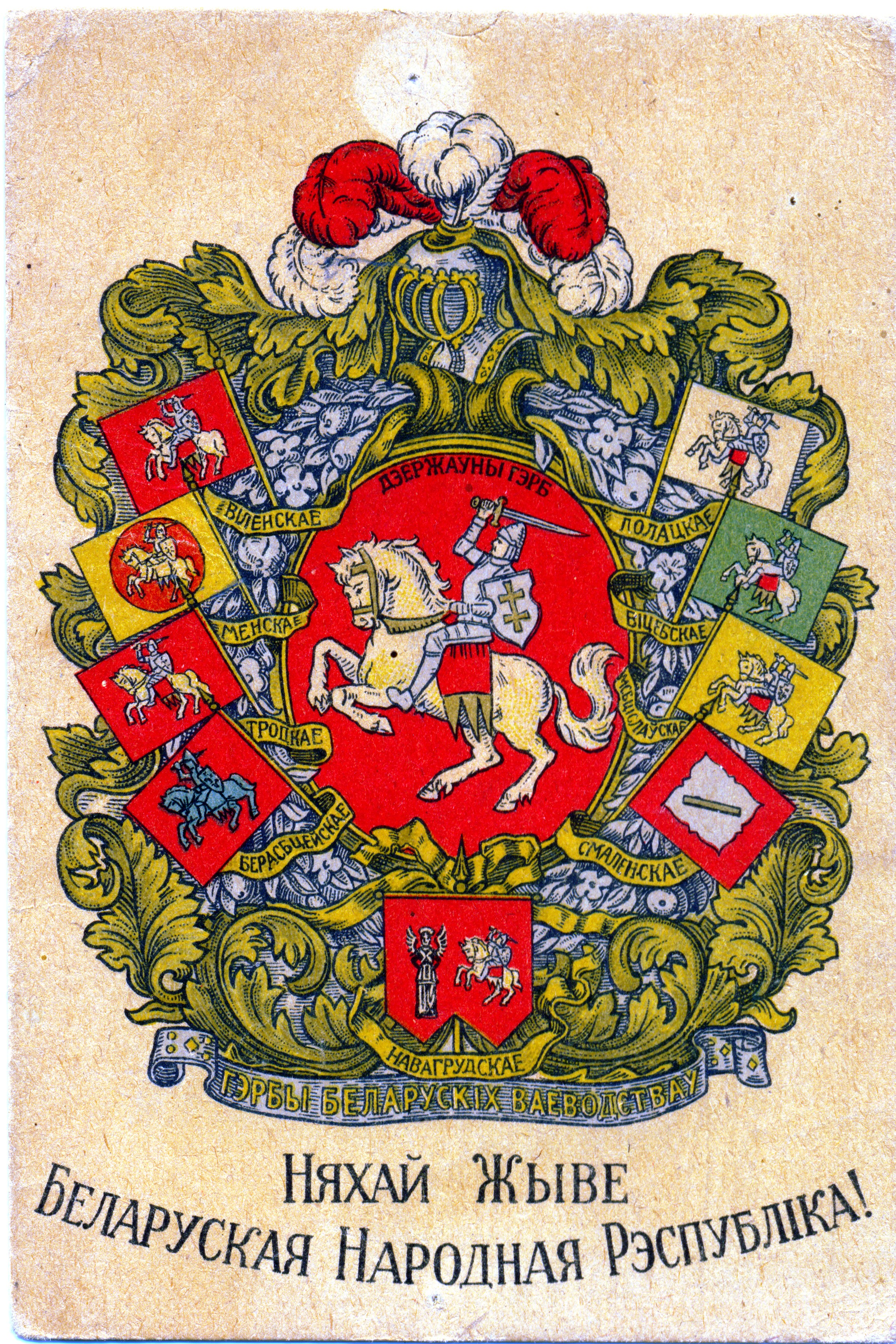
Листівка «Хай живе Білоруська Народна Республіка. Герби Білоруських воєводств» 1918—1920

9 березня 1918-го Виконком Ради Всебілоруського з'їзду у відповідь на Берестейський мир ухвалив Другу Статутну грамоту, що є конституційною. У ній іде мова про створення Білоруської Народної Республіки в межах розселення й кількісної переваги білорусів. Законодавчу владу отримує Рада БНР, голова якої представник БСГ Янка Середа. Вона проголошувалася законодавчим органом до скликання Установчого Сейму. Виконавчу владу БНР отримує Народний Секретаріат БНР (Олесь Бурбіс, Ян Сєрада, Язеп Варонка, Василь Захарка, Аркадзь Смолич, Петро Кречевський, Кастусь Єзовитів, Антін Авсяник, Лявон Заяц). Німеччина до створення державних органів БНР не мала жодного стосунку. Члени Ради БНР і уряду БНР були обранцями білоруського народу (Всебілоруський з'їзд, грудень 1917).
Білоруська Народна Республіка була проголошена «на землях, де живе білоруський народ і має чисельну перевагу». У склад БНР включалися: Могилівщина, білоруська частина Мінщини, Городнянщина (з містами Городня та Білосток), Віленщина, Смоленщина, Чернігівщина і сусідні частини сусідніх губерній, заселених білорусами (мається на увазі провінції Сувалки та Каунас). Планувалося розділити територію БНР на воєводства — Новоградське, Брестське, Городнянське, Мінське, Віленське Полоцьке, Вітебське, Смоленське та Мстиславське, які в свою чергу були б поділені на повіти.
8 березня Рада БНР запросила до свого складу представників російських соціалістичних партій (серед них були представники національних меншин у Білорусі — росіяни, поляки, євреї, українці, литовці), а трохи пізніше — і Віленської Білоруської ради (Іван Луцкевич, Антін Луцкевич, Вацлав Іванівський), яка діяла у Вільні під назвою Білоруського народного комітету від часу окупації західної частки Білорусі.

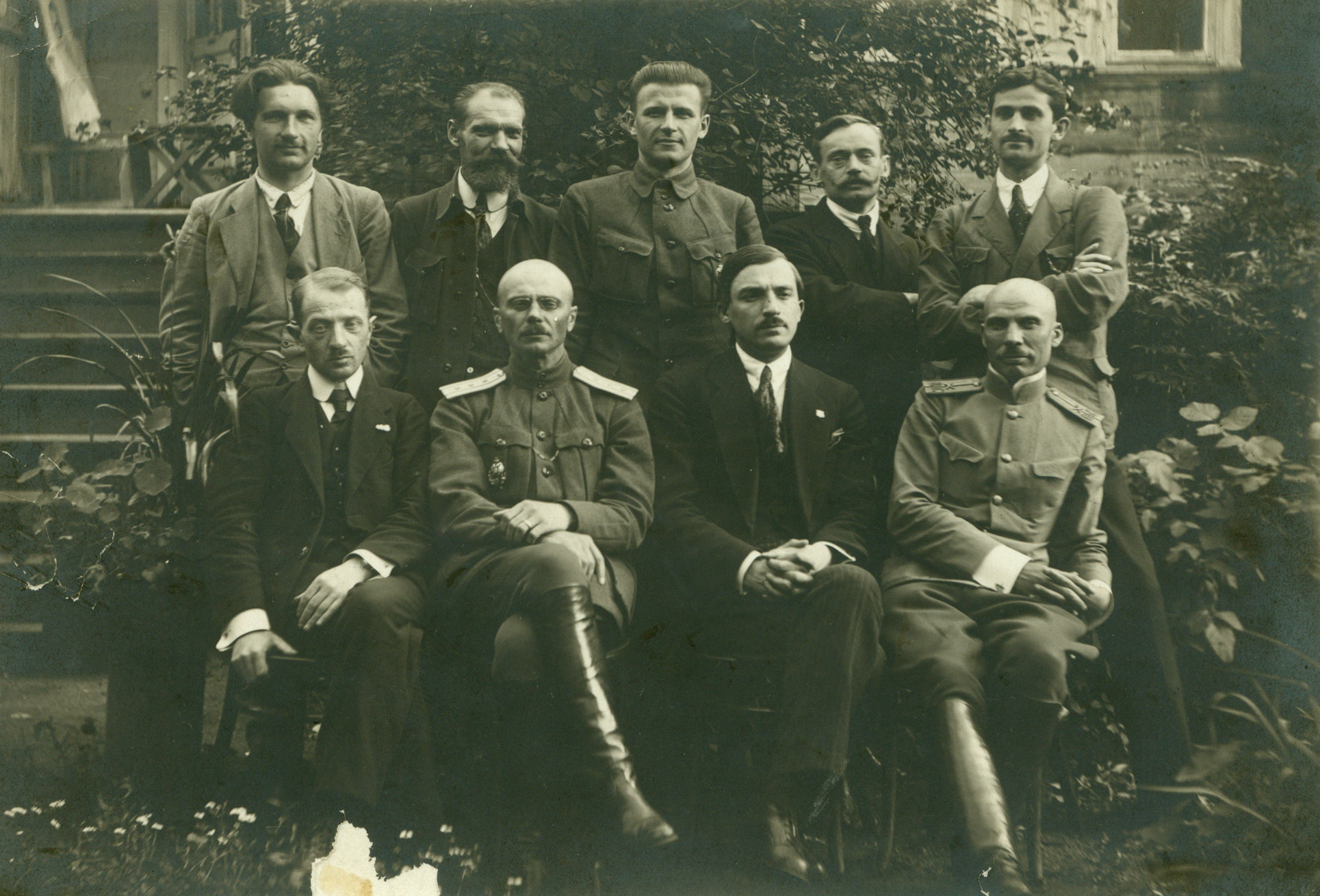
Перший уряд БНР

У відповідь на Берестейський мирний договір, 25 березня після тривалих суперечок між прихильниками незалежности й прихильниками автономії Білорусі в складі Росії більшістю голосів була ухвалена Третя Статутна грамота, у якій Білоруська Народна Республіка проголошувалася незалежною державою, Берестейський мирний договір скасовувався. Офіційною мовою було проголошено білоруську, столицею нової держави — Мінськ.
Після листопадової революції в Німеччині (1918 рік) Радянський уряд відмовився від Берестейського договору й рушив Червоною армією на захід. 10 грудня Червона армія зайняла Мінськ. Мінська Рада проголосила відновлення Радянської влади. На середину лютого 1919 по всій території Білорусі знову встановилася влада більшовиків.
Білоруський національний комітет (Білнацком) на чолі з Олександром Чарвяковим пропонував перетворення Західної області в автономну республіку в складі РРФСР. Пропозицію Білнацкому підтримали білоруські секції РКП(б), які об'єднували білорусів-комуністів на чолі з Дмитром Жилуновичем. Більшовицьке керівництво дослухалося до вимог національних секції ЦК РКП(б) і пішло назустріч, ухваливши рішення про створення БРСР.

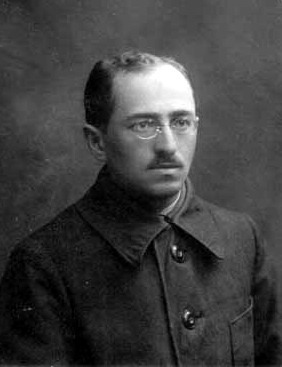
Броніслав Тарашкевич, 1892—1938

У 1918 році напередодні проголошення незалежности Білоруської Народної Республіки, виникла необхідність кодифікації білоруської мови як державної. Провідні лінгвісти країни запропонували кілька проєктів:
- «Biełaruskaja hramatyka dla škoł» Броніслава Тарашкевича — стала основою для цього правопису, спершу вийшла латиницею, але того ж року видано й кириличний варіант. Відповідні правила білоруської мови домінували з 1918 року до реформи 1933 року;
- «Hramatyka biełaruskaj mowy» Баляслава Пачопкі;
- «Biełaruski prawapis» Антона Луцкевича і Яна Станкевича;
- «Prosty sposab stacca u karotkim časie hramatnym» Рудольфа Абіхта і Яна Станкевича.

Перемогу кодифікації Тарашкевича визначали такі фактори: вона була найбільш ґрунтовною; охоплювали більшість ортографічних колізій; більшою мірою продовжив практику білоруської преси попереднього періоду; містили практики, корисні для дидактичного використання; з'явився на прохання білоруської політичної еліти. Навіть офіційне радянське мовознавство визнало, що робота Тарашкевича була дуже успішною для висвітлення основних законів білоруської мови, і всі подальші проєкти та реформи білоруської мови базувались на цій кодифікації.

На думку мовознавців, прийнята кодифікація зіграла виняткову роль у стабілізації морфологічних норм білоруської мови. Її швидкому та загальному сприйняттю білорусами сприяла відсутність нав'язування авторами власного мовного смаку та орієнтації на широку діалектну основу, на якій не було надано перевагу лише одному діалекту.

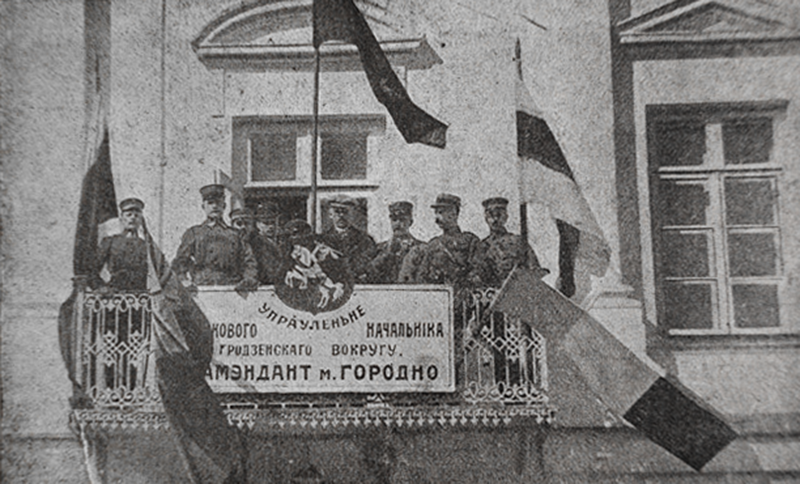
Білоруська комендатура в Городні, 1919 рік

Після поразки Німеччини в Першій світовій війні і підписання мирної угоди, за якою Німеччина була зобов'язана вивести війська з окупованих територій, Радянський уряд денонсував Брестський мир і направив війська на звільняються території. Зважаючи на наближення радянських військ 3 грудня 1918 року члени Ради БНР і уряду покинули Мінськ і переїхали у Вільно, а 10 грудня 1918 року німецькі війська залишили Мінськ. 27 грудня 1918 року Рада переїхала Городню, яка ще контролювалась німцями, 27 квітня 1919 року Городня перейшла під польський контроль і залишалася номінальною столицею БНР до вересня 1919 року.
Найбільш тісною була співпраця БНР з Українською Народною Республікою. Енциклопедія історії Білорусі (1993) стверджує, що в червні 1918 року білоруська делегація на чолі з Скірмунтом відвідала Київ, і уряд УНР відмовилося визнавати БНР, до тих пір, поки БНР не визнає частину білоруських територій українськими, проте в червні 1918 року Українська Центральна Рада УНР вже не існувала, а в Україні був встановлений гетьманат Української Держави Павла Скоропадського, який проіснував до відновлення Української Народної Республіки, але вже з Директорією на чолі. Між БНР і УНР стався обмін консульствами, в Києві була відкрита Білоруська торгова палата. УНР надавала БНР фінансову допомогу. Україна першою з іноземних держав визнала БНР. 3 червня 1918 року О. Квасницький був призначений українському консулом в Мінську. У тому ж місяці П. Таимповіч очолив білоруське консульство в Києві, а білоруське консульство в Одесі очолив С. Некрашевич. Залишилося невирішеним питання про державний кордон через претензії керівництва БНР на що знаходиться під державним контролем України Полісся. Незважаючи на визнання від України один з ініціаторів проголошення БНР, глава Народного секретаріату БНР І. Воронко в 1919 році писав з цього приводу: «… нелюдські зусилля білоруських діячів поставити Білорусь хоча б в середу малих держав і домогтися визнання самостійности Білоруської Народної Республіки ні до чого не привели».
30 грудня 1918 в Смоленську відбулася 5-та Північно-Західна обласна конференція РКП(б), на якій вирішилося питання про створення Білоруської Радянської Соціалістичної Республіки — БРСР і перейменування РКП(б) у КПБ. ЦК КПБ очолили Олександр Масніків (Маснікян) і Вільгельм Кнорин, уряд БРСР — Дмитро Жилунович. 1 січня 1919 роду було оприлюднено Маніфест уряду про створення БРСР. Уся влада передавалася до рук більшовиків, столицею призначений Мінськ, розпочалася підготовка до 1-го з'їзду Рад, аби законодавчо оформити створення нової держави.

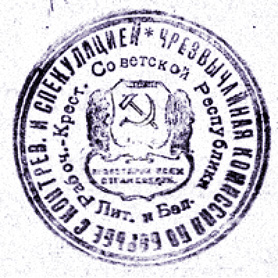
Печатка ЧК ЛітБел. 1919

Герб СРРБ 1919 року

Російські військові та політичні розрахунки, міжнародна ситуація, діяльність БНР стали причинами офіційного визнання більшовицькою владою Москви права білоруського народу на національну державність. Відповідно до резолюції Центрального комітету РКП (б), VI Північно-Західна обласна конференція в Смоленську ухвалила рішення про проголошення Соціалістичної Радянської Республіки Білорусі (СРРБ) у межах Вітебської, Городнянської, Могилівської, Мінської, білоруських районів Віленської, Каунаської та Смоленської губернії. Утворення СРББ зі столицею в Мінську у складі РРФСР було проголошено 1 січня 1919 р. маніфестом Тимчасового робітничо-селянського радянського уряду Білорусі. 8 січня уряд РСРБ переїхало з Смоленська в Мінськ, який на той час уже був зайнятий без бою Червоною армією в ході радянсько-польської війни. 31 січня 1919 року РСРБ вийшла зі складу РРФСР і була перейменована на Соціалістичну Радянську Республіку Білорусь. Того ж дня уряд Радянської Росії (Президія ВЦВК) прийняв постанову «Про визнання незалежности Соціалістичної Радянської Республіки Білорусь». 2 лютого 1919 року в Мінську зібрався I Всебілоруський з'їзд Рад робітничих, солдатських і червоноармійських депутатів, який прийняв 3 лютого Конституцію СРРБ. До середини лютого Радянська влада була встановлена майже на всій території сучасної Білорусі (крім Берестя, Кобриня, Вовковиська і Городні). На прохання ЦК РКП (б) 27 лютого 1919 р. була утворена Литовсько-Білоруська Радянська Соціалістична Республіка (ЛітБел) зі столицею у Вільно.
Друге проголошення радянської Білорусі відбулося 31 липня 1920 року в Мінську утворенням Білоруської Соціалістиної Радянської Республіки (БСРР), яке фактично було відповіддю на проголошення незалежности Білоруської Народної Республіки.
До Мінська діячі Ради повернулися в серпні — вересні 1919 року, після того як 8 серпня 1919 року в місто увійшло Військо Польське.

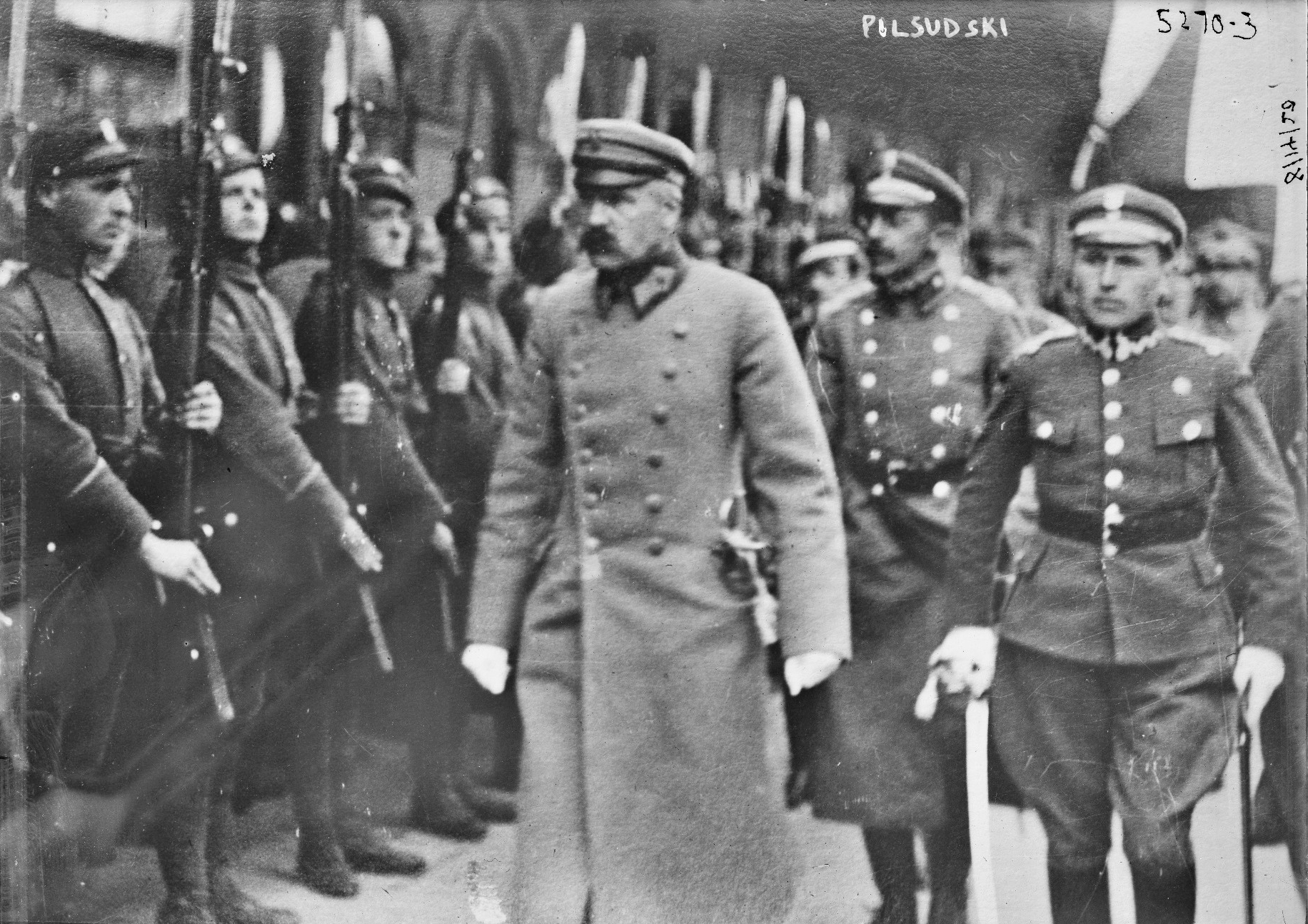
Юзеф Пілсудський у Мінську, 1919

Коли у вересні в Мінськ приїхав Ю. Пілсудський, його вітали всі білоруські партії, крім більшовиків. Але згодом в білоруських національних колах стало складатися негативне ставлення до польського керівництва. У грудні 1919 року стався розкол Ради БНР на Вищу Раду і Народну Раду. Вища Рада під керівництвом А. Луцкевича орієнтувалася на співпрацю з польською владою і шукала форми здійснення білоруської державности на основі федерації з Польщею. Луцкевич вважав, що в союзі з Польщею білоруси можуть не тільки створити автономію, а й зберегти землі на сході, аж до Смоленська. Однак польський уряд проігнорував пропозиції білоруських політиків. У свою чергу Народна Рада під керівництвом В. Ластовського протестувала проти «колонізаторської політики» Польщі і своїми союзниками розглядала прибалтійські республіки. Обидві Ради БНР вступили в жорстку конкуренцію між собою, доводячи своє виняткове право на представництво Білорусі на міжнародній арені. Після відходу поляків з Мінська в липні 1920 року Вища рада БНР переїхала до Польщі. Більшість прихильників Народної Ради переїхало в Каунас.
У жовтні 1919 року в естонській газеті з'явилася публікація про проголошення Білоруської Народної Республіки.
Незалежність Білоруської Народної Республіки була визнана Литвою, Латвією, Естонією, Фінляндією, Українською Народною Республікою, Чехословацькою Республікою, Османською імперією, Грузинською Демократичною Республікою, Азербайджанською Демократичною Республікою, Німецькою імперією, Болгарським царством.

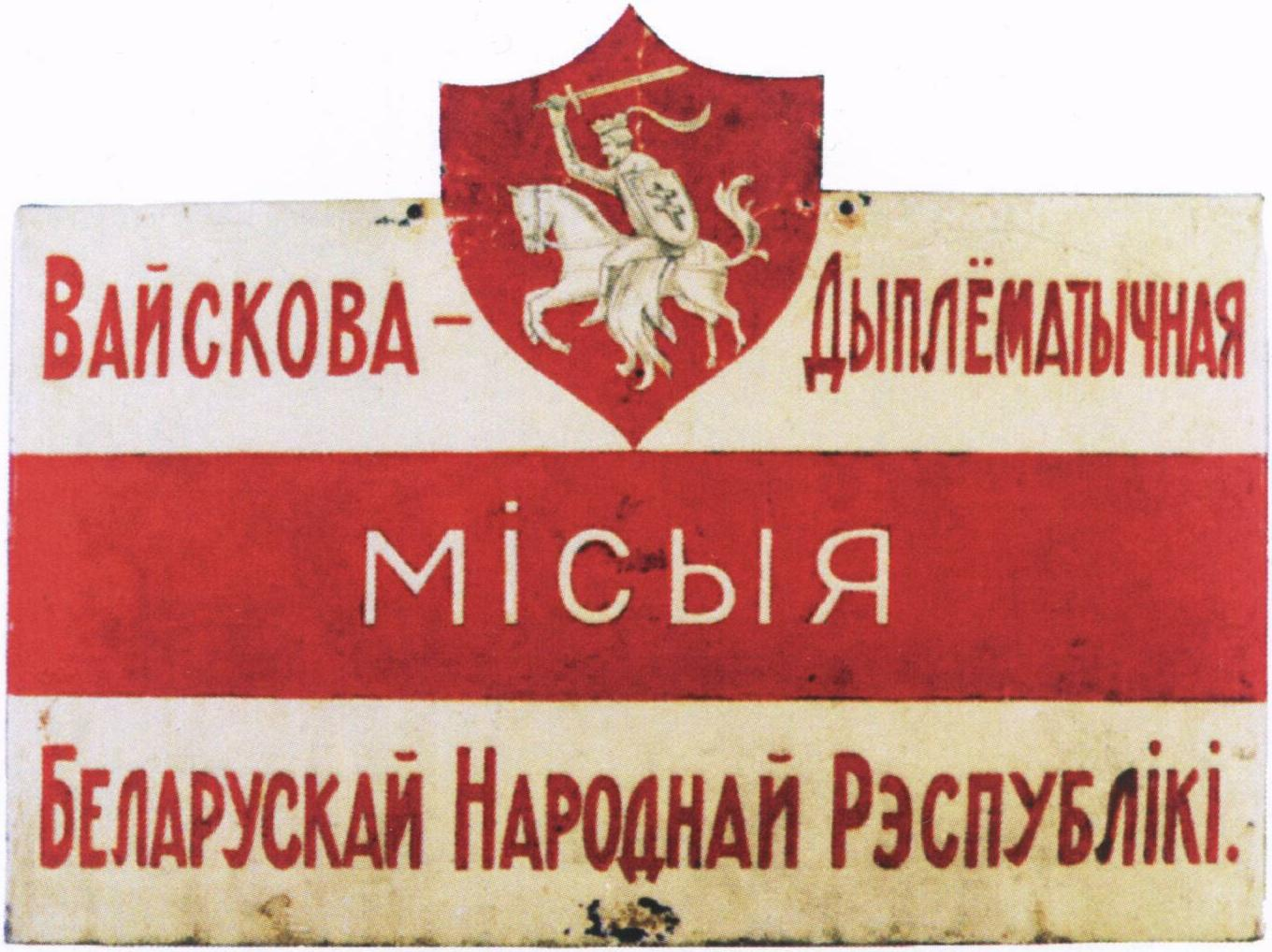
Військово-дипломатична місія БНР у Латвії та Естонії, вивіска

28 грудня 1919 року, через рік після фактичного припинення існування БНР, Н. Вершинін, що жив в Празі і виконував в Чехословаччині обов'язки консула уряду БНР у вигнанні, отримав від А. Луцкевич, що жив у Варшаві і виконував обов'язки народного секретаря (глави) ради міністрів БНР у вигнанні, телеграму, в якій Луцкевич стверджував, що він отримав телеграму від представника БНР в Латвії про те, що в Юр'єва в ході конференції з припинення військових дій між армією Української РСР і армією Естонської Демократичної Республіки мало місце «визнання незалежности Білорусі» як самої конференцією, так і Фінляндією. Дипломатичну місію БНР в Фінляндії очолив білогвардійський генерал, уродженець Білорусі, О. Васильківський, який в 1919 році виконував обов'язки дипломатичного представника БНР в Прибалтиці. У травні 1920 року Васильківський переїхав до Фінляндії, де 25 червня 1920 року одержав від уряду БНР у вигнанні повноваження військово-дипломатичного представника уряду БНР при уряді Фінляндії, проте восени 1920 року Васильківський залишив Фінляндію і знову переїхав до Естонії, де отримав від уряду БНР в вигнанні повноваження надзвичайного посла БНР в Естонії.
Білоруський історик Алесь Смалянчук зазначає, що де-юре жодна держава не визнавала БНР державою, а лише налагоджувала стосунки з представниками БНР.
Німецький дослідник Е. Енгельгарт зазначає, що Німеччина з різних причин не визнавала білоруський уряд, і тому він був змушений обмежити представництво білоруського народу в національно-культурних питаннях. Річард Пайпс приходить до висновку, що німці не збиралися підтримувати незалежність, проголошену Радою БНР, оскільки вважали Білорусь джерелом дешевої сировини та робочої сили.
Хоча БНР не отримала визнання, однак підтримувалися неформальні контакти з Польщею. 3 січня 1920 року в Варшаві відбулася зустріч Голови Ради Народних Міністрів БНР Антона Луцкевича і Повноважного Представника БНР в Польщі Леона Вітан-Дубейковського з польським президентом Юзефом Пілсудським.
Під наглядом німців лідери БНР займалися державною діяльністю майже в усіх її областях, окрім військової. Уряду БНР не дозволяли мати свою армію і міліцію. Німеччина не допустила передислокації до Білорусі з Румунського фронту білоруської дивізії. Розчарування німцями підштовхнуло білоруських есерів до створення селянських партизанських загонів для боротьби з окупантами. З цією метою була створена організація «Союз білоруського трудового селянства». Десятки тисяч осіб входили в партизанські загони, у тому числі й воювали за державну незалежність БНР (Лукаша Семенюка, Юрки Монича В'ячеслава Адамовича — «Деркача» й інших). Існували й інші форми опору. На повну державну незалежність без власного війська розраховувати не доводилося. Німеччина спеціально до останнього стримувала формування білоруських військових об'єднань.
Найбільших успіхів уряд БНР досяг у культурному будівництві й розвитку освіти. За короткий час були створені до 350 початкових шкіл, кілька гімназій, Мінський педагогічний інститут, виходило 28 газет, діяло 11 видавництв, видавництво «Освіта» («Адукацыя») активно друкувало підручники для шкіл, готувалося відкриття Білоруського державного університету (цією справою займалися Аркадзь Смолич, М. Довнар-Запольський, В. Ігнатівський). Підготовка вчителів, окрім Свислочської гімназії, велася в Мінському педагогічному інституті, готувалося відкриття Білоруського державного університету (цією справою займалися Аркадій Смолич, Митрофан Довнар-Запольський, Юхим Карський, Всеволод Ігнатовський та інші). У планах БНР було також відкриття сільськогосподарського й політехнічного інститутів. У квітні 1918 відкрилася Мінська вища музична школа, перетворена в тому ж році в Білоруську консерваторію. Заняття почалися й у відновленій Католицькій духовній семінарії (ректор — доктор філософії ксьондз Ф. Абрантовіч). З ініціативи А. Луцкевича в 1918 році утворилася перша білоруська наукова установа — Білоруське наукове товариство у Вільнюсі. Велася підготовка до відкриття Віленської білоруської гімназії. У 1918 році в БНР білоруською мовою виходило 6 газет і 3 журнали, діяло 11 видавництв. Видавництво «Освіта» активно друкувало підручники. 19 травня 1918 на базі Товариства драми й комедії виник Білоруський державний театр БНР.
У 1919 році білоруські діячі намагалися утворити свої військові формування в Польщі й Литві. В Одесі, де в той період перебували білогвардійці й війська Антанти, вдалося організувати одну білоруську дивізію (до 1000 осіб) і Білоруський гусарський полк. Однак після взяття Одеси Червоною армією дивізія припинила своє існування. Не вдалося сформувати білоруську армію і в Польщі.
Про свої симпатії до БНР заявляв і генерал-майор Станіслав Булак-Балахович, який зі своїм загоном у 1919 році на якийсь час перейшов «на білоруську службу», а після разом із польськими військами воював проти більшовиків у районі Ковеля й Володимира-Волинського. У листопаді 1920 року Булак-Балахович оголосив у Мозирі про незалежність білоруської держави, але незабаром його армія була розбита Червоною армією і відійшла до Польщі.
За підрахунками історика Олега Латишонка, автора книги «Солдати БНР», у білоруських військових загонах протягом 1917—1923 років служили близько 11 тисяч осіб, переважно добровольців. Найбільш героїчний епізод боротьби за БНР — Слуцьке збройне повстання 1920 року, коли спішно сформована Слуцька бригада стрільців БНР упродовж місяця вела бої із Червоною армією.

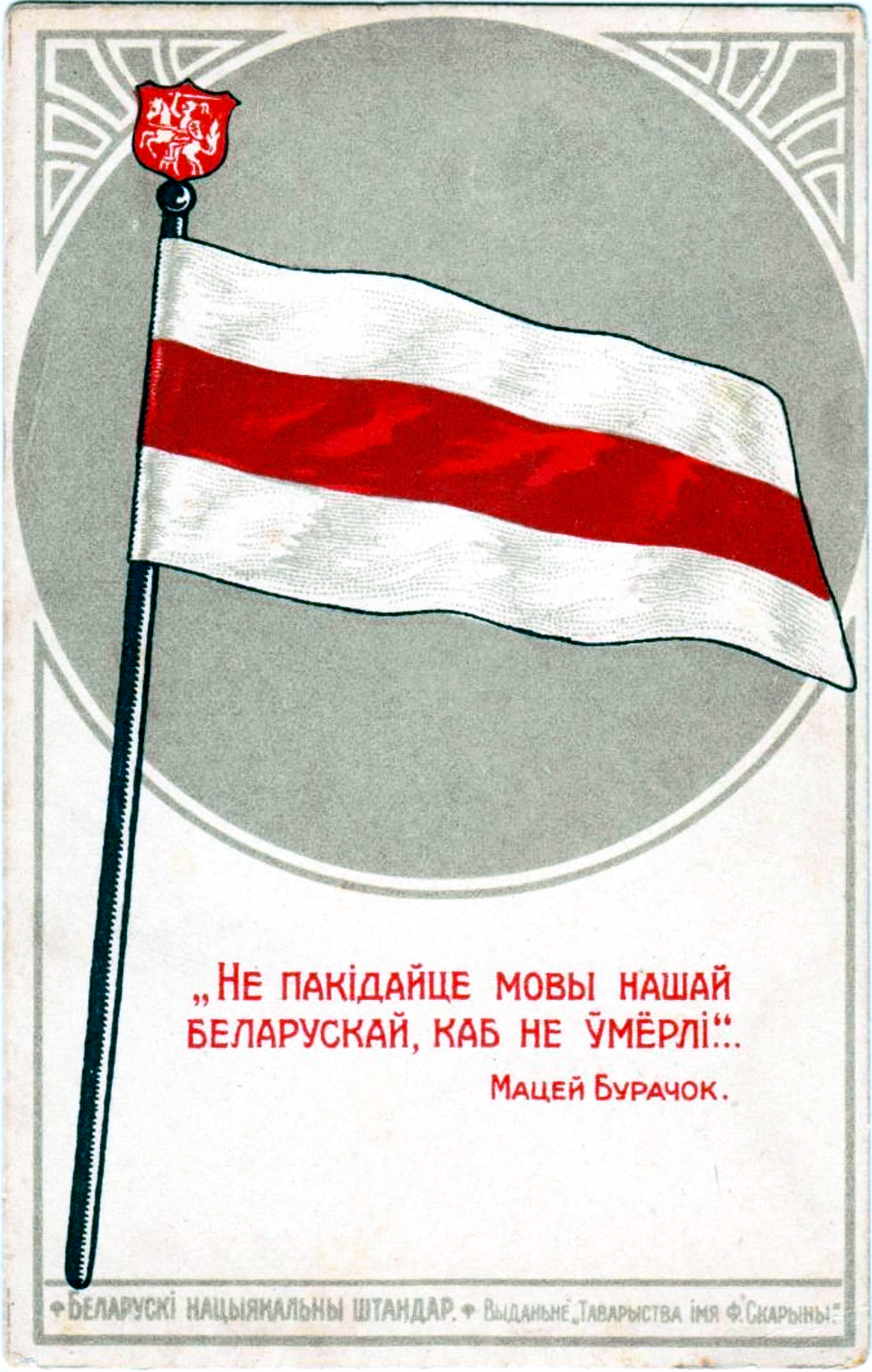
Листівка БНР з державним біло-червоно-білим прапором

У жовтні 1920 року польський генерал Л. Желіговський з негласної санкції керівництва Польщі підняв заколот проти майбутньої передачі Вільна Литві, зайняв місто і проголосив Республіку Серединної Литви. Ліга Націй відмовилася визнати дії Желіговського законними. Передбачалося, що статус Віленщини буде визначений в ході плебісциту. Після цього уряд Литви стало шукати підтримки серед білоруського населення спірних територій, і 11 листопада 1920 був підписаний секретний договір між урядом Ластовського і Литовської Тарібо про взаємне визнання та співпрацю. Керівництво Литви обіцяло надати фінансову допомогу уряду БНР і національним білоруським організаціям Віленщини і Городнянщини. Народна Рада БНР обіцяла Литві підтримку білоруського населення в ході плебісциту і погоджувалася на використання урядом Литви білоруських військових формувань. Також була досягнута домовленість, що етнічні білоруські території Віленщини і Городнянщини отримають статус автономії і будуть перебувати в складі Литовської держави на основі федерації. У договорі нічого не говорилося про схід Білорусі. Пізніше член Ради БНР А. Цвікевіч згадував:
|  | Литовський уряд вирішив використовувати нас для боротьби з Польщею за Вільно, а ми вирішили використовувати "литовську базу" для боротьби за незалежність Білоруси. |

9-12 листопада 1920 армія отамана Балаховича на кілька днів зайняв містечка Петриков, Хомічкі, Прудок, і нарешті місто Мозир. Генерал-майор оголосив незалежність Білорусі, 16 листопада було створено уряд БНР, було оголошено про початок створення білоруської армії. На зайнятій Булак-Балаховича території пройшли єврейські погроми. Але вже 18 листопада Червона армія вибила Балаховича з Мозиря. Відступили на територію Польщі війська були інтерновані і роззброєні.
У той же час польський уряд в боротьбі за Вільну використовувало «полонофільскую» Вищу Раду БНР, яка до того моменту вже практично припинила свою діяльність. Її лист, в якому говорилося, що «білоруське населення не поділяє побажання Каунаса», було аргументом польської делегації на польсько-литовських переговорах в Брюсселі в квітні 1921 року. Однак в підсумку переговори виявилися безрезультатними, Ліга Націй виявилася не в силах вирішити конфлікт, і плебісцит так і не відбувся. 24 березня 1922 року польський сейм ратифікував рішення про прийняття Віленщини до складу Польщі. Після цього литовське керівництво втратило інтерес до співпраці з Радою БНР і відмовилося фінансувати її діяльність. У листопаді 1923 року члени уряду БНР покинули Каунас і переїхали до Праги.

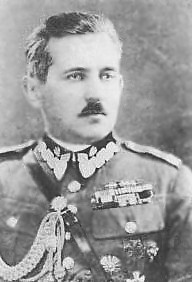
Президент і генерал Станіслав Булак-Балахович

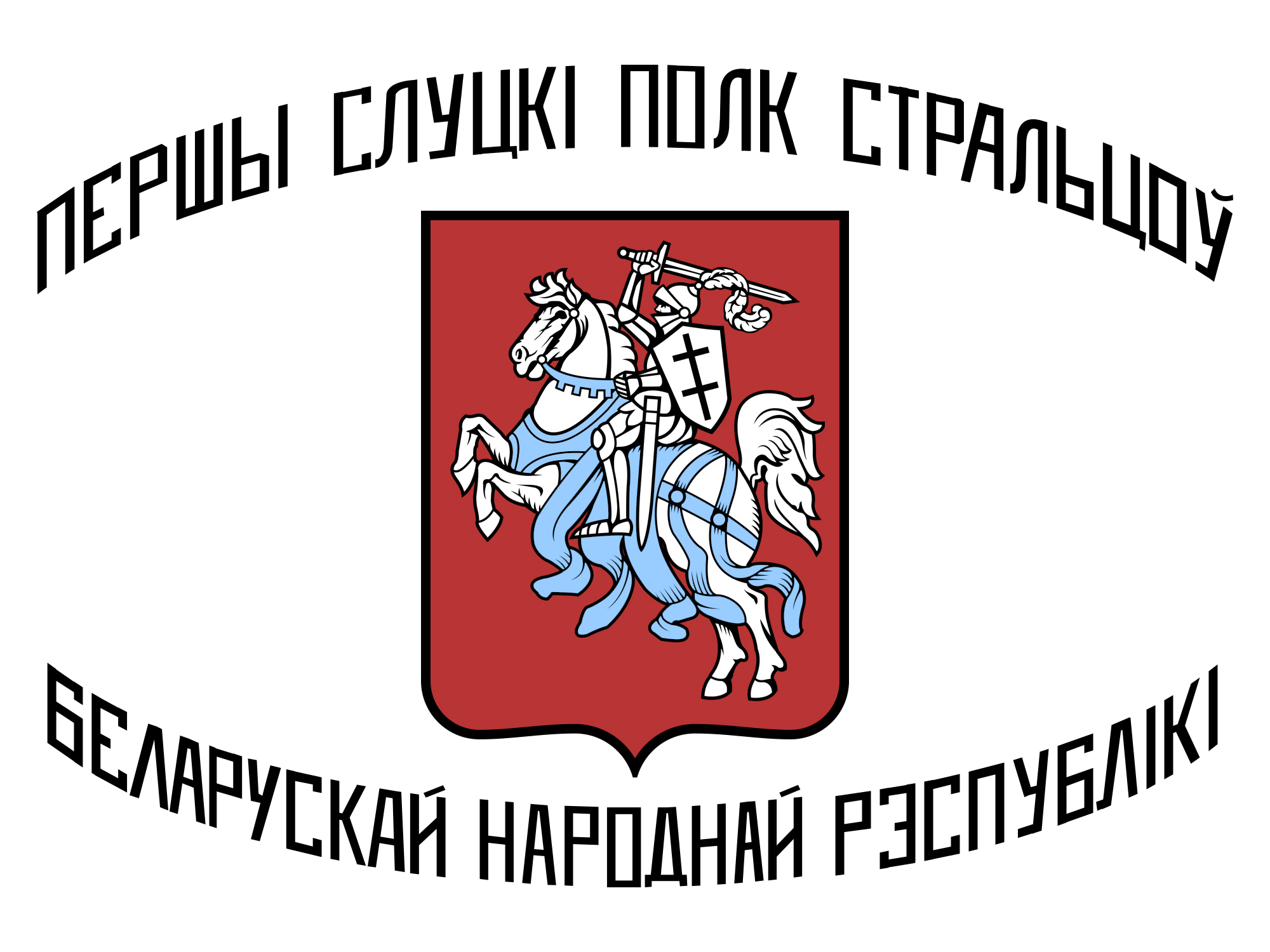
Прапор першого Слуцького полку стрільців БНР

Під час радянсько-польської війни 1920—1921 багато діячів БНР змагалися на боці Польської Республіки. Після війни терени Білорусі були поділені між поляками й більшовиками. У листопаді-грудні 1920 розгорілося Слуцьке повстання, яке стало останньою поразкою БНР.
У вересні 1921 року розпочала роботу сесія Ліга Націй в Женеві, на яку прибула і делегація БНР в еміграції. 11 вересня вона була прийнята президією Ліги Націй.
Діячі БНР неодноразово намагалися привернути увагу світової громадськости до «білоруського питання» на різних післявоєнних конференціях, однак ці спроби були безуспішними. Провідні держави світу не розглядали навіть можливості надання білорусам автономії. На Паризькій конференцій французькі дипломати правдиво і відверто заявили А. Луцкевичу:
|  | Якби Ви мали хоч клаптик землі, де б Ви були господарями, питання про міжнародне визнання незалежності було б вирішено позитивно і Вам була б дана допомога. |

Більшовики пропагандували, що створення БНР це начебто спроба буржуазно-поміщицьких кіл відірвати Білорусь від Радянської Росії, долучити її до Німеччини. Рада БНР звернулася до німецького кайзера з телеграмою, у якій дякувала за визволення Білорусі, просили допомогти в створенні державної незалежности в союзі з Німецької імперією. Посилання телеграми викликало в БНР гостру політкризу, БСГ розкололася, утворилися нові партії. Хоч німці й частково визнавали БНР, вони лишалися союзниками більшовиків, тому були змушені розпустити БНР і Народний Секретаріат БНР. Однак, німецька адміністрація не перешкоджала спільчанинам БНР самостійно вирішувати низку культурницьких і освітніх питань.
Незважаючи на проголошення незалежною державою, державні структури БНР були сформовані тільки частково, а територія перебувала під контролем німецької військової адміністрації, що не визнала незалежність БНР. Уряд БНР змогло домогтися від німців лише обмежених повноважень в культурній сфері. Німці пішли на якісь поступки владі БНР, стали навіть давати гроші на культурні справи.
У містах Каунасі, Ризі, Константинополі, Києві, Одесі, Празі, Берліні, Ґданську, Копенгагені та інших працювали білоруські дипломатичні та військово-дипломатичні місії, консульства і представництва. Однак історик В. Ляховський зазначає, що всі ці представництва не мали юридичного визнання. Білорусі при цьому претендували на частину території Латвії, які вважали «етнічними» — Двінськ (Дауґавпілс) і деякі волості Двінського і Люцинського (Лудзенському) повітів.

#### Еміграція Ради БНР

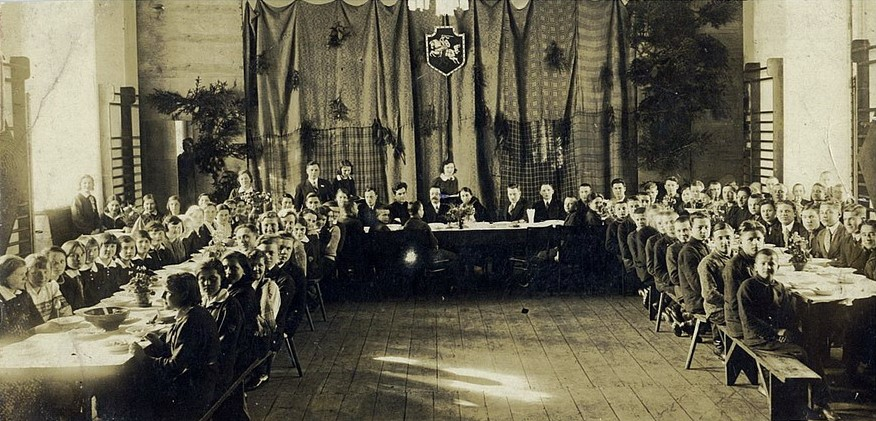
Святкування річниці Білоруської Народної Республіки у Віленській білоруській гімназії. Вільно, 25 березня 1935 р

Стяг БНР у вигнанні

У січні 1919 р. Рада та уряд БНР переїхали до Вільно, а потім (внаслідок наступу Червоної Армії та діяльності польських воєнізованих формувань) до Городні. Це місто вважалося столицею БНР до вересня 1919 року. Деякі місцеві організації перебували під егідою уряду БНР, видавались 5 білоруських газет (зокрема «Білоруський народ» та «Рідний край»). Уряд БНР у той час боровся з претензіями польської держави на білоруські території, добивався права брати участь у Паризькій мирній конференції, успішно вів переговори з урядом УНР щодо позиції уряду А. Луцкевича.
У зв'язку з діями польських легіонерів наприкінці березня 1919 р. уряд БНР виїхав до Берліна. Тут була дезавуйована резолюція «Загальнобілоруського конгресу», який нібито відбувся в Новоградку, про приєднання Білорусі до Польщі. У травні 1919 р. голова мирної конференції отримав дозвіл на приїзд білоруської делегації до Парижа.
На початку червня 1919 р. урядова делегація БНР прибула до Парижа. Делегація разом з представниками Литви, Латвії, Естонії, України та інших домагалися визнання своїх держав повноправними суб'єктами міжнародних відносин.
Тим часом у квітні 1919 р. Польська армія окупувала Вільно та Городню, а на початку серпня Мінськ. 19 вересня Аркадій Смоліч та Язеп Лесик надіслали листа главі польської держави Й. Пілсудському з проханням відновити діяльність структур БНР. Восени 1919 р. А. Луцкевич довгий час перебував у Варшаві, домагаючись визнання незалежности Білорусі польською державою.
1 грудня 1919 р. А. Луцкевич, В. Захарко, П. Крачевський та інші члени уряду БНР повернулися до Мінська. 13 грудня Рада БНР розпалася на Верховну Раду БНР (пропольську) та Народну Раду БНР. Їх головами стали відповідно соціал-демократ Я. Льосік та соціаліст-федераліст П. Крачевський. Також було сформовано два уряди БНР. Верховна Рада залишила А. Луцкевича на чолі кабінету, а Народна Рада визнала В. Ластовського головою кабінету. Польська влада швидко наказала розпустити Народну Раду, заарештувала В. Ластовського, П. Бадунова та Я. Мамоньку. Побачивши, що польський уряд не визнає права Білорусі на державну незалежність, 28 лютого 1920 р. А. Луцкевич подав у відставку з посади голови Ради народних міністрів. Раніше, у січні, голова Народної ради П. Крачевський та його помічник В. Захарко виїхали до Берліна. Лише у травні В. Ластовський, П. Бадунов, Т. Гриб, Ю. Мамонько змогли виїхати до Риги.
У березні 1920 р. Польське керівництво розпочало переговори з Найвищою Радою БНР, польська комісія відхилила більшість пропозицій Вищої Ради, але виділила певні кошти на потреби білоруської школи та культури. Під час радянсько-польської війни активісти БНР шукали підтримки як з польської, так і з радянської сторін. Однак коли в липні радянські війська увійшли до Мінська, а уряд РРФСР підписав угоду з Литвою про передачу їй значної частини білоруських земель, це викликало протести як Вищої Ради, так і Народної ради. Надія на те, що БНР буде визнана Радянською Росією, зникла.

У той час, коли радянська та польська сторони обговорювали умови мирного договору в Ризі без участі білоруського народу, в Ризі відбулася політична конференція, на якій було вирішено створити єдиний національний блок навколо уряду В. Ластовського. Народна Рада БНР була визнана єдиним представником білоруського народу і стала називатися Радою БНР. Тим часом уряд Латвії на основі угоди з РРФСР від 11 серпня 1920 р. запропонував Раді та уряду Ластовського залишити територію держави. 11 листопада було підписано угоду між БНР та Литовською Республікою про взаємне визнання, співпрацю та спільну боротьбу за звільнення білоруських та литовських земель від польської окупації. Рада БНР та уряд Ластовського переїхали до Каунаса, тодішньої столиці Литви. У той час уряд БНР намагався зірвати радянсько-польські переговори в Ризі, шукаючи підтримки в різних європейських країнах. Ці зусилля доклали лише того, що Паризька мирна конференція зобов'язала Польщу поважати права національних меншин. 18 березня 1921 р. було підписано Ризький мирний договір.
Наприкінці березня 1921 р. в Празі відбулася національно-політична нарада, в якій взяли участь 37 представників білоруських партій та організацій із заходу Білорусі, Литви, Чехословаччини та Німеччини — Перша Всебілоруська конференція. Конференція підтвердила акт від 25 березня 1918 р., визнаючи Раду БНР єдиною законною владою в Білорусі.
Уряд БНР не припиняв своєї діяльності на міжнародній арені. 27 квітня 1922 р. В. Ластовський та міністр закордонних справ А. Цвікевич прибули на Генуезьку міжнародну конференцію з економічних та фінансових питань. Голові конференції була вручена нота про визнання Вільно урядом БНР столицею Литви та згода на включення Республіки Серединої Литви до складу Литовської держави як автономії. Меморандум з проханням підняти питання про визнання БНР був заслуханий на засіданні політичної комісії конференції, але після демаршу делегації РРФСР білоруське питання не було включено до порядку денного конференції.
20 травня 1922 р. нота Ластовського та Цвікевича була засуджена урядом БНР. В. Ластовський подав у відставку, але її не прийняли. Тоді Ластовський хотів скликати загальнонаціональні збори в Двінську, але Голова Ради БНР П. Крачевський виступив проти. Почалася урядова криза. 11 жовтня 1922 р. було сформовано Державне правління з членів Президії Ради БНР та деяких міністрів. 20 квітня 1923 р. В. Ластовський та державний писар Дуж-Душевський оголосили про вихід із складу Державної колегії. 23 серпня 1923 р. на зустрічі білоруських громадських та політичних діячів у Каунасі було сформовано новий уряд БНР на чолі з А. Цвікевичем. Політика литовського уряду незабаром призвела до того, що 1 листопада 1923 р. Президія Ради та уряд БНР виїхали з Каунаса до Праги (Цвікевич залишився в Литві).
Тим часом політика білорусизації, що проводилася в БСРР, та оголошена амністія сприяли зростанню прорадянських настроїв серед активістів БНР, що посилилися після розширення БРСР у 1924—1926 рр. 12-16 жовтня за ініціативою А. Цвікевича в Берліні відбулася Друга Всебілоруська конференція, яка визнала Мінськ єдиним центром відродження Білорусі. Цвікевич та члени його уряду переїхали до Мінська.
Президія Ради БНР не визнала рішення конференції і залишилася вірною акту 25 березня 1918 року. Хоча пізніше члени Президії Бадунов і Мамонько також переїхали до БСРР, Голова Ради БНР Петро Крачевський та його заступник Василь Захарко не визнали Радянську Білорусь. Державна печатка та державний архів БНР залишились у них.
Після смерті П. Крачевського (8 березня 1928 р.) його функції виконував В. Захарко. Після окупації Чехії нацистською Німеччиною з ініціативи німецької сторони в 1939 році представники міністерства закордонних справ Рейху провели переговори з В. Захарком. Останній відхилив пропозицію нацистів про співпрацю. Перед смертю Захарко передав печатку та державний архів Миколі Абрамчику, який до 1970 року був головою Ради БНР.

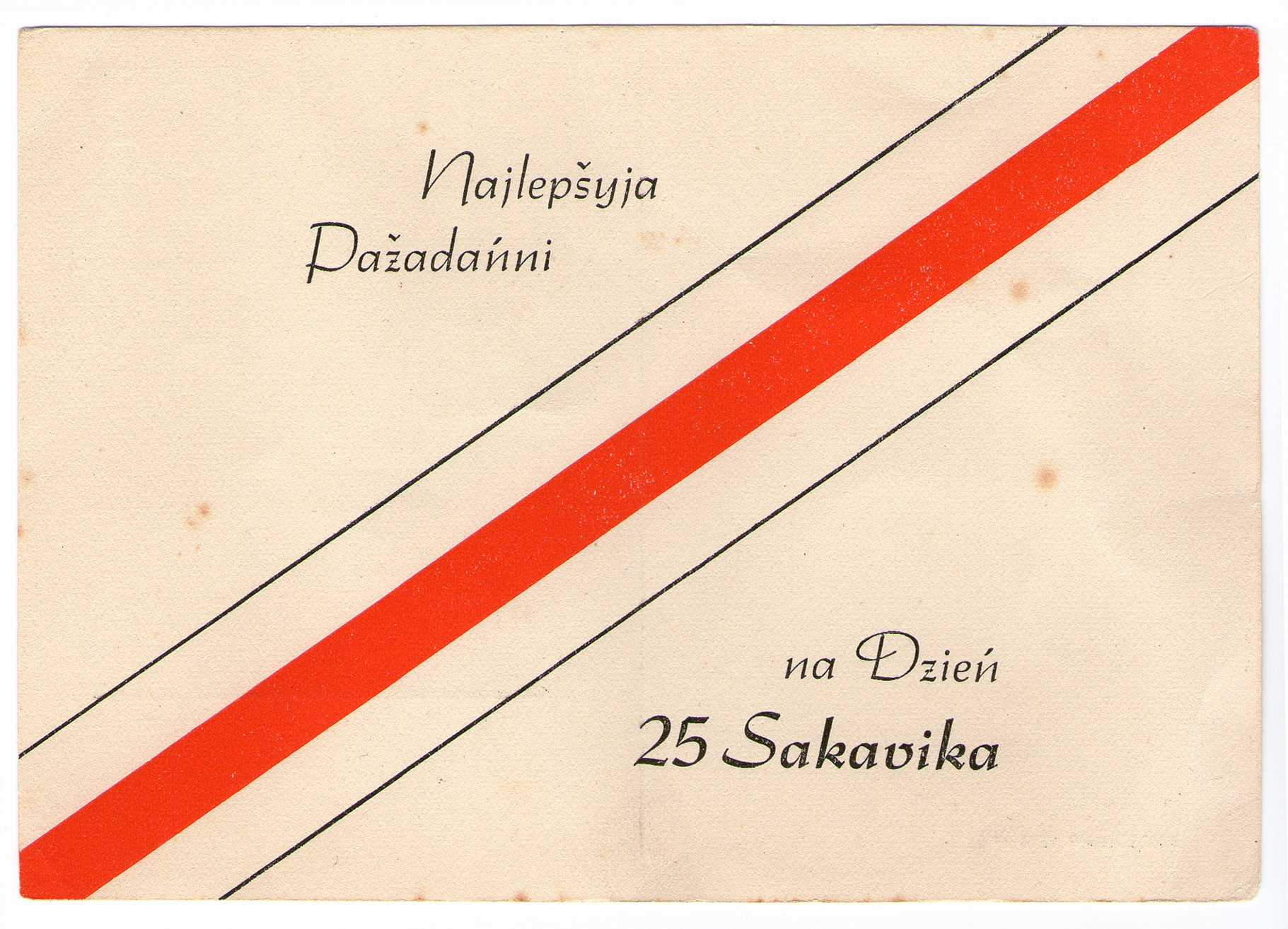
Еміграційна картка до Дня Волі, 1949

Після Другої світової війни суперником уряду БНР в еміграції була Білоруська центральна рада, утворена Радославом Островським у 1943 р., яка продовжувала існувати в еміграції. На відміну від БЦР, яка майже повністю складалася з колишніх нацистських службовців, до складу уряду БНР входили як колишні активісти БЦР (наприклад, Борис Рагуля, Ауген Калубович, Антон Адамович, Станіслав Станкевич, Францішак Кушаль, Ян Станкевич), так і ті, хто воював проти нацистів. (Вінсент Жук-Гришкевич, Лявон Ридлевський, Петро Сич).
В еміграції Рада БНР продовжувала боротьбу з комуністичною окупацією, відомо про співпрацю Ради БНР з Центральним розвідувальним управлінням. Таким чином, деякі білоруські емігранти пройшли курс навчання в американській розвідувальній школі, з подальшою метою переїзду на територію БРСР для розгортання там активної розвідки та націоналістичної роботи, найвідоміший з яких — Янка Філістович.
У 1970 р. еміграційна рада БНР обрала своїм головою В. Жука-Гришкевича, а в 1982 р. — Язепа Сажича.
До початку 90-х Рада БНР із резиденцією в Нью-Йорку складалася приблизно з 200 осіб з усього світу, у тому числі й із Білорусі, але більшість із них проживала в США. Відповідно до статуту президент або голова Ради є «вищим представником Ради БНР і білоруського народу», якого Рада обирає на 6-річний термін.
Еміграція не визнавала БРСР і її межі. Одним із можливих шляхів повернення білоруських земель, що входили до складу РРФСР (Смоленська, частини Брянської та Псковської областей), еміграція вважала конфлікт між СРСР і Заходом, унаслідок якого комуністична система неминуче впаде. У зверненнях до західних держав та ООН Рада БНР просила створити комісію ООН з розслідування «колоніальної політики Радянського Союзу в Білорусі», у тому числі «фальшивого представництва» інтересів Білорусі в ООН делегацією БРСР.
Після проголошення незалежности Білорусі Рада БНР обережно сприйняла зміни в країні, не висловивши свого офіційного ставлення до Декларації про державний суверенітет та ухвалення нової державної символіки, хоча саме за такий розвиток подій вона боролася в еміграції; проте 1993 на святкуванні 75-річчя проголошення БНР заявлялося про можливість передачі повноважень Ради БНР уряду Республіки Білорусь, обраному під час демократичних виборів.
Тим не менше, після приходу до влади Олександра Лукашенка, прийняття ним державної символіки, практично ідентичної символіці БРСР, скасування статусу білоруської мови як єдиної державної та «початку наступу на демократичні свободи» Рада БНР відмовилася від таких намірів. Таким чином, на відміну від емігрантських урядів України, Балтійських країн, Польщі, які визнали нові уряди в пострадянських і постсоціалістичних країнах і передали їм свої повноваження, Білорусь залишається єдиною країною Східної Європи, що має свій «уряд у вигнанні». З 1997 р. Раду БНР в еміграції очолювала Івонка Сурвіла. У 2010 році Івонка Сурвіла була переобрана головою Ради БНР.

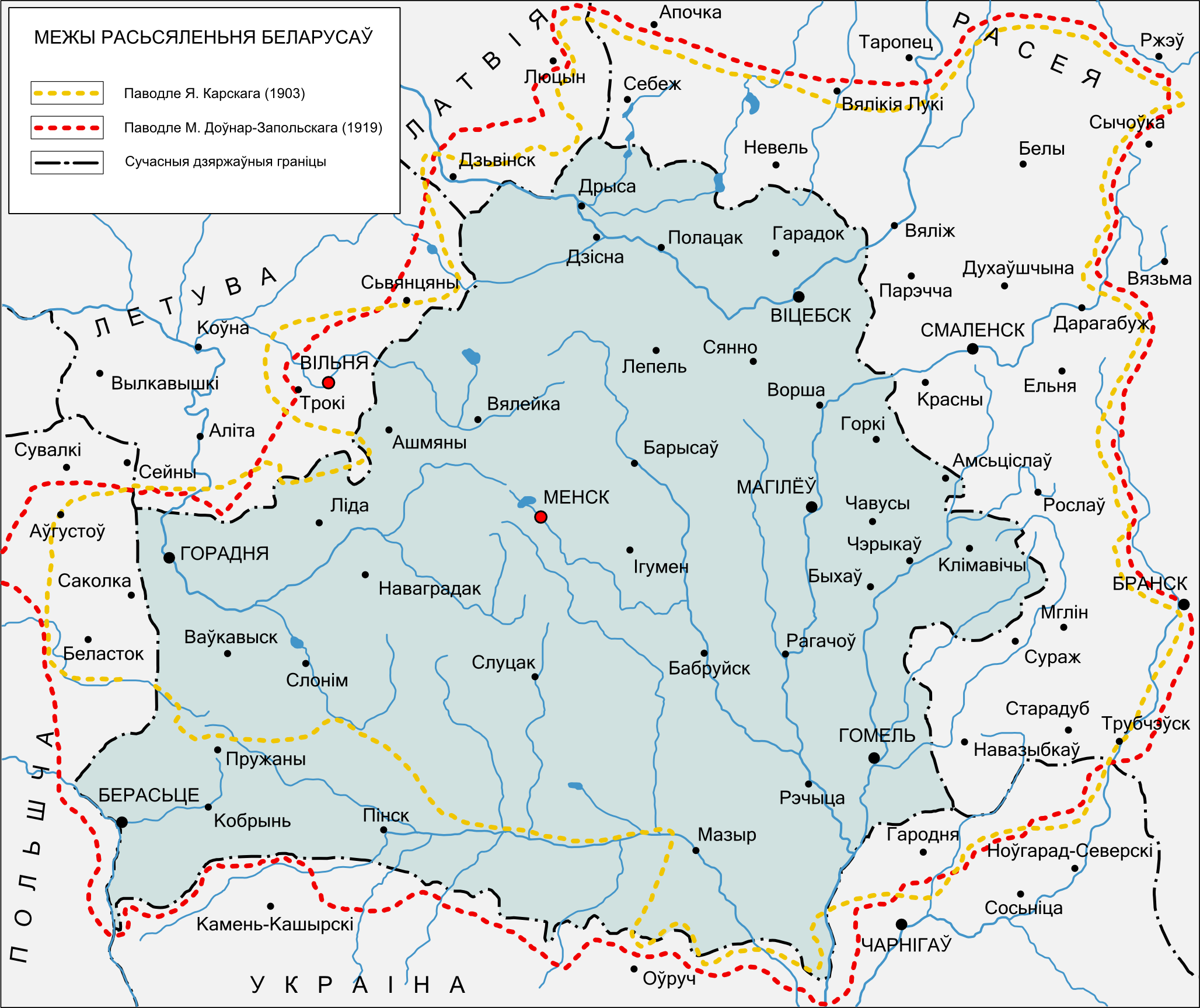
Межі етнічної території білорусів
Відповідно до Ю. Карського (1903)
Відповідно до М. Довнар-Запольського (1919)
Сучасні державні кордони Республіки Білорусь

Голова Ради БНР Івонка Сурвіла коментуючи президентську кампанію 2020 року заявила, що вона як і всі минулі вибори, не є чесною і вільною. Зокрема, Сурвіла сказав, що абсолютна більшість білорусів бажає, щоб Білорусь стала «вільною, демократичною і незалежною», а також щоб вона керувалася по закону, а не з волі однієї людини:
|  | Нинішня влада боїться чесної боротьби на виборах. Ця влада знає, що не зможе на них перемогти. Але в чомусь нинішні вибори відрізняються від попередніх. У перший раз за довгі роки білоруський народ по всій країні тисячами виходить під біло-червоно-білим прапором, домагаючись змін. |

У вересні 2020 року голова Ради БНР Івонка Сурвіла поспілкувалася по телефону зі Світланою Тихановською — привітала її з перемогою і сказала слова підтримки від імені діаспори та Ради БНР.

### Республіка Серединна Литва

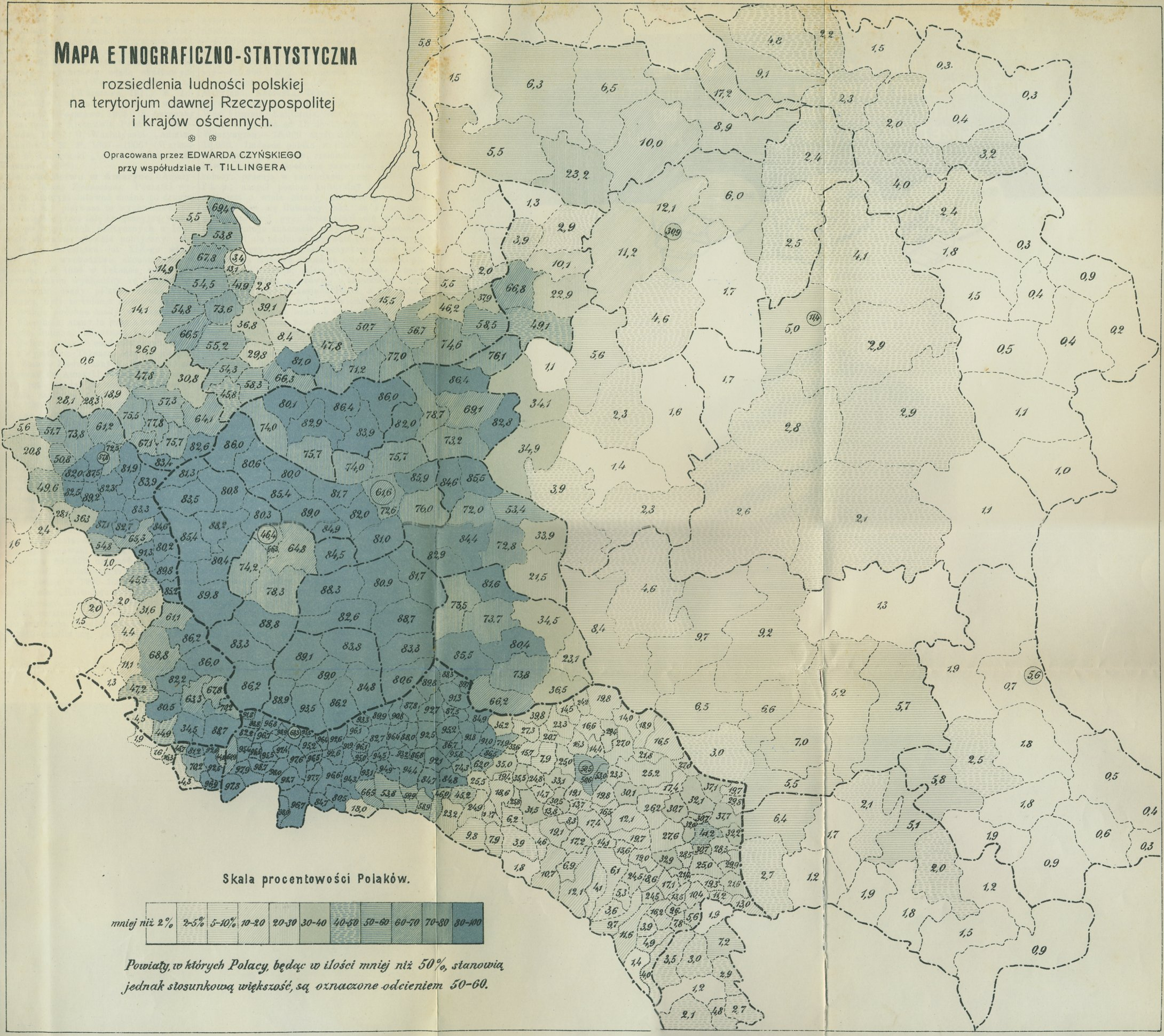
Етнічне населення Польщі за довоєнним переписом населення (1912 р.). Чітко відображається польська меншина на Віленщині — 6-12 %.

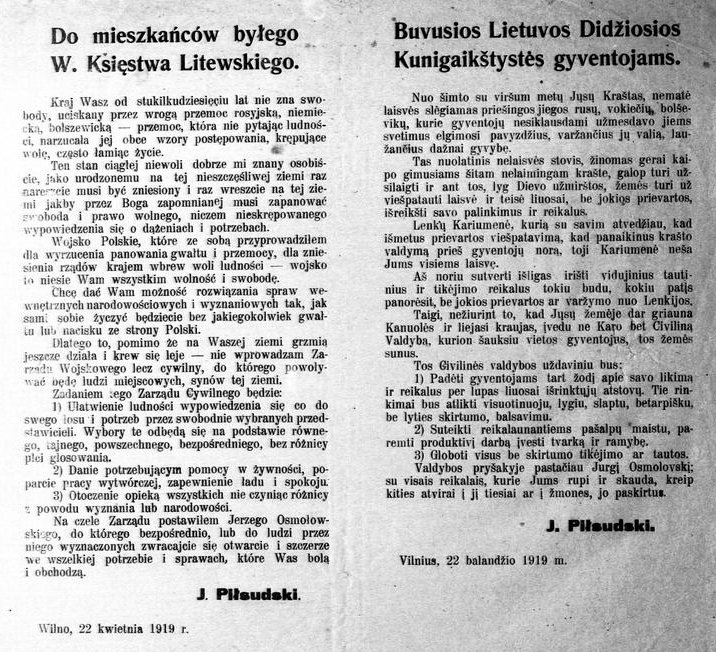
Двомовне проголошення Пілсудським жителям колишнього Великого князівства Литовського (квітень 1919 р.).

Республіка Серединна Литва — державно-політичне утворення на території Віленщини та Городнянщини в 1920—1922 рр. Це була остання спроба відновити Литву в історичному та конфедеративному розумінні. Створення держави стало можливим після «повстання Жаліговського» завдяки Першій литовсько-білоруській дивізії польської армії під керівництвом родом з Ошмянщини Люціаном Жаліговським. За офіційними даними влади Республіки Серединної Литви, 40 % населення складали білоруси (насправді, набагато більше).
З центром в історичній столиці Великого князівства Литовського — Вільно (Вільнюс), протягом 18 місяців державне утворення служило буферною державою між Польською Республікою, від якої воно залежало, та Литвою, яка претендувала на цю територію.
У своїх мемуарах, опублікованих у Лондоні в 1943 р., Люціан Жаліговський засудив політику анексії, політику закриття білоруських шкіл та неприйняття польськими «союзниками» конфедеративних планів маршала Пілсудського:
|  | 9 жовтня 1920 року Вільно зайняв не польський генерал Жаліговський, а Литвин Жаліговський. Мрією останнього було жити серед співвітчизників на литовській землі. Я не виділив серед них поляків, русинів чи жмудинців. Будучи литовцем, я ніколи не переставав бути поляком. Ці два поняття взаємопов’язані. Вони доповнюють одне одного. |

Також генерал захоплювався ідеями пан-славізму:
|  | Але не лише географічно Литва була серцем слов’янства. Це була мораль для них. Вона, один із усіх слов’янських народів, могла легко розмовляти з усіма. Як з Польщею, так і з Росією, так і з Україною. Розумовий внесок литовських народів був ніби створений для примирення всіх. Він ніколи не мав ворожости, ні національної, ні релігійної, ні культурної. |

Десятиліттями раніше у звіті про допит 19-річного революціонера від 10 березня 1887 р. зазначалося, що Пілсудський сказав:
|  | Мене звуть Осип Осипович Пілсудський; з роду мені 19 років; походження та національність дворян, білорус... |

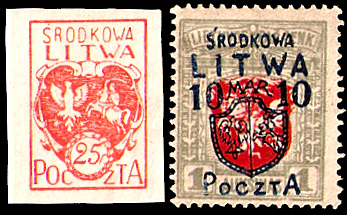
Марки Республіки Серединна Литва

За задумом Пілсудського, держави, що виникли на руїнах Російської і Австро-Угорської імперій (польська, литовська, білоруська, українська) мали утворити федерацію, яка б відтворювала Першу Річ Посполиту. Але в Польській республіці, Литві та сусідніх країнах до завершення Першої світової війни запанувала ідея національної держави. Проте Пілсудський прагнув до створення союзної з Польщею литовської федерації — Литви Північної (Литви Ковенської), Литви Серединної і Литви Південної (із столицею в Новогрудці). Як модифікація цієї ідеї пізніше з'явився «план Гіманса» — висунутий навесні 1921 р. бельгійським дипломатом Полем Гімансом план врегулювання польсько-литовського конфлікту, що передбачав створення держави з двох кантонів, — з центром у Вільно і з центром у Ковно.
Після Першої світової війни як Польща, так і Литва відновили незалежність. Невдовзі між ними виник конфлікт, коли Литва та Польща почали претендували на Віленщину.
Поки Польща за часів Юзефа Пілсудського намагалася створити федерацію під керівництвом Польщі на цій території, яка включала б ряд етнічно непольських територій (Міжмор'я), Литва прагнула створити повністю незалежну державу, яка включала б Віленщина. Два переписи на початку 20 століття показали, що носії литовської мови, мова яких у другій половині 19 століття була придушена російською політикою та мала несприятливі умови в Католицькій церкві, стала меншиною в регіоні. Виходячи з цього, влада Литви стверджувала, що більшість мешканців, які там мешкають, навіть якщо вони на той час не розмовляли литовською, були, таким чином, полонізованими (або зросійщеними) литовцями.

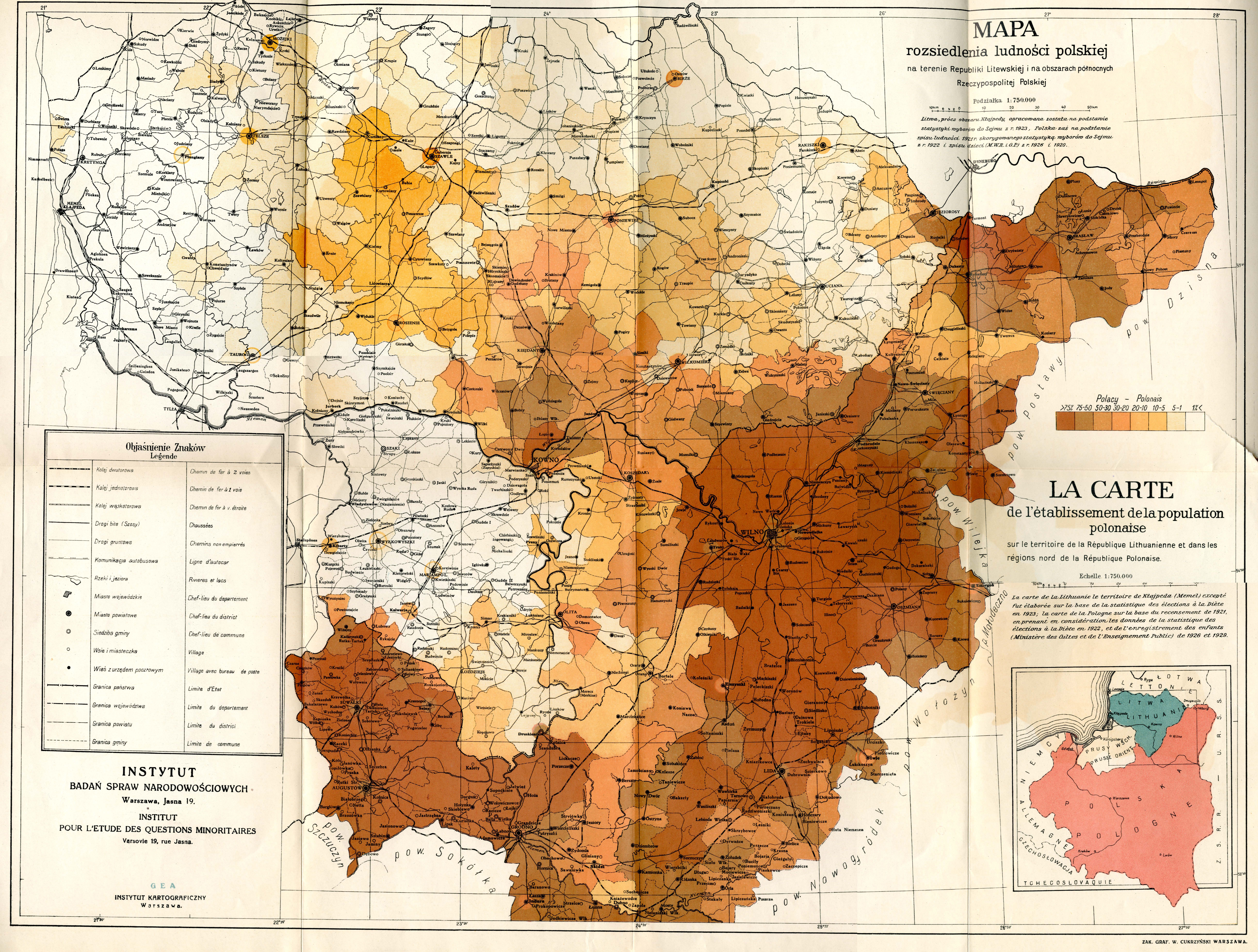
Карта із зазначенням польського населення, яке проживає в Серединній Литві, 1920. Включає як райони, які мали польську більшість, так і ті, що мають меншість.

Що ще більше ускладнювало ситуацію існування двох польських фракцій, які мали абсолютно різні погляди на створення сучасної держави в Польщі. Одна партія, очолювана Романом Дмовським, розглядала сучасну Польщу як етнічну державу, інша — на чолі з Юзефом Пілсудським — бажала відбудувати Річ Посполиту. Обидві сторони були твердо налаштовані взяти Вільно. Пілсудський намагався відбудувати Велике князівство Литовське в кантонській структурі, як частина федерації Міжмор'я:
- Литва Каунаса з литовською мовою
- Литва Віленщини або Серединна Литва з польською мовою
- Литва Мінська з білоруською мовою

Зрештою, план Пілсудського зазнав краху; їй протистояли як литовський уряд, так і фракція Дмовського в Польщі. Станіслав Грабський, представник фракції Дмовського, відповідав за переговори Ризького договору з Радянським Союзом, в яких вони відхилили пропозицію СРСР територій, необхідних для Мінського кантону (Дмовський віддав перевагу Польщі, яка була б меншою, але з більшим відсотком етнічних поляків). Включення територій, де переважають неполяки, послабило б підтримку Дмовського.
У липні 1920 р. під час радянсько-польської війни більшовицькі війська перейшли в наступ. Польська держава, виснажена дворічними бойовими діями та експансією на Сході, вирішила звернутися за допомогою до Антанти. Прем'єр-міністр Владислав Грабський відправився до Спа (Бельгія) на конференцію європейських держав. Країни Антанти ставлять умову перед польським прем'єр-міністром: військова та фінансова допомога Польщі буде надана, якщо Варшава відмовиться від своїх політичних претензій на Вільно та Віленщини. 10 липня 1920 р. було підписано угоду між польською державою та країнами Антанти.
Через два дні, 12 липня, уряд Радянської Росії підписав Московський договір з Литвою, в якому визнав її незалежність і передав в обмін на нейтралітет у радянсько-польському конфлікті Віленщину з Вільно, а також Городню, Ліду, Смаргонь, Ошмяни, Нароч та Браславські озера. 14 липня Червона Армія окупувала Вільно, а у вересні передала його литовцям.

Демаркаційні лінії 1919–1939

Під час контрнаступу в серпні-вересні 1920 року, після битви при Віслі, польські війська відбили 12 білоруських повітів у Радянської Росії, а також Городню, Ліду, Швянченіс у Литви. Віленщина залишалася частиною Литви, хоча, за різними оцінками, етнічні литовці становили від 5 % до 18 % (у самому Вільно їх було 4,5 %). Жорстоке завоювання регіону польськими військами викликало б різкий протест з боку Європи та Ліги Націй, тому захоплення Вільно та Віленщини мало виглядати як звичайний «бунт». Роль «повстанців» була відведена литовсько-білоруській дивізії під командуванням Люціана Жаліговського. Дивізія Жаліговського складалася з 90 % білоруських солдатів, і значна частина їх, у свою чергу, походила з Віленщини.
Прецедент несанкціонованого завоювання регіону вже існував. У вересні 1919 року італійський поет і націоналіст Габріеле Д'Аннунціо на чолі групи добровольців завоював вільне місто Фуме (Рієка), порт на східному узбережжі Адріатики, та оголосив про приєднання його до Італії.

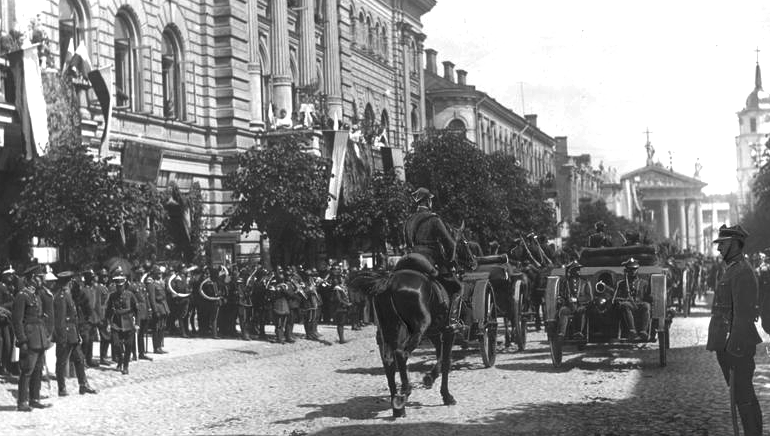
Польські військові святкують включення Вільно до Польської Республіки, 1922 рік.

За негласним розпорядженням Юзефа Пілсудського Л. Желіговський сформував оперативне військове угрупування з 15 393 осіб, ядро якого склали частини 1-й Литовсько-білоруської дивізії, і 8 жовтня нібито самостійно рушив її на Вільно, імітуючи непокору верховному командуванню. Дії частин, сформованих з уродженців Вільно і Віленського краю, повинні були імітувати стихійний характер, що виражає волю населення, і виглядати як повернення законних господарів у рідний край.
Розташовані за 50 км від Вільно частини зайняли місто 9 жовтня. Увечері того ж дня генерал Желіговський радіограмою, адресованою урядам Польської республіки, США, інших держав і Лізі Націй, сповістив про те, що солдати родом з Віленського краю відмовилися підкорятися Верховному головнокомандувачу, що він прийняв над ними командування та ним створена тимчасова виконавча комісія. Одночасно було випущено звернення солдатів 1-ї Литовсько-білоруської дивізії, в якому оголошувалося, що поки хоч би один з них у змозі тримати в руках зброю, могили предків не захопить «литовець, більшовик або німець», а «англієць» не вирішуватиме їх долю.
Про утворення Серединної Литви сповіщали три ноти, вислані 12 жовтня 1920 генералом Л. Желіговським уряду Польської республіки у Варшаві, уряду Литви у Каунасі та державам Антанти.
Ліга націй зажадала припинення бойових дій, втрутившись у мить, коли, на думку деяких дослідників, литовським військам після вдалих боїв під Гедройцями (19 листопада) і Ширвінтами (21 листопада) відкривалася дорога на Вільно. За посередництвом контрольної комісії Ліги націй 29 листопада було підписано перемир'я. 17 грудня 1920 р. військова контрольна комісія Ліги націй позначила нейтральну смугу в 10 км, що розділяє Литовську Республіку і Серединну Литву.

Герб Серединної Литви

Після провалу переговорів у Брюсселі напруженість у цьому регіоні зростала. Найважливішим питанням була величезна армія, яку виставила Серединна Литва (27 000). Генерал Луцян Желіговський вирішив передати владу цивільній владі і підтвердив дату виборів (8 січня 1922 р.). Проводилася значна пропагандистська кампанія з виборів, коли поляки намагалися заручитися підтримкою інших етнічних груп, присутніх у цьому районі. Польський уряд також звинувачували в різній політиці сильної зброї (наприклад, закриття литовських газет або порушення виборів, як-от непрохання дійсного документа у виборця). Вибори бойкотували литовці, більшість євреїв та частина білорусів. Поляки були єдиною основною етнічною групою, серед якої голосувала більшість людей.

Прапор Серединної Литви

Польські фракції, які отримали контроль над парламентом (сеймом) республіки, 20 лютого передали запит про включення до складу Польщі. 
|  | Пілсудський сказав, що Польща офіційно покинула Вільно в Спа, і тепер немає іншого способу повернути місто. Потрібно, щоб громадяни відстоювали свої права... Нам просто потрібно пам’ятати, що може прийти час, коли Сейм, Сенат та Польща зречуться від вас, тож ми повинні бути готові взяти все під свою відповідальність. Цього не можна сказати вголос. |

Пізніше, за наполяганням Польської республіки, конференція послів Великої Британії, Французької республіки, Королівства Італія, Японської імперії 15 березня 1923 ухвалила рішення про ліквідацію нейтральної смуги, встановивши демаркаційну лінію на захід від залізниці Даугавпілс — Гродно. Литовський уряд з цим рішенням не погодився, але був змушений зважати на існування демаркаційної лінії, яку уряд Польської республіки трактував як державний кордон. Прохання про входження Віленщини в склад Польської Республіки було прийнято польським сеймом 22 березня 1922 р. Зрештою вся територія Республіки Серединної Литви була включена до новоутвореного Віленського воєводства. Литва відмовилася прийняти польську владу над цією територією. Натомість вона продовжував розглядати так Віленщину як частину власної території, а саме місто як свою конституційну столицю, а Каунас був лише тимчасовим місцем уряду. Суперечка щодо Віленщини спричинила велику напруженість у польсько-литовських відносинах у міжвоєнний період.

### Захід Білорусі в складі Польської Республіки (1921—1939рр.)
Захід Білорусі відійшов до Польської Республіки за Ризьким мирним договором між нею, з одного боку, та РСФРР та УСРР, з іншого. Сучасні Берестя, Городня, частини Мінської та Вітебської областей були частиною Польської Республіки до 17 вересня 1939 року. Радянська влада тероризували захід Білорусі, найрадикальніший випадок — радянський рейд на Столпце. Польща створила Корпус охорони кордону в 1924 році.
Територія заходу Білорусі і прилеглі до неї українські, литовські та польські території були розділені владою Польщі на чотири воєводства: Білостоцьке, Віленське, Новогрудське і Поліське.
На території заходу Білорусі польський уряд не дотримувалося положення Ризького договору про рівноправність всіх етнічних груп. До березня 1923 року з 400 білоруських шкіл залишилося 37. Одночасно на заході Білорусі було відкрито 3380 польських шкіл. У 1938—1939 роках залишалося тільки 5 загальноосвітніх білоруських шкіл. 1300 православних церков було перетворено в католицькі, нерідко із застосуванням насильства.

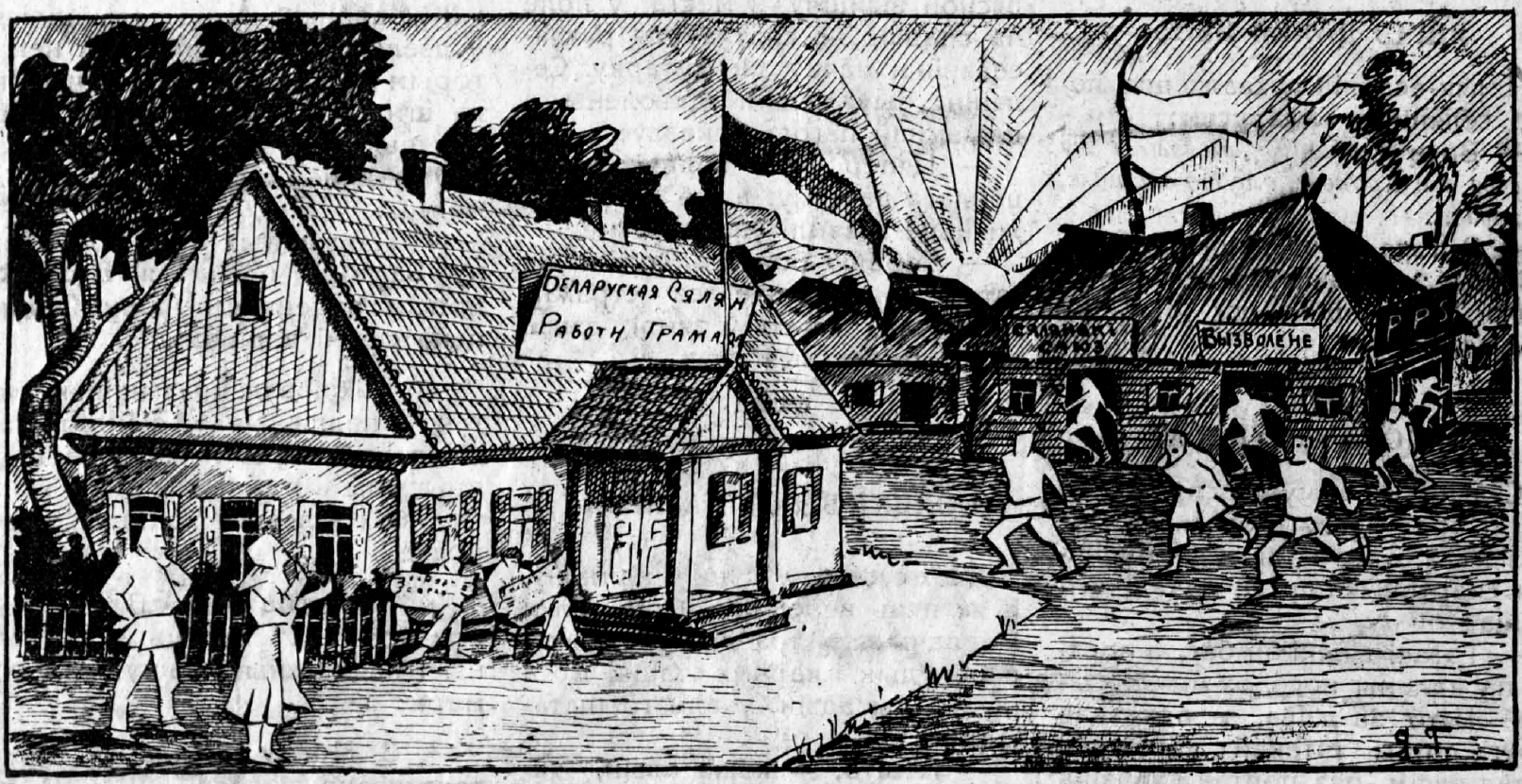
Селяни тікають з ППС, Визволення Селянської Спілки і вступ у БКРГ. Язеп Горід. Блискавка № 13, 1926

Після виборів 1922 роки 11 депутатів і 3 сенатори від західно-білоруських земель утворили «Білоруський депутатський клуб», метою якого було захист інтересів білоруського населення Польщі. У жовтні 1923 на правах автономної організації в складі компартії Польщі (КПП) була організована Комуністична партія Західної Білорусі (КПЗБ). У 1925 була заснована Білоруська селянсько-робітничої громада (БКРГ). Після встановлення в Польщі авторитарного режиму «санації» в 1926 році відбувалося все більше обмеження культурних прав національних меншин. У 1927 року лідери БКРГ Броніслав Тарашкевич, Симон Рак-Михайлівський та інші, які були депутатами польського сейму, були арештовані, а в березні БКРГ була заборонена. У 1928 році в сейм від білоруських земель було вибрано 10 депутатів-білорусів і 2 сенатора, в 1930 — всього 1 білоруський депутат, а в 1935 і 1938 — жодного. У 1934 році в місті Береза-Картузька (нині м Береза, Берестейська область) діяв польський концентраційний табір в якості місця позасудового інтернування на термін до 3 місяців супротивників правлячого режиму. Удар по національно-визвольному руху завдало і рішення Комінтерну 1938 року про розпуск КПП і КПЗБ як її складової частини (нібито в їх керівництво проникли ворожі агенти). Пізніше багато хто з колишніх керівників КПЗБ були репресовані.

У середині 1930-х років 43 % західних білорусів були як і раніше неграмотні, а студентів-білорусів у всій Польщі не налічувалося і 200 чоловік. Світова економічна криза тяжко позначилась на економічній відсталості і аграрному перенаселенню заходу Білорусі, багато десятків тисяч жителів заходу Білорусі емігрували до Західної Європи і Америки. На території заходу Білорусі до того, як та перейшла під польський контроль, функціонувало 400 білоруських шкіл, 2 вчительські семінарії, 5 гімназій. До 1939 року всі білоруські навчальні заклади були ліквідовані. На території заходу Білорусі в ті роки не було жодного білоруського театру, музичного установи, були відсутні радіомовлення і кінематограф на білоруській мові.

Традиційне єврейське життя продовжувалось у Пінську (Захід Білорусі) до Другої світової війни. (Фото Алтера Кацизна, 1924)

Польська частина Білорусі підлягала політиці полонізації (особливо в 30-х роках), тоді як Радянська Білорусь була однією з первинних республік, що утворили СРСР. На землях, які раніше належали російській царській родині та російській аристократії, було поселено до 30 000 сімей польських ветеранів (осадників). У результаті виборів 1930 року представництво білорусів у польському парламенті було зменшено. З початку 30-х років уряд Польщі запровадив низку політик, спрямованих на полонізацію всіх меншин (білорусів, українців, євреїв тощо). Вживання білоруської мови не рекомендувалося, і білоруські школи стикалися з серйозними фінансовими проблемами. Навесні 1939 року в Польщі вже не було ні єдиної білоруської офіційної організації, ні єдиної виключно білоруської школи (залишилось лише 44 школи, де викладали білоруську мову).
На підставі договору про розподіл сфер впливу між Нацистською Німеччиною та СРСР, 17 вересня 1939 року радянські війська зайняли територію заходу Білорусі. У тилу польських військ білоруські комуністи підняли Скідельському повстання. 22 вересня Червона армія вступила в Брест. 28 вересня 1939 року було підписано Договір про дружбу і кордон між СРСР і Нацистською Німеччиною, який встановив кордон СРСР і Німеччини і тим самим поставив західний кордон заходу Білорусі. Південна частина зайнята радянськими військами території Східної Польщі (захід України) були передані до складу Української РСР, а місто Вільно і його околиці, з півночі межують із заходом Білорусі, відповідно до секретного протоколу пакту Молотова — Ріббентропа вже 10 жовтня 1939 були передані Литві.

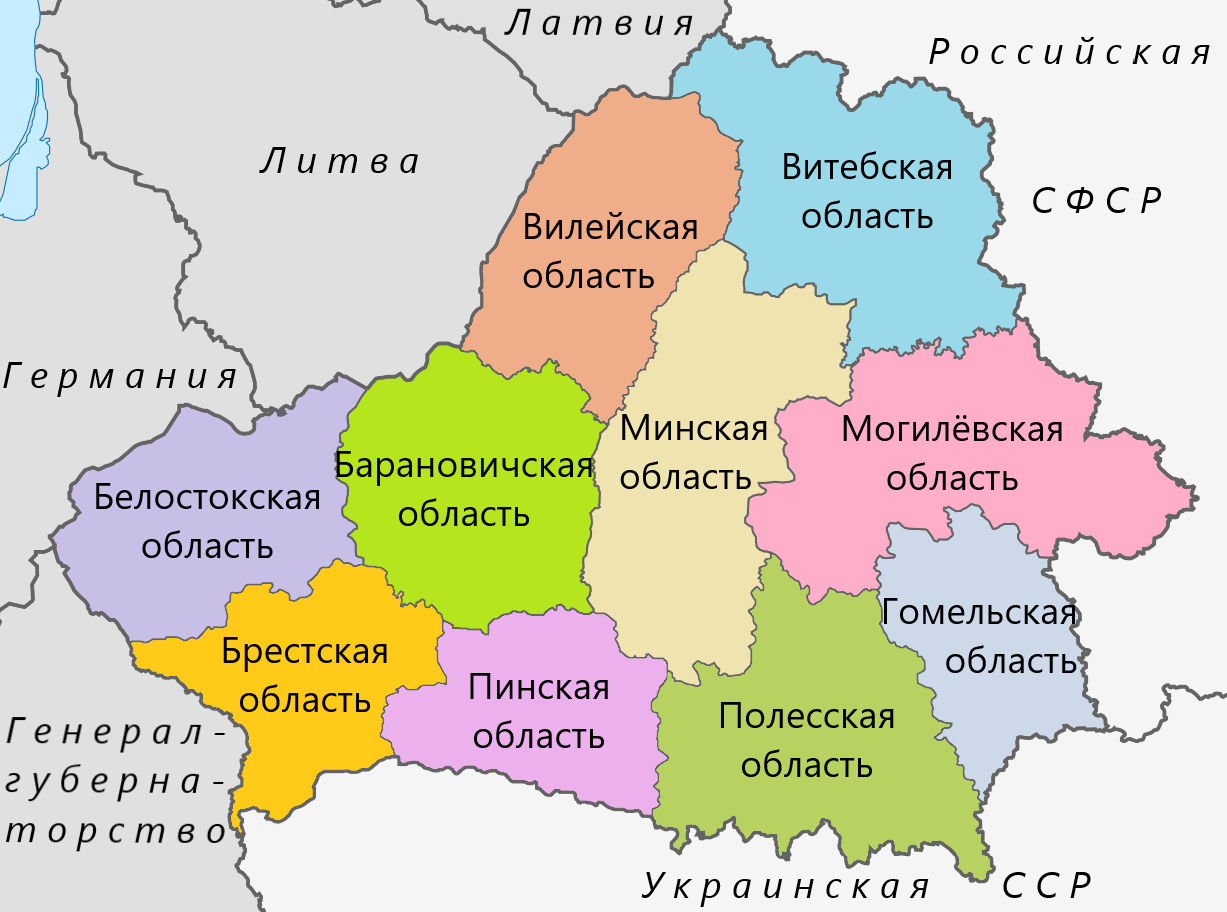
Територіально-адміністративний поділ Білоруської РСР в своїх максимальних межах в період між 14 листопада 1939 та 6 листопада 1940 року.

22 жовтня 1939 року відбулися вибори до Народних зборів заходу Білорусі, яке працювало 28-30 жовтня в Білостоці. Воно взяло ряд рішень, в тому числі декларацію про входження заходу Білорусі до складу Білоруської РСР і рішення про націоналізацію промисловості і конфіскації земель поміщиків. 14 листопада 1939 року на позачерговій Третій сесії Верховної Ради Білоруської РСР був прийнятий Закон про прийняття заходу Білорусі до складу Білоруської Радянської Соціалістичної Республіки. У результаті об'єднання площа Білоруської РСР склала 225,7 тис. км², а населення — 10,2 млн осіб. Захід Білорусі був розділений на 5 областей — Барановицьку, Білостоцьку, Берестейську, Вілейську і Пінську.
Після того як влітку 1940 року відбулась перша радянська окупація Литви, 6 листопада 1940 року в склад Литовської РСР зі складу Білоруської РСР були передані 2,6 тис. км² території з містами Свенцяни (з Вілейської області), Солечніки (з Барановицької області) і Друскеніки (з Білостоцької області) з околицями.

### БСРР у міжвоєнний період (1920— вересень 1939рр.)
31 липня 1920 року відбулося друге проголошення СРРБ. 30 грудня 1922 року СРРБ (з цього часу — Білоруська Соціалістична Радянська Республіка, БССР) була включена до складу СРСР разом Українською Соціалістичною Радянською Республікою і Закавказькою Соціалістичною Федеративною Радянською Республікою.
Наприкінці 20-х років був проведений курс на радянізацію Білорусі, а індустріалізація та колективізація в 30-х роках знищили сотні тисяч білорусів, які переїхали до міст Білорусі та Сходу СРСР.
У грудні 1923 політбюро ЦК РКП(б) формально погодилось з пропозицією ЦБ КП(б)Б про приєднання до БРСР частини етнічних білоруських територій, які знаходились до того у складі Росії. У 1926 році, під час погіршення відносин між СРСР та Польщею СРСР спробував завоювати симпатії західних білорусів, долучивши до БРСР Гомельщину та деякі інші райони.
У березні 1924 рішення про передачу 15 повітів і окремих волостей Вітебської, Гомельської та Смоленської губерній до БРСР було прийнято ЦВК СРСР і затверджено VI надзвичайних з'їздом рад БСРР. Однак згідно з попереднім планом 1923 року, в БССР повинні були увійти також Гомельський і Речицький повіти Гомельської губернії і Велижський, Невельський і Себежський повіти Вітебської губернії, однак кордони були переглянуті комісією ЦВК СРСР за участю її секретаря та начальника комісії з районування Тимотея Сапронова. Територія БСРР збільшилася до 110 584 км², населення — до 4,2 млн осіб. 70,4 % населення становили білоруси. Цей етап в історії республіки в радянській історіографії отримав назву «Перше укрупнення Білоруської СРР».
Після перевороту Юзефа Пілсудського в Польській Республіці 12 травня 1926 року інтерес до приєднання Гомельського та Речицького повітів до БСРР проявив НКЗС СРСР. Планувалося, що возз'єднання всіх східнобілоруських земель в рамках БСРР не дозволить польському керівництву загравати з національними меншинами. Уже 4 грудня 1926 року секретар ЦК ВКП (б) Микола Шверник поінформував Гомельські губернський і міський комітети КП (б) про приєднання Гомельського та Речицького повітів до БССР. Таким чином, рішення про розширення меж БССР і приєднання до неї східних білоруських земель приймалися в Москві. Територія БССР збільшилася на 15 727 км², а населення — на 649 тис. Чоловік. Це було так зване «Друге укрупнення Білоруської РСР».
До початку індустріалізації в БСРР проживало 3,4 % населення і вироблялося всього 1,6 % промислової продукції СРСР. Розвивалися переважно легка, харчова, деревообробна і хімічна промисловість, а починаючи з другої п'ятирічки — машинобудування і виробництво будівельних матеріалів. Значна увага приділялася такій галузі, як текстильна, оскільки її розвиток дозволяло швидко вирішити проблему безробіття і аграрного перенаселення. Під час перших двох п'ятирічок були відкриті Гомельський завод сільськогосподарського машинобудування «Гомсельмаш», швейна фабрика «Прапор індустріалізації» і фабрика КІМ в Вітебську, Оршанський льонокомбінат, Кричевський цементний завод, Могилівський авторемонтний завод, Гомельський скляний завод, дві черги БелГРЕС. Було побудовано 11 великих торфозавод. За 3 п'ятирічки промислове виробництво в БСРР виросло в 23 рази. Перед початком Другої світової війни БРСР виробляла 33 % загальносоюзного виробництва фанери, 27 % сірників і 10 % металорізальних верстатів.

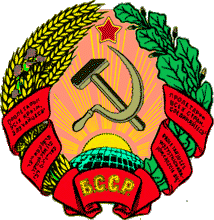
Герб БРСР, 1937—1938 рр. Девіз «Пролетарі всіх країн, єднайтеся!» на чотирьох офіційних мовах БРСР — білоруською, російською, польською та їдишем

У 1920-ті роки білоруська, їдиш, польська і російська були офіційними мовами БСРР. Деякий час гасло «Пролетарі всіх країн, єднайтеся!» був написаний на гербі БРСР на всіх чотирьох мовах. У БСРР в 1932—1938 роках існувала польська національна автономія Дзержинський польський національний район.
У середині 1920-х років в БСРР активно проводилася так звана «білорусизація» — комплекс заходів щодо розширення сфери застосування білоруської мови і розвитку білоруської культури. Однак справжньої метою білорусизації, як і українізації, було розкриття «націонал-демократів» з подальшими репресіями та знищенням білоруських політичних діячів та культурної еліти. Загалом 1930го року по всій території підконтрольної більшовикам частини Білорусі було зафіксовано 508 антирадянських повстань.
Під час мовної реформи 1933 року сталася відмова від класичного правопису білоруської мови Броніслава Тарашкевича, що потягло створення так званої «наркомівки» — в білоруську мову було введено більше 30 фонетичних і морфологічних особливостей, які зблизили його з російською мовою.
У певних випадках кодифікація Тарашкевича фіксувала паралельні граматичні форми, що в початковий період становлення літературної мови було викликане прагненням відобразити якомога більше суто білоруських мовних особливостей, щоб перевірити їх життєздатність у процесі функціонування літературної мови. Творець білоруської граматики сподівався, що узус, який згодом стане єдиною нормою, кристалізується під час мовної практики.
Розширення сфер застосування білоруського альфабету призвело до актуалізації питань подальшої стандартизації правопису, що проявилося в 20-х роках у працях першого Йосипа Лесика. У 1926 році в Мінську відбулася представницька міжнародна академічна конференція з питань реформи білоруського правопису та альфабету, яка виявила невирішені питання, визначила можливі шляхи їх вирішення, але не прийняла жодних документів про кодифікацію. Восени 1927 р. була створена Ортографічна комісія у складі академіків Степана Некрашевича (голова), Язепа Льосіка, Вацлава Ластовського, Яна Луцевича (Янка Купала), доцента БДУ Анатолія Богдановича (секретаря), доктора наук Петра Бузуку, дослідників Інбілкульта Янка Бєлькевича та Владислава Чаржинського.
У 1929 р. з приходом до влади Сталіна в СРСР і згодом згортанням політики білорусизації Народний комісар БССР звільнив Степана Некрашевича з посади віце-президента Білоруської академії наук одночасно правописна комісія була розпущена. Однак, незважаючи на несприятливу політичну ситуацію, результати її діяльності були опубліковані в 1930 році. Цей проєкт в основному продовжував і розвивав правопис Тарашкевича.

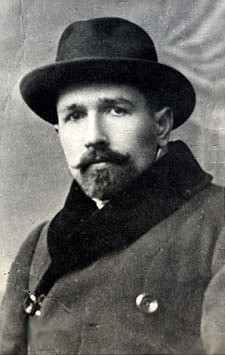
Степан Некрашевич

Робота над проєктом проходила у вкрай політизованій атмосфері ескалації зросійщуваних тенденцій, боротьби з «націонал-демократами», сталінських репресій та жорстокої колективізації, проєкт виявився вкрай суперечливим та багатовекторним. Таким чином, разом із змінами, спрямованими на очевидне наближення білоруської мови до російської, існували діаметрально протилежні речі. Незважаючи на помітний зросійщених ухил академічного проєкту 1933 р., він не задовольнив радянське керівництво через занадто велику толерантність у наближенні білоруської мови до російської мови. Крім того, новий етап у боротьбі з білоруським націоналізмом поставила стаття «Под фальшиво-национальным флагом», опублікована 3 лютого 1933 року в московській газеті «Правда». Спеціальний кореспондент видання А. Давидюк сказав із Мінська:
|  | Мова йде про активізацію буржуазних націоналістів у Білорусі, про політичний характер їх виступів, що відображають опір пролетарської держави загиблим куркулям. |

Відразу після цієї публікації Академічний проєкт був поспішно розглянутий і обговорений у Наркоматі освіти під керівництвом новопризначеного (замість репресованого) наркома Олександра Чернушевича, педінститутом, різними радянськими та партійними організаціями. У результаті до документа були чітко додані пропозиції щодо зросійщення, які мала засвідчити лояльність, «правильну ідеологічну спрямованість» як творців, так і дискутантів Проєкту. Але, незважаючи на це, документ був повністю переглянутий.
5 травня ЦК Комуністичної партії Білорусі створило спеціальну «Політичну комісію для перегляду російсько-білоруського словника та нових правил написання білоруської мови». Примітно, що жоден мовознавець не входив до складу комісії, а членами її були переважно політики.
До 21 липня Бюро ЦК КП(б)Б видало постанову, у якій зазначено, що робота над проєктом реформи завершена: «Погодьтеся з пропозицією товариша Чернушевича направити проєкти нового білоруського правопису на розгляд культпропа ЦК УсеКП(б)». 26 серпня документ був затверджений Наркоматом БРСР, а 27 серпня — Білоруським ЦК. Таким чином, прийняття проєкту відбувалося за замовленням без попередньої публікації та громадського обговорення.
Резолюція мала назву — «Про зміни та спрощення білоруського правопису», але насправді ортографічні зміни не принесли спрощення. Деякі правила, запроваджені реформою, пропонувалося змінити в наступних правописних проєктах (1939 і 1951 рр.), і це було зроблено майже негайно в результаті зміни політичного режиму — для «розвінчання культу особистости» (1956 р.).
Документ прийняв усі пропозиції Академічного проєкту 1933 р., який передбачав зближення з російською мовою. У той же час технічна підготовка відповідної частини документа набагато краща за новостворені розділи, які містять багато суперечностей, фактичних та методологічних помилок та упущень.
Реформа правопису 1933 р. вплинула не тільки на фонетичні та морфологічні особливості, а й на словниковий запас білоруської мови. Наприклад, якщо дореформений «російсько-білоруський словник» Степана Некрашевича і Миколи Байкова для перекладу російського слова «государство» пропонували синоніми «дзяржава», «гаспадарства», «панства», пореформений словник Олександровича — лише «дзяржава», те саме перекладене слово і російське «держава», еквівалентне російському «город» в першому словнику були «места», «горад», а в другому — лише «горад»). У цьому ж словнику є такі притаманні білоруській мові прикметникові форми, як «забыўчывы», «неўстрашымы», «брадзячы». За наказом більшовиків російсько-білоруський словник 1953 року також був зросійщений. До білоруських слів додавали російські синоніми, часто ставлячи їх на перше місце: рос. батрак — біл. батрак, парабак; большак — гасцінец, бальшак; поезд — поезд, цягнік; минута — мінута, хвіліна. Ще далі пішов словник 1982 р., який рекомендував вживати поряд із словами «вавёрка», «бусак» також «белка», «багор» тощо. Подібна практика була продовжена в наступному «Російсько-білоруському словнику» в 1953 р., коли на перше місце ставилася калька з російської мови, а за нею, як правило, слідувало оригінальне білоруське слово.
Загалом радянська влада наказала знищити рукописи попередньо підготовлених академічних словників, включаючи багатотомний Словник живої білоруської мови, двотомні російсько-білоруські та білорусько-російські словники, польсько-білоруський та білорусько-польський, есперанто-білоруський та білорусько-есперанто, та латиська-білоруський, історичні та ортографічні.

Недобросовісність реформаторів, а також їхня риторика того часу добре видно з наступної цитати:
|  | Багато націонал-демократів постраждало від "окання" на словах іноземного походження. Такі слова, як «кааперацыя, калгас, трактар» та інші були написані через «о», мотивуючи це правило тим, що слово «калгас, кааперацыя» та інші не прийняті в білоруській мові, не ввійшли в ужиток. Те, що слова «калгас» і подібні до них чужі і ворожі, зрозуміло, як і буржуазна «апрацоўка» ортографії «стовпами лінгвістики» націонал-демократів. З огляду на процес засвоєння широкими робочими масами слів іноземного походження, ми зобов'язані передавати ці слова відповідно до їх вимовою, тобто через «акання», яке в рішенні ВНС про зміну ортографії і проводилося. Інтернаціонально-революційні слова, слова, які народилися в результаті пролетарської революції і які у всіх мовах всесвіту були розширені вимовою до «о», і в нашому новому написанні революційна якість зберігається. Слова «комуна» ... [далі — фактично цитата з Додатків до Постанови 1933 р про які див. нижче] — в нашому випадку теж пишуться через "о", тобто їх першоджерело зберігається в корені, і, таким чином, мова піднімається на новий, більш високий рівень розвитку шляхом пролетарського інтернаціоналізму. |

Через три місяці після прийняття першої резолюції «правопису» 3 грудня 1933 р. голова Наркомату БССР Микола Голадзед підписав нову постанову РНК «Додатки до постанови РНК БРСР „Про зміни та спрощення правопису білоруської мови“», який виправив помилки в серпневому документі. Цим закінчився перший етап реформи правопису 1933 року.

Вкрай непослідовність та зросійщенні цілі реформи були визнані офіційним радянським мовознавством очевидними ще за часів т. зв. «Хрущовської відлиги»:
|  | ... правило про передачу акання та якання залишалося невирішеним. Багато невиправданих винятків із цього правила не принесли бажаного полегшення при написанні іноземної лексики, правило написання складних слів було дуже складним і невпорядкованим. Правило про перехід від д і т у дз’ і ц’ спричинило труднощі та ортографічні відмінності. Правила написання імен, прізвищ та географічних назв були плутаними та суперечливими Однак, незважаючи на недоліки, рішенням РНК БССР загалом виконало своє завдання ... ... Наблизьте білоруський правопис якомога ближче до російського. |

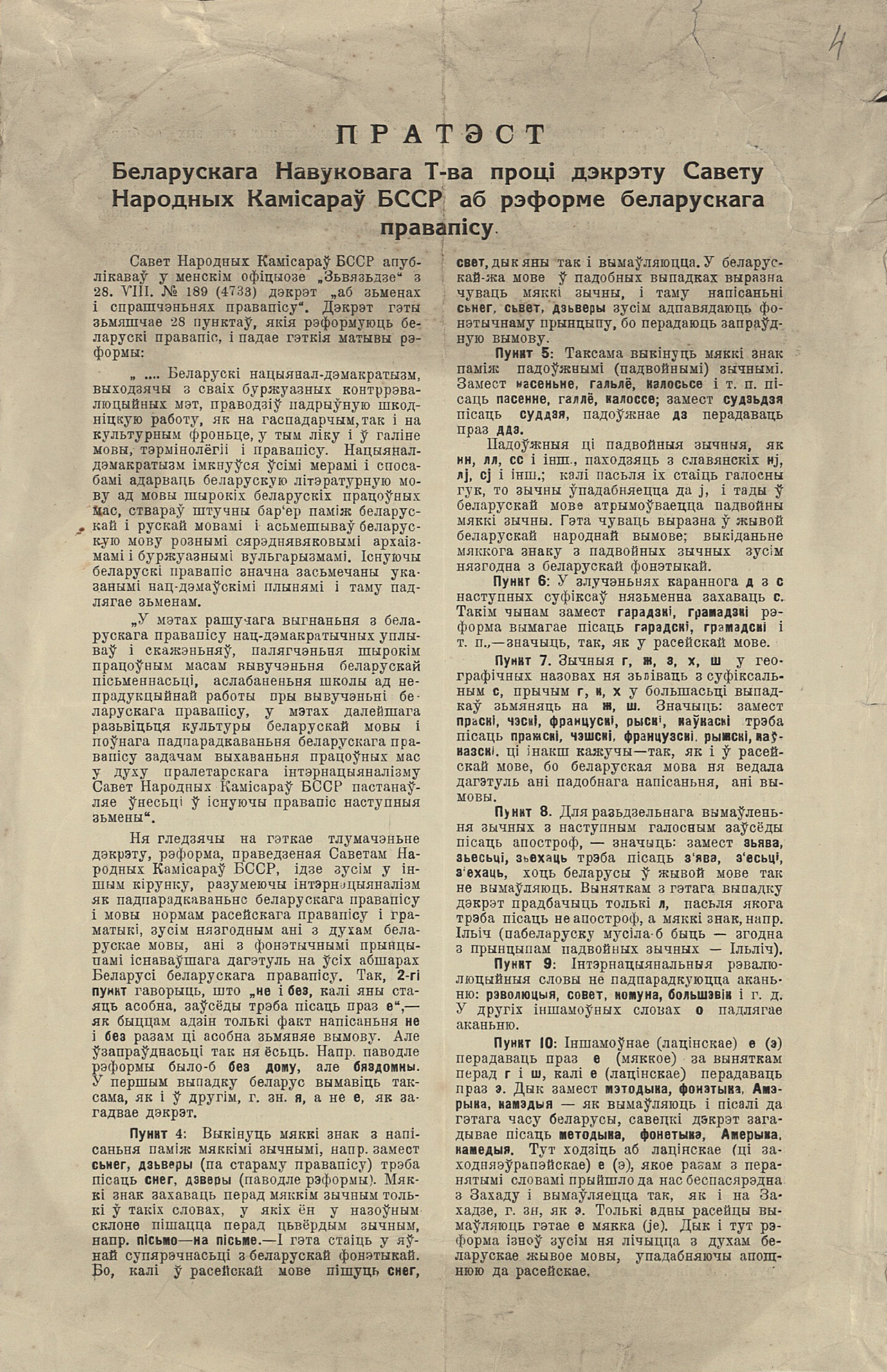
Перша сторінка протесту Білоруського наукового товариства у Вільно проти указу Наркомату про реформу білоруського правопису та подальшого ухвалення «наркомівки».

Білорусі за межами СРСР, насамперед захід Білорусі, а також білоруські центри в Латвії, Празі та Берліні, не прийняли змін, введених в білоруську мову. Зокрема, Білоруське наукове товариство у Вільно на своєму надзвичайному засіданні 31 жовтня 1933 р. прийняло резолюцію проти реформи, у якій відзначалося її зросійщенна спрямованість та слабке наукове підґрунтя.
Основним наслідком реформи стала поява двох правописів (норм) білоруської мови, один з яких — наркомівка — почав офіційно застосовуватися в Радянському Союзі, а інший — традиційний класичний правопис — продовжував використовується білорусами за межами СРСР. Створення наркомівки розглядається як один із заходів політики зросійщення Білорусі, яка здійснювалася у двох основних напрямках: по-перше, безперервне зросійщення білоруської мови і, по-друге, систематичне витіснення цієї зросійщеної мови та її заміна російською мовою.
Після реформи 1933 року класичний правопис продовжував застосовуватися, розвиватися та вдосконалюватися за межами СРСР, а також у Білорусі під час Другої світової війни. За даними газети «Biełarus», жодне білоруськомовне видання, яке вийшло за межі СРСР, не використовувало наркомівку. У 1942 р. в Мінську відбулася лінгвістична конференція, результатом якої став новий правописний збірник Антона Льосіка «Biełaruski pravapis», виданий латиницею в 1943 р. і трохи пізніше того ж року — кирилицею: «Беларускі правапіс».
Новий етап у розвитку білоруського класичного правопису розпочався в середині 1940-х років, пов'язаний із появою білоруської політичної еміграції. Лінгвістичні дискусії проводились під час наукових зустрічей у Білоруському інституті науки та мистецтва в Нью-Йорку та Білоруській бібліотеці імені Франциска Скорини в Лондоні. Результати цих дискусій були опубліковані в періодичних виданнях (понад 100 назв). Крім того, проводилась велика лексикографічна робота. Такі люди, як Ян Станкевич та Антон Адамович, мали найбільший вплив на розвиток білоруського правопису за кордоном. У той же час, відкидаючи весь академічний розвиток після 1933 р. (який, однак, характеризувався нестабільністю офіційних норм і недостатньою послідовністю письмової практики), білоруська еміграційна громада залишила невирішеними питання, що виникли в 20-х роках XX століття.
Метою ухвалення наркомівки було зросійщення білоруської мови та витіснення класичного правопису білоруської мови Броніслава Тарашкевича, який видав білоруські граматики для шкіл 1918 року і таку ж граматику 1929 року. Наркомівна повністю відкинула ухвалені рішення Академічної конференції з реформи білоруського правопису та абетки 1926 року. Наркомівка зазнала критики через її прийняття в 1933 році Наркоматом БРСР згідно з проєктом Політичної комісії ЦК КП(б)Б в умовах жорстокого терору радянської влади без публічного та наукового обговорення що виявилося насправді штучним, неприродним та примусовим зближенням до російської мови. Створення наркомівки розглядається як один із заходів політики зросійщення Білорусі, яка здійснювалася у двох основних напрямках: по-перше, безперервне зросійщення білоруської мови і, по-друге, систематичне витіснення цієї зросійщеної мови та її заміна російською мовою.
У ході репресій багато представників інтелігенції, культурного і творчої еліти, заможні селяни були розстріляні, заслані в Сибір і Середню Азію. З 540—570 літераторів, які друкуються в Білорусі в 1920-1930-х роках було репресовано не менше 440—460 (80 %), а якщо враховувати авторів, вимушених покинути батьківщину, то репресій зазнали не менше 500 (90 %), чверть від усієї кількості літераторів (2000), репресованих в СРСР. Кількість які пройшли через табори оцінюється приблизно в 600—700 тис. людей, розстріляних — не менше 300 тис. людей. Певну частину репресованих складали поляки з ліквідованого у 1938 році Дзержинського польського національного району, які були депортовані в Казахстан і Сибір.

### БРСР у роки Другої світової війни (вересень 1939—1945рр.)

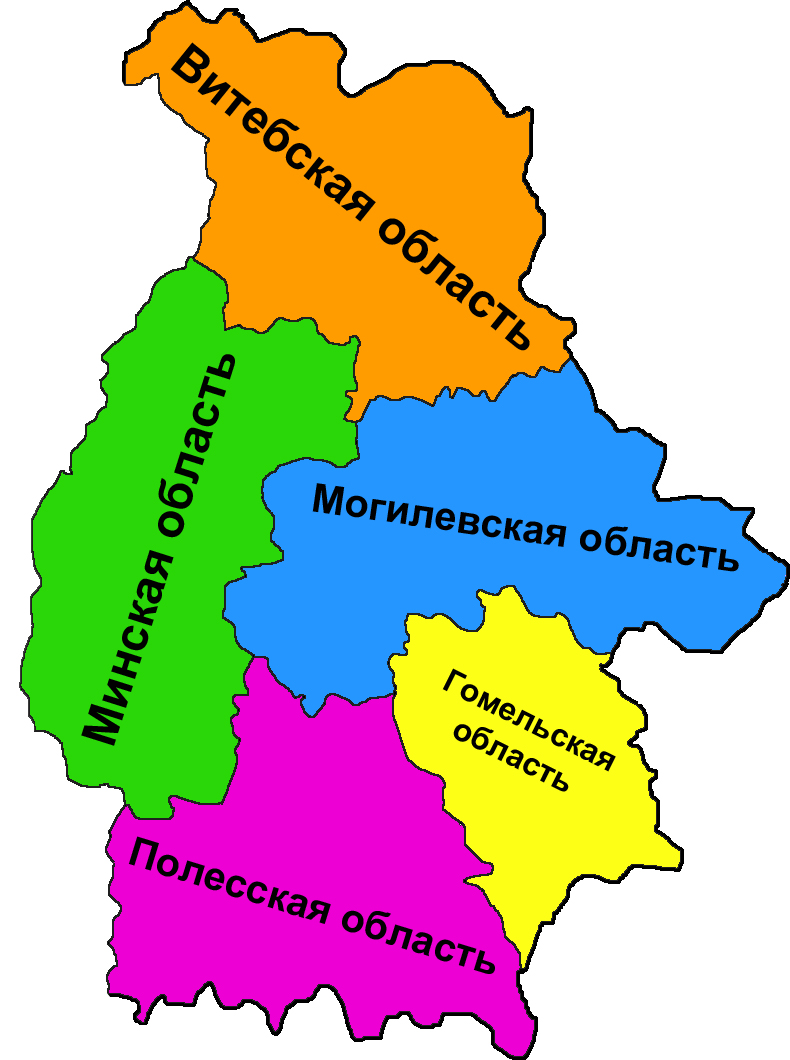
Білоруська РСР станом на 1 вересня 1939 року

Друга світова війна (1939—1945) почалася в Білорусі 1 вересня 1939 р., коли німецькі війська напали на Польську Республіку, до якої входив захід Білорусі. З першого дня війни білоруси брали участь у боротьбі — в армії Другої Речі Посполитої. 17 вересня 1939 року в східну частину Польщі були введені радянські війська. Згідно з пактом Молотова — Ріббентропа, захід Білорусі був включений до складу СРСР і приєднаний до БРСР.
22 червня 1941 р. розпочалася війна між Німеччиною та СРСР. Не минуло і тижня після боїв, німецькі війська дійшли до Мінська і взяли його. Територія Білорусі була оголошена генеральним округом Білорутенія в складі Рейхскомісаріату Остланд. Частина території заходу Білорусі (так звана Білостоцька округа, що включає Білосток та Гродно) повинна була бути включена до складу німецької Східної Пруссії. У грудні 1943 р. було сформовано уряд Білоруської Центральної Ради, який виконував переважно дорадчі та каральні функції.
Партизанський рух, широко розгорнувся в Білорусі, що стало важливим чинником для німців тримати тут значний контингент і сприяв швидкому звільненню Білорусі. У 1944 році всього в партизанських загонах на території Білорусі налічувалося 373 942 особи.
Східні і південно-східні райони Білорусі були зайняті Червоною армією восени 1943 року, а вся республіка цілком — влітку 1944 року в ході операції «Багратіон».
На території Білорусі німецькими окупантами було створено 287 концентраційних таборів, в яких було знищено близько 1,7 млн чоловік цивільного населення і радянських військовополонених. З території Білорусі німцями на роботи в Німеччину було вивезено 399 374 людей.
Згідно з даними Меморіального комплексу Хатинь, всього німці провели в Білорусі більше 182 великих каральних операцій; населення районів, підозрюваних в підтримці партизанів, знищували, гнали в табори смерти або на примусові роботи до Німеччини. З 9857 населених пунктів, зруйнованих і спалених німецькими окупантами і колабораціоністами в Білорусі, понад 5460 були знищені разом з усім або з частиною населення. Згідно з іншими даними, кількість знищених населених пунктів в ході каральних операцій — 628.
Деякі історики вважають, що мало місце проведення каральних операцій проти мирних жителів радянськими партизанами.

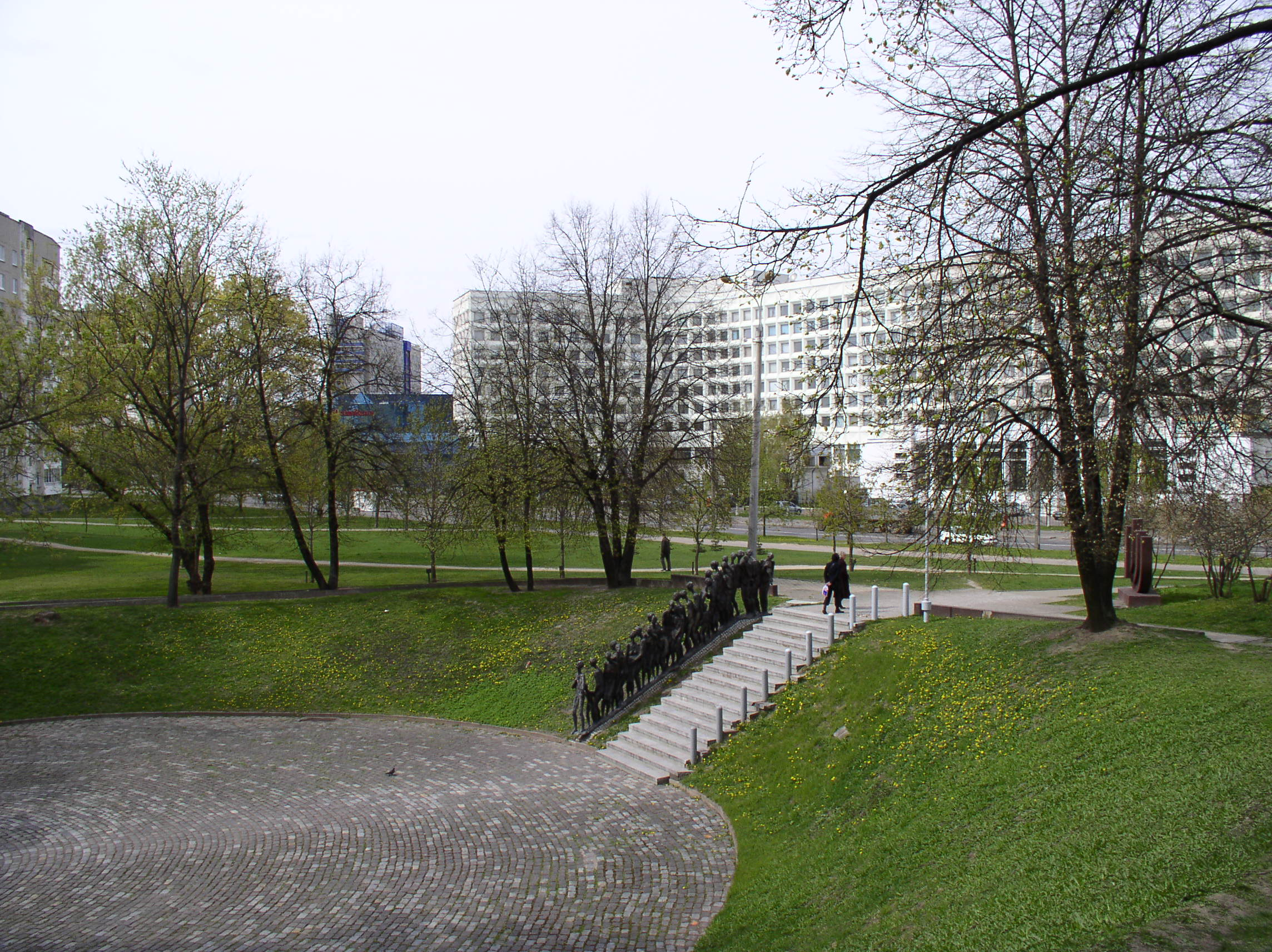
Меморіал Яма в Мінську — пам'ятник жертвам Голокосту

Кількість жертв Другої світової війни в Білорусі спірне і оцінюється різними дослідниками в діапазоні 2,5-3 млн осіб. У результаті Голокосту було знищено, за різними оцінками, від 400 до 840 тис. євреїв з майже мільйонної їх довоєнної чисельности. За підрахунками Е. Г. Іоффе, на території Білорусі, включаючи Білостоцьку область, за роки Другої світової війни загинуло 946 тис. євреїв, з них 898 тис. безпосередньо в результаті «остаточного вирішення єврейського питання» і 48 тис. — на фронтах). У Бресті, наприклад, з 25 000 євреїв у 1941 році, до 1945 року залишилося в живих лише 186 осіб.
Після закінчення війни на території Білорусі ще кілька років діяли антирадянські партизанські групи. З деякими з них намагалися встановити зв'язок західні спецслужби. Загони НКВС влаштовували каральні операції проти антирадянського підпілля.

### БРСР в 1945— 1991рр.
У 1945 році, після закінчення Другої світової війни, БРСР була засновником і увійшла до складу Організації Об'єднаних Націй. 26 червня 1945 року Кузьма Кисельов на чолі делегації Білоруської РСР підписав Статут ООН, який був ратифікований Президією Верховної Ради БРСР 30 серпня 1945 року. У листопаді — грудні 1945 року білоруська делегація взяла участь в роботі Підготовчої комісії Генеральної Асамблеї Об'єднаних Націй в Лондоні, на якій глава делегації Білоруської РСР Кисельов був обраний віце-головою четвертого комітету.
У серпні 1945 року була встановлена нова межа між БРСР і Польською Народною Республікою. Білостоцька область і 3 райони Берестейської області відходили ПНР.
Під час німецької окупації шкільні будівлі, а також обладнання були знищені. Ремонтом та будівництвом шкіл займалися будівельники, вчителі, батьки учнів, військовослужбовці. Це дозволило вже в 1945/46 навчальному році ввести в дію 80 % від довоєнної кількости шкіл. У 1950/51 навчальному році кількість учнів було меншим, ніж в довоєнні роки. Це результат великих втрат в роки війни. Щоб залучити до навчання дітей, які в зв'язку з війною не відвідували школу, в початкові класи приймали дітей до 15-річного віку, а в перший і другий класи — одинадцятилітніх.
У перший навчальний рік в відновлених школах працювало лише близько половини вчителів в порівнянні з довоєнним періодом. У школи на роботу направлялися демобілізовані з армії колишні вчителі. У результаті вже в 1946 році кількість вчителів склало 80 % від довоєнного відсотка.
У 1950 р. Кількість білорусів у містах Білорусі перевищила частку інших етнічних груп (росіян, поляків та євреїв). Хрущовська відлига була суперечливим періодом для Білорусі — з одного боку, тисячі політичних в'язнів, в тому числі та відомі представники білоруської культури, повернулися з таборів, але водночас посилився тиск на білоруське національне життя, білоруська школа була поступово ліквідована. Активно проводилася політика зросійщення Білорусі, яку трохи пізніше, в 1959 році, Хрущов проголосив під час свого візиту до Мінська програмною лінією КПРС. Але громадська атмосфера після XX з'їзду КПРС допомогла скласти думку, що певних змін можна досягти шляхом відкритих та публічних апеляцій. До 70-х років республіка стала розвиненим економічним регіоном СРСР. З урбанізацією та зростанням промисловости процес асиміляції білорусів посилився. Державна політика освіти сприяла цьому процесу, як і збільшення тиражів російськомовних видань, і в переважній більшості шкіл російська мова стала основною мовою викладання.
У 1959 році у Вітебську при земляних роботах на площі Свободи була знайдена перша в Білорусі берестяна грамота, що датується межею XIII і XIV століть.

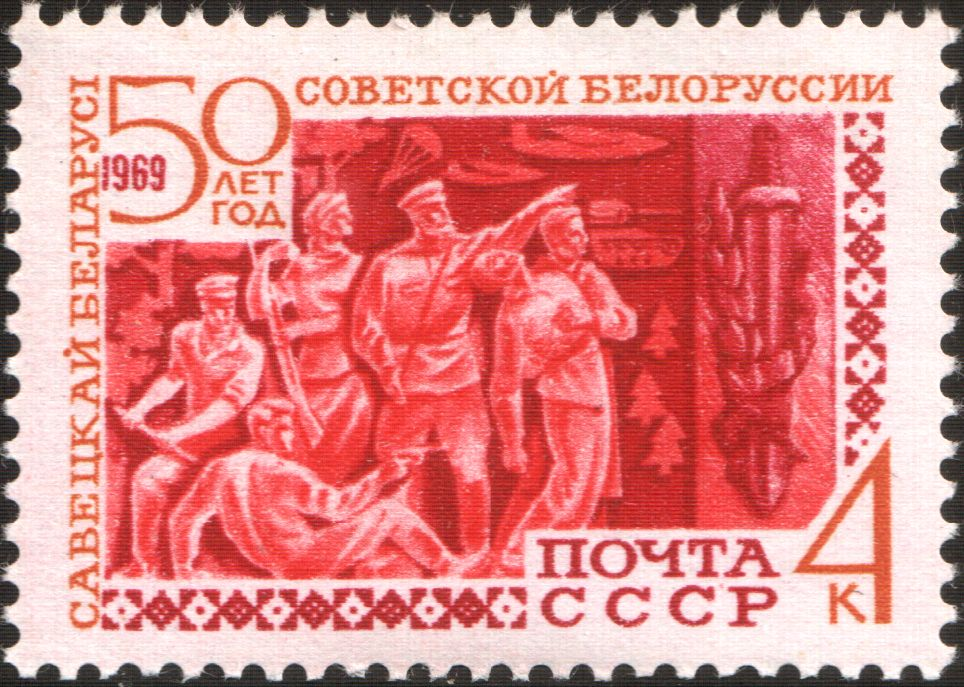
50 років Радянській Білорусі — радянська поштова марка, 1969

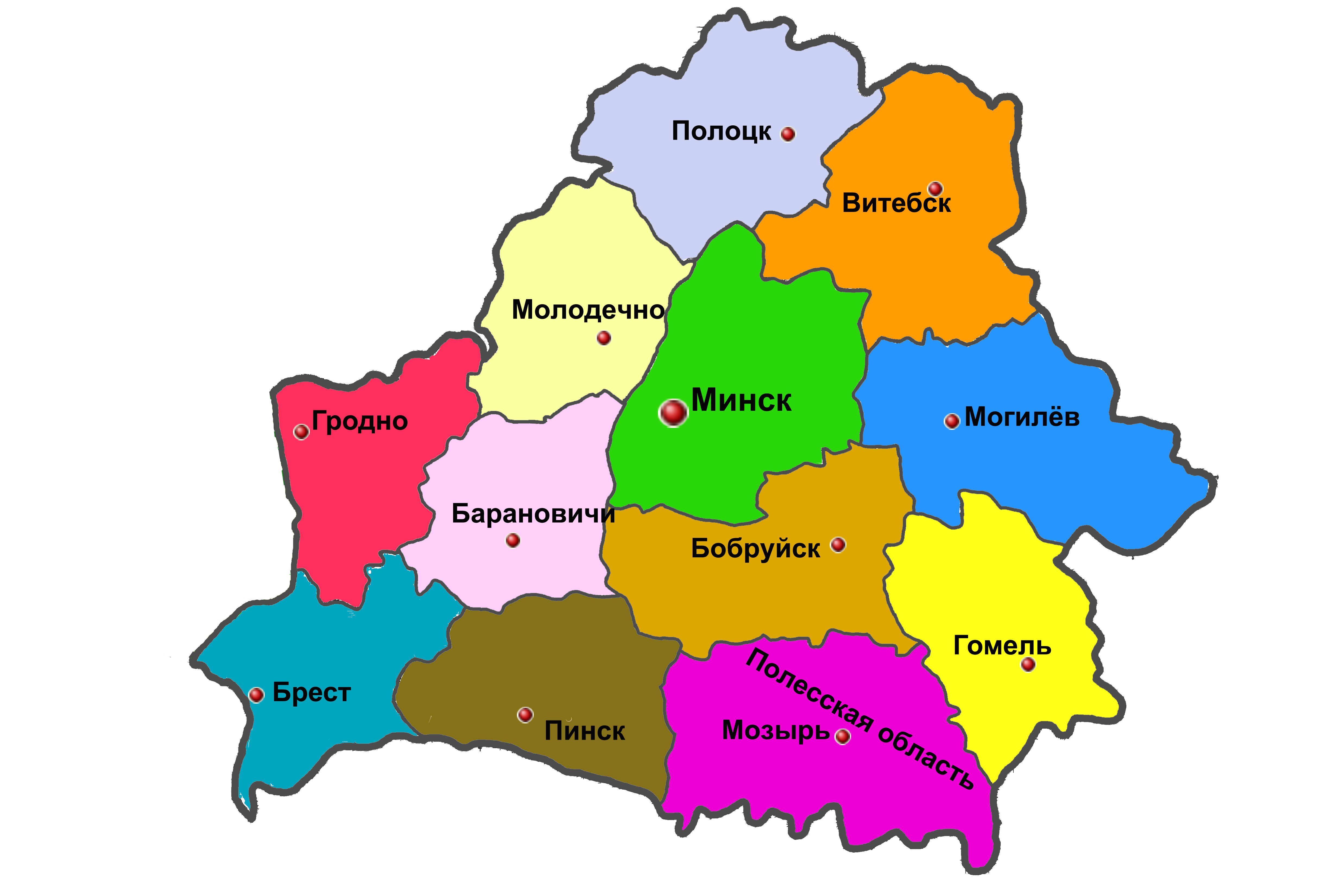
Адміністративний поділ БРСР в 1946—1954 роки

У перші повоєнні роки БРСР продовжувала розвиватися по сталінської моделі соціалістичного суспільства. У західних областях була завершена колективізація. У 1947—1948 за публікації в журналі «Science» і за відкритий виступ проти поглядів Т. Лисенка був спочатку зміщений з посади президента АН БРСР, а потім і вигнаний з неї генетик А. Жебрак. У 1949 році на честь 70-річчя Й. Сталіна ЦК КП (б) Б направив прохання секретарю ЦК ВКП (б) Г. Малєнкова, зокрема, з пропозиціями перейменувати місто Бобруйськ в Сталінськ, а також привласнити Мінському тракторному заводу ім'я Сталіна.
У 1950-1970-ті роки швидкими темпами йшло подальший розвиток країни. Економіка БРСР була ключовою частиною народногосподарського комплексу СРСР, Білорусь називали «складальним цехом» радянської економіки. Найбільш активно розвивалися машинобудування і хімічна промисловість (Солігорські калійні комбінати, нафтопереробні заводи в Новополоцьку і Мозирі, «Білшина»).
У результаті прискореного промислового розвитку країни отримали значний розвиток процеси урбанізації, пов'язані з необхідністю забезпечити промислові підприємства робочою силою, в тому числі і висококваліфікованої.
На території БРСР розміщувався Білоруський військовий округ, одна з найбільш великих і боєздатних угруповань Радянської армії. Більше 32 тис. білорусів воювали в складі радянського контингенту в Афганістані. Загинула майже тисяча білорусів, ще стільки ж повернулося додому інвалідами.
Політичні процеси, репресії та економічна неспроможність кінця 1980-х — початку 1990-х років привели до розпаду СРСР. На суспільно-політичне життя БРСР під час перебудови найбільший вплив зробили 2 події — аварія на ЧАЕС і величезний резонанс в суспільстві виявлення місць масових розстрілів в Куропатах під Мінськом.
15 грудня 1986 р. група творчої інтелігенції Білорусі (28 осіб, у тому числі В. Биков, Н. Гілевич, Р. Барадулін) направила листа Генеральному секретарю ЦК КПРС Михайлу Горбачову з пропозиціями щодо вдосконалення національної мова в республіці. У червні 1987 року представники білоруської інтелігенції (134 особи) надіслали Горбачову новий лист про ситуацію з білоруською мовою та культурою. Питання національного відродження набули політичного значення в діяльності Білоруського народного фронту «Відродження» (БНФ), Товариства білоруської мови імені Франциска Скорини та інших організацій та об'єднань.

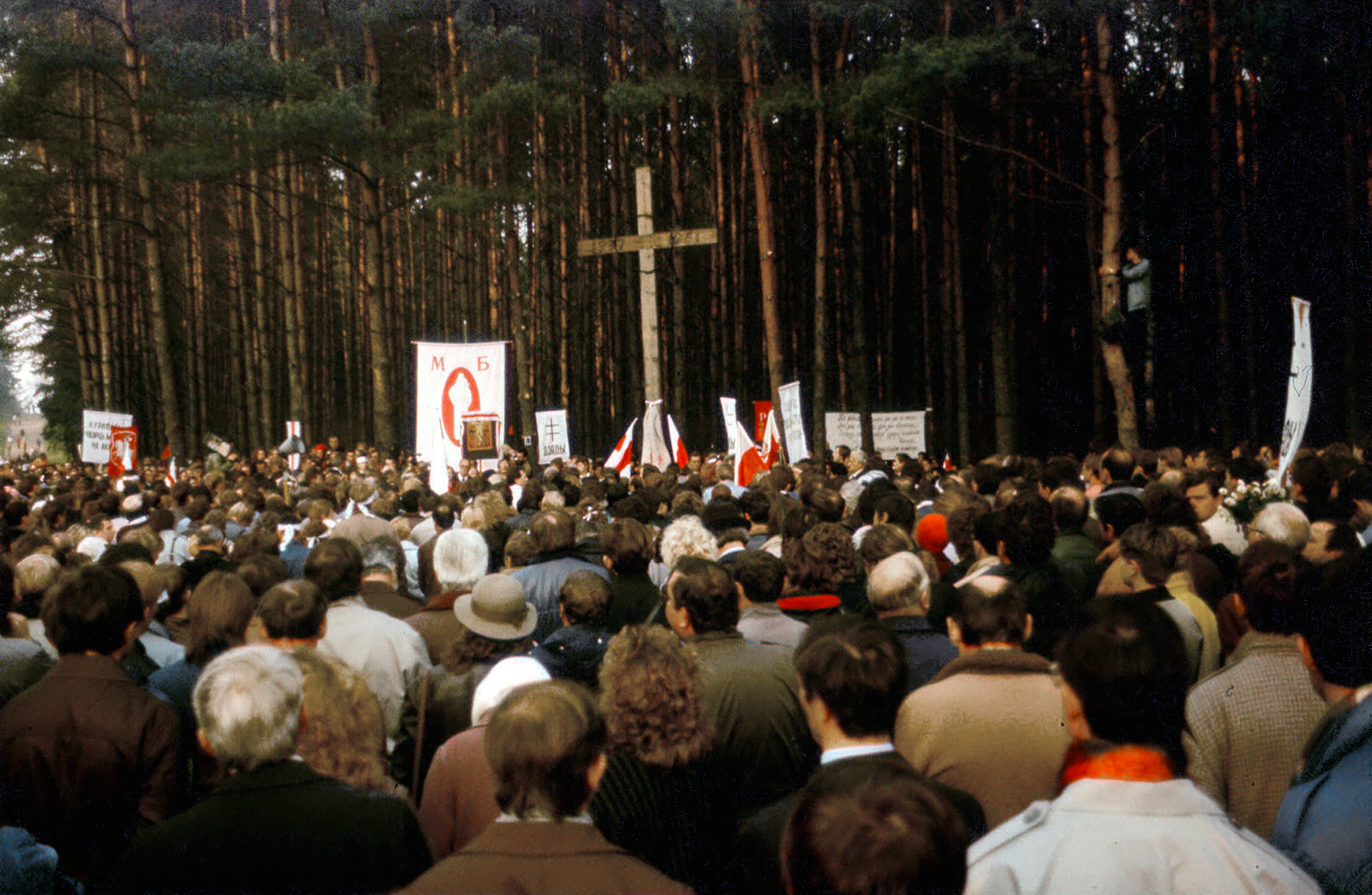
Мітинг в Куропатах, Діди 1989

Виявлення місць масових розстрілів в Куропатах стало для БНФ приводом для початку антирадянських акцій протесту. Перший мітинг, проведений 30 жовтня 1988 року, був розігнаний міліцією із застосуванням сльозогінного газу.
24-25 червня 1989 року в Литві був проведений з'їзд БНФ. На ньому було затверджено програму партії. У Мінську було проведено акції протесту. На мітингу 19 лютого 1989 року, який зібрав 40 тис. осіб, було оголошено про намір відновити символіку Білоруської Народної Республіки (1918—1919) — біло-червоно-білий прапор і герб «Погоня». Однак вибори до Верховної ради Білорусі закінчилися для БНФ невдало. Після них був проведений новий мітинг, який зібрав близько 100 тис. Чоловік. Потім БНФ провело ряд численних демонстрацій на площі Леніна.

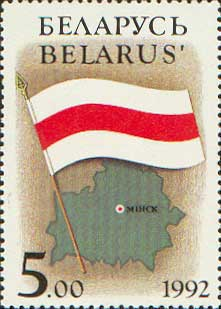
Прапор Білорусі на почтовій марці 1992 року

Під тиском БНФ, 27 липня 1990 року Верховна Рада БРСР прийняла Декларацію про державний суверенітет. Рішення про підготовку Декларації було схвалено 18 червня 1990 під впливом Декларації про державний суверенітет РРФСР 12 червня. Проєкт декларації був представлений 23 липня і знаходився на затвердження за статтями і окремим формулюванням. У результаті 27 липня за прийняття Декларації цілком проголосувало 229 депутатів з 232 зареєстрованих (три не голосували).

### Республіка Білорусь (1991— поч. XXIст.)

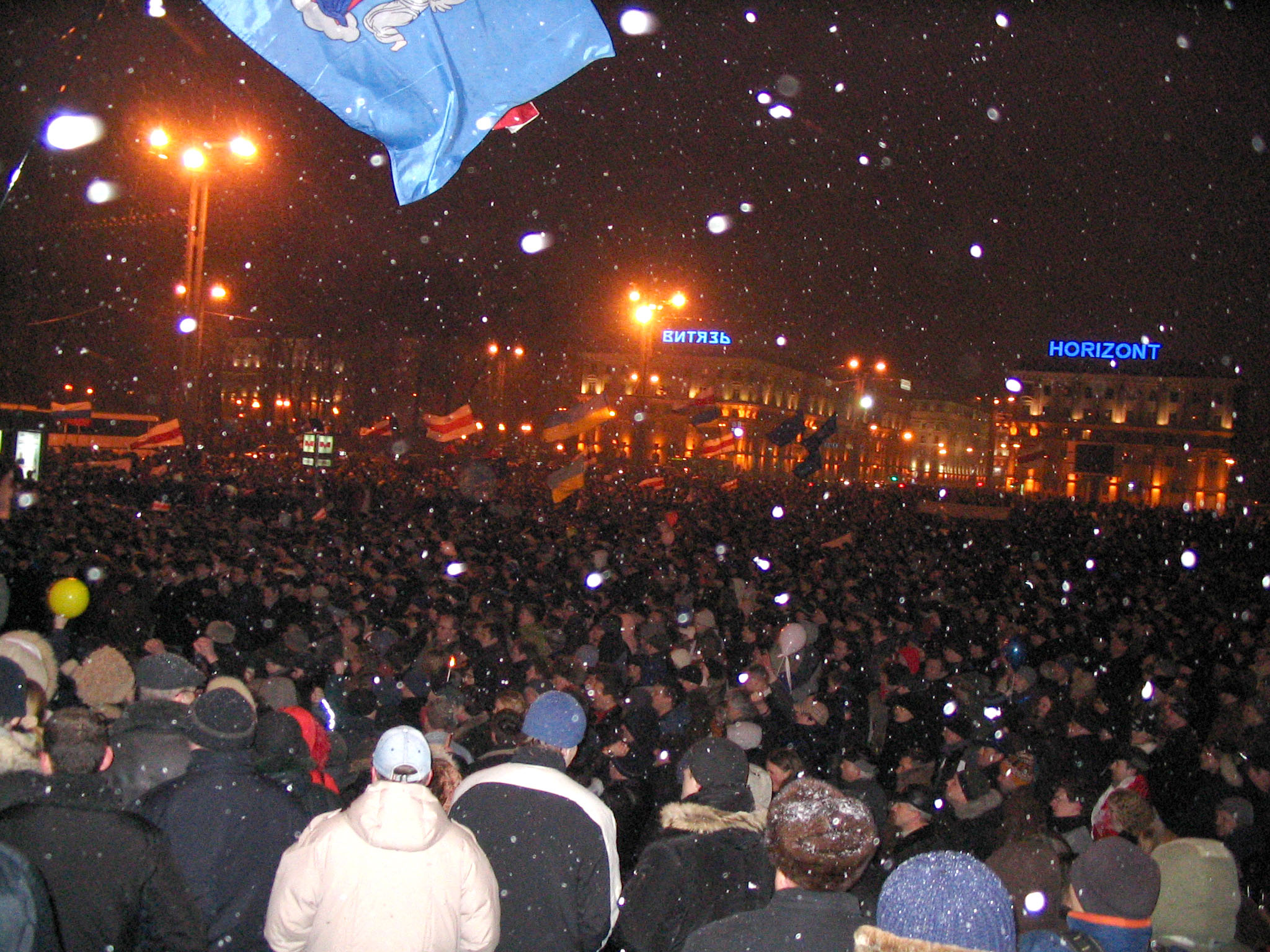
«Джинсова революція» в Мінську, 19 березня 2006 р.

Після подій серпневого путчу 1991 року п'ята позачергова сесія Верховної Ради БРСР 24-25 серпня 1991 року ухвалила 25 серпня рішення про надання «Декларації про державний суверенітет» статусу конституційного закону і постанову «Про забезпечення політичної та економічної самостійності Білоруського РСР». У той же день були також прийняті постанови про забезпечення політичної і економічної самостійности республіки і про припинення діяльності КПБ. 19 вересня 1991 року Білоруська Радянська Соціалістична Республіка була перейменована в Республіку Білорусь, були повернуті державний герб «Погоня» і державний біло-червоно-білий прапор, а пізніше — нова Конституція і паспорт громадянина Республіки Білорусь.

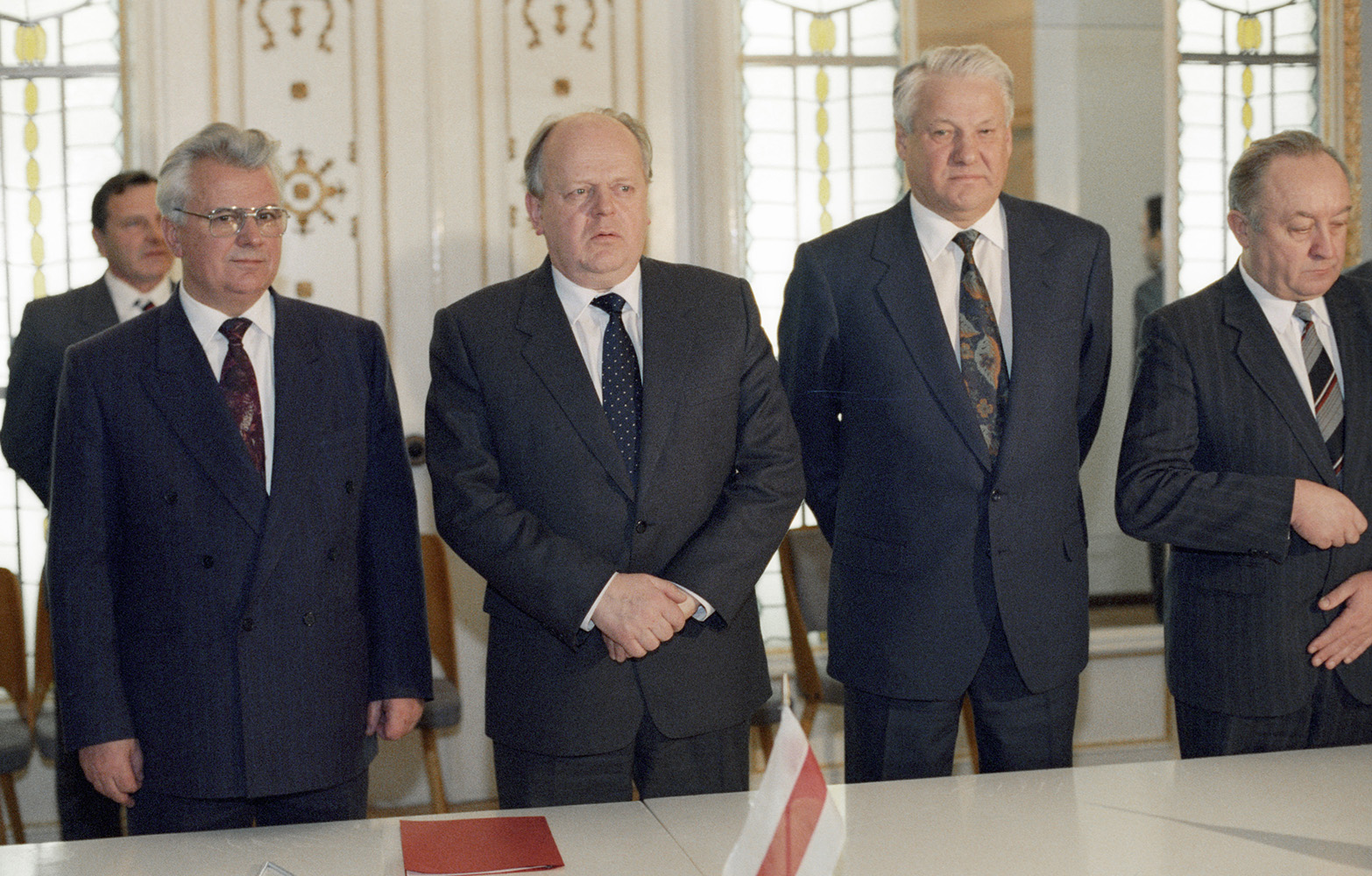
Леонід Кравчук (ліворуч), Станіслав Шушкевич (в центрі) і Борис Єльцин (другий праворуч) після підписання Біловезьких угод

8 грудня 1991 року в результаті Біловезьких угод Республіка Білорусь вирішила денонсувати Договір про утворення СРСР та створити разом з Росією й Україною — Співдружность Незалежних Держав (Верховна Рада України не ратифікувала угоду про утворення СНД на відміну від Верховної Ради Республіки Білорусь, тобто Україна ніколи не була членом СНД, а її асоційоване членство припинилось у 2018 році). Верховна Рада Республіки Білорусь ратифікував угоду про утворення СНД і денонсував Союзний договір 1922 року вже 10 грудня 1991 р..
Посилення проросійських настроїв у правлячих колах Білорусі відзначається з осені 1993 р., що знайшло своє відображення в роботі Конституційної комісії: більшість її членів закликали згадати джерела білоруської державности — не лише Велике князівство Литовське і Білоруську Народну Республіку, а й Білоруську Радянську Соціалістичну Республіку в тексті Конституції Республіки Білорусь. Це рішення підтримала більшість депутатів.
Загалом, у 1991—1994 рр. Білорусь була єдиною країною в колишніх радянських республіках, де національні політичні сили не були представлені в міністерствах та структурах місцевої виконавчої влади — фактично не мали доступу до реального управління державою. Однак повне відновлення мовної та культурної політики зросійщення Білорусі відбулося лише після того, як Лукашенко почав встановлювати авторитарний режим, що збігся з інтересами російської влади, яка відродила імперську ідею, та Олександр Лукашенко, який сподівався замінити свого колегу президента РФ Бориса Єльцина через долучення Білорусі до Росії. У 1995 році він провів референдум, який суперечив Конституції Білорусі та чинному законодавству, був відзначений порушеннями закону та фальсифікацією результатів голосування. За підсумками референдуму Лукашенко позбавив білоруські національні символи біло-червоно-білий прапор і герб «Погоня» статусу офіційних державних символів Республіки Білорусь та надав державний статус російській мові.
Починаючи із 1990-х років триває процес інтеграції Білорусі до складу Росії шляхом існування «Союзної Держави» зі спільною грошовою одиницею, спільним урядом і спільними кордонами. Однак президент Олександр Лукашенко саботував ці рішення. Він намагався лавірувати між Росією та Заходом. Договір про створення Союзної держави Росії і Білорусі підписаний 8 грудня 1999 В Москві. Договір набув чинности 26 січня 2000 після обміну ратифікаційними грамотами між в.о. президента РФ Володимиром Путіним і президентом РБ Олександром Лукашенком. Його підписання стало продовженням розвитку інтеграційних процесів, закладених Договором про дружбу, добросусідство та співробітництво від 21 лютого 1995, Договором про утворення Співтовариства Росії і Білорусі від 2 квітня 1996 та Договором про Союз Білорусі і Росії від 2 квітня 1997. Спільне свято — День єднання народів Білорусі та Росії (відзначається з 2 квітня 1997 року). Переговори між сторонами супроводжувалися гарячими протестами білоруської опозиції і національно орієнтованих активістів, які придушувалися владою за допомогою внутрішніх військ.
В кінці березня 1997 року російський політичний діяч Григорій Явлінський розкритикував Олександра Лукашенка за силове придушення демонстрацій в Мінську проти утворення унії Білорусі і Росії:
|  | Президент Лукашенко насаджує тоталітарні антидемократичні методи. Він веде справу до придушення однієї частини білоруського народу іншою частиною білоруського народу. |

25 грудня 1998 в Москві Борис Єльцин і Олександр Лукашенко підписали Декларацію про подальше єднання Росії та Білорусі, Договір про рівні права громадян та Угоди про створення рівних умов суб'єктам господарювання.
Проте характер політичного утворення залишався невизначеним. Під тиском власних політичних опонентів, які виступали за возз'єднання двох держав, і білоруського президента Олександра Лукашенко, який прагнув прив'язати свою надмірно слабку економіку до сильнішої російської, тоді президент Росії Борис Єльцин ініціював створення Союзу в з метою гармонізації політичних та економічних відмінностей між двома націями. На думку деяких спостерігачів, наміром Лукашенко було також здобути велику владу, ставши президентом майбутньої російсько-білоруської федерації після смерті Єльцина через його низьку популярність за весь час. Однак після відставки Єльцина у 2000 році Володимира Путіна було обрано наступником президента Росії, що змусило Лукашенко скасувати свої плани та утримати рівновагу між незалежністю Білорусі та посиленням тиску Путіна на подальшу інтеграцію між двома країнами в Союзна Держава.
Договір про створення союзної держави Росії та Білорусі був підписаний 8 грудня 1999 року. Намір полягав у створенні такої федерації, як Радянський Союз, із загальним керівником держави, законодавчим органом, прапором, гербом, гімном, конституцією, армією, громадянством та валютою. Союз був ратифікований Державною Думою Росії 22 грудня 1999 р. Та Національними зборами Білорусі 26 січня 2000 р. На останню дату Договір та Союз набрали чинності.
Тоді президент Казахстану Нурсултан Назарбаєв висунув подібну пропозицію в 1994 році, передбачаючи заснування Євразійського союзу, але ця пропозиція була прийнята лише 29 травня 2014 року з утворенням Євразійського економічного союзу.

29 грудня 1995 р. Лукашенко видав наказ № 259 «Про дотримання норм і указів президента», згідно з яким «з метою забезпечення політичної та економічної стабільности посадові особи Ради міністрів і інших державних установ повинні забезпечити беззастережне дотримання норм і указів президента до внесення поправок до відповідних законодавчих актів». 10 січня 1996 р. Президент направив до Верховної Ради законопроєкт «Про внесення змін і доповнень до Конституції». Однак бажання змінити Основний закон не знайшло підтримки в парламенті і законопроєкт було відхилено. 8 серпня Лукашенко направив до Верховної Ради ініціативу провести другий загальнонаціональний референдум.
|                                                                      |  |  |
| Прапор БРСР (зліва) і його модифікація для режиму Лукашенка (справа) |  |  |

|                                                                    |  |  |
| Герб БРСР (зліва) і його модифікація для режиму Лукашенка (справа) |  |  |

4 листопада 1996 р. Конституційний Суд Республіки Білорусь, усі рішення якого є обов'язковими до виконання законом і не підлягають перегляду, постановив, що стаття 78 Конституції Республіки Білорусь є суперечливою. Тоді закон у країні не передбачав процедури внесення змін та доповнень до Конституції шляхом референдуму. Це право було надано виключно Верховній Раді. Після цього Верховна Рада прийняла чергову постанову про винесення на обов'язковий референдум лише двох питань — перенесення Дня Незалежности та виборів голів місцевих адміністрацій. Незважаючи на рішення Конституційного Суду, Олександр Лукашенко, порушуючи Конституцію Республіки Білорусь та Закон «Про народне голосування (референдум) в Республіці Білорусь», видав указ № 455 від 5 листопада 1996 р., у якому він сам визначив порядок набрання чинности рішеннями республіканських референдумів про внесення змін і доповнень до Конституції, а 7 листопада видано Указ № 459 «Про забезпечення конституційного права громадян брати участь у референдумі», згідно з яким характер референдуму визначався як обов'язковий, а його рішення остаточними.
11 листопада 1996 року голова ЦВК Віктор Гончар заявив, що комісія не буде виконувати указ президента від 7 листопада і проведе референдум з питань, пов'язаних з новими версіями конституційних проєктів. У результаті Віктора Ганчара звільнили.
17 листопада 1996 року Верховна Рада почала імпічмент президенту, а прем'єр-міністру Михайло Чигір разом з трьома іншими членами уряду подав у відставку. Прихильники президента з фракції «Згода» 20 листопада в парламент не з'явилися. Цього дня повинен був бути обговорено і поставлений на голосування питання про імпічмент президенту. Відсутність на засіданні депутатів від пропрезидентської фракції призвело до відсутности передбаченого Конституцією кворуму — 2/3 парламенту. 21 листопада голова Держдуми Росії Геннадій Селезньов і прем'єр-міністр Віктор Черномирдін переконали голову Верховної Ради Білорусі Семена Шарецького піти на поступки. На наступний день після візиту російських «посередників» Олександр Лукашенко заявив по телебаченню, що в результаті домовлености з Семеном Шарецький була визнана законність референдуму, який на той момент вже проводився. У опозиції не було можливости донести свої погляди до громадськости. За підсумками референдуму 24 листопада 1996 р в якому взяли участь 84,2 % виборців, понад 70 % проголосували за прийняття президентських поправок до Конституції, майже 88 % підтримали пропозицію перенести День незалежности на 3 липня. 82,1 % були проти скасування смертної кари, а 84,7 % не хотіли вільного обігу землі.
Після референдуму більшість депутатів, навіть деякі з тих, хто був готовий підтримати імпічмент, перейшли до Національних зборів, створений на основі поправок до Конституції. Верховна Рада, в якій залишилося 85 парламентаріїв, не визнали легітимність референдуму і продовжив засідання. Але у Верховної ради не було кворуму, щоб рішення мали юридичну силу. Незабаром в будівлях Верховної Ради відключили електрику, опалення, телефонний зв'язок і воду нібито в зв'язку з ремонтом. Визнаний у світі єдиним легітимним національним представництвом Білорусі Верховна Рада на чолі з Семеном Шарецький, Станіславом Шушкевичем і Станіславом Богданкевич ніяк не вплинув на політичне життя в країні. Конституційний суд виявився в складній ситуації, поставивши під сумнів більшість рішень президента. Однак судді швидко змінили свої переконання, скасувавши попередні рішення і визнавши референдум відповідним до Конституції. Референдум, в результаті якого президент отримав майже абсолютну владу, привів до ізоляції країни в світі. Країни Західної Європи не визнали результатів, як і сформований Головою Національні збори. Ізоляція привела до подальшого зближення з Російською Федерацією. Білорусь почала розширювати контакти з Російською Федерацією, Союзною Республікою Югославією, Китаєм, В'єтнамом, Іраном і Іраком.
Фінансова криза, яка паралізувала життя в РФ в серпні 1998 року, також вразила Білорусь через тісні економічні зв'язки. У телевізійній промові 25 серпня 1998 р. Лукашенко звинуватив російських політиків у спробах впровадити західну модель політичного та економічного життя у своїй країні. Криза призвела до девальвації білоруського рубеля на 37 % у 1999 році.
20 липня 1999 року, відповідно до Конституції 1994 року, термін президентства Олександра Лукашенко закінчився. Опозиційні партії вирішили провести нові президентські вибори. Дії опозиції були визнані незаконними. Однак опозиція створила Центральну виборчу комісію та призначила відповідних представників у регіональних містах. Зенон Позняк, один із кандидатів, був у вигнанні три роки, а другий, Михайло Чигір, був заарештований. Через низький інтерес громадськости опозиційна кампанія перетворилася на політичний фарс, який закінчився розколом БНФ. Переможця виборів не оголосили. Згідно з Конституцією 1994 року, Верховна Рада мала право оголосити свого голову Семена Шарецького виконуючим обов'язки глави держави. Побоюючись арешту, Шарецький виїхав до Вільнюса, де 27 серпня 1999 р. він оголосив себе єдиним представником державної влади в Білорусі.
Восени 1999 р. між представниками Лукашенко та опозицією відбулися безрезультатні переговори про доступ до державного мовлення, виборчого законодавства та парламентських повноважень. У січні 2000 року призначена Лукашенко Національна асамблея затвердила Виборчий кодекс та внесла до нього зміни в червні. Сім опозиційних партій вирішили бойкотувати вибори. 15 жовтня 2000 р. відбулись парламентські вибори. За результатами, лише 1 член Ліберально-демократичної партії виграв опозиційне місце.
1 січня 2001 року набрав чинності новий Кримінальний кодекс. У двох статтях нового кодексу — 367 та 368 — говорилося про обов'язкове переслідування осіб, які ображають або ображають Президента Республіки Білорусь.
Восени 2001 року закінчився президентський термін Олександра Лукашенко і призначили нові президентські вибори. Вибори були призначені на 9 вересня. Ще у квітні 2001 року п'ять найсильніших опозиційних кандидатів: Семен Домаш, Володимир Гончарик, Михайло Чигир, Сергій Калякін та Павло Козловський підписали угоду про виборчу стратегію усунення Лукашенко від влади. Стратегія передбачала зняття своїх кандидатур чотирма кандидатами на користь того, хто мав найкращі шанси на перемогу на виборах. Навесні 2001 року Олександр Лукашенко, який очолив рейтинг, почав втрачати підтримку. Це сталося завдяки публікаціям про існування «ескадронів смерті», які ліквідували незручних режиму Лукашенка політиків та журналістів. Під впливом публікацій в опозиційній пресі та інформації російських телеканалів прокуратура була змушена розслідувати справу зниклих політиків та журналістів, зокрема екс-міністра внутрішніх справ Юрія Захаренка, екс-голови Центральної виборчої комісії Віктора Гончара, бізнесмена Анатолія Красовського та російського журналіста телеканалу ОРТ Дмитра Завадського. Володимир Ганчарик показав журналістам копії документів, зміст яких свідчить про те, що Завадського, Ганчара та Захаренка викрали та вбили в 1999 році група спецназу «Алма», яким командував майор Валер Ігнатович. Нібито злочини були скоєні з відома генпрокурора Віктора Шеймана. Спроби розпочати незалежне розслідування зникнення через демонстрації та мітинги призвели до арештів та побиття учасників. 9 вересня 2001 року Олександр Лукашенко був переобраний президентом. За офіційними даними, він нібито набрав 75,62 % голосів, його головний конкурент Володимир Гончарик набрав 15,39 %.
Через кілька місяців після перемоги на виборах Лукашенко почав проводити політику «консолідації суспільства навколо державної ідеології». Розпочалась широкомасштабна підготовка до впровадження предмета «державна ідеологія» в школи та спеціальних посад ідеологів на підприємствах. За словами Лукашенко, БРСР була прообразом сучасної Білорусі. Його символи та традиції стали елементами виховання білоруських громадян. Президент запевнив, що російська мова та культура завжди були невід'ємною частиною духовного життя білорусів. За словами Президента, фактором, що об'єднав білоруський та російський народ, стала православна церква, якій відводилася велика роль у поширенні державної ідеології. Важливим елементом нової ідеології президента було його звернення до загальнослов'янських цінностей, таких як колективізм, громадянська активність та соціальний егалітаризм, які мали протистояти західному індивідуалізму, лібералізму та елітаризму.
За словами Лукашенко, інтеграція з Росією залишалася стратегічною метою зовнішньої політики Білорусі. Росія та країни СНД були найважливішими партнерами у зовнішній політиці Білорусі під час правління режиму Лукашенка. Хоча президент Лукашенко неодноразово заявляв про своє бажання проводити багатовекторну зовнішню політику та встановити рівноправні відносини з Європейською Унією та США, його пропозиція була проігнорована через порушення міжнародних стандартів прав людини та основних принципів демократії. Однак у 2001—2006 рр. Білорусь розширила політичне та економічне співробітництво з державами Азії та Африки.
Переслідування опозиції, закриття незалежних газет, монополізація засобів масової інформації прихильниками президента, порушення основних принципів демократії, особливо під час парламентських виборів 2000 року, та незрозумілі зникнення опозиційних політиків спричинили бойкот білоруської влади на міжнародній арені. У жовтні 2002 р. більшість країн Європейського Союзу та США вирішили заборонити в'їзд Президента Білорусі та його найближчих соратників на територію цих держав. Китай та Індія стали головними партнерами Білорусі, а також Іран, Ірак, Сирія та Лібія, які були ізольовані на міжнародній арені.
17 жовтня 2004 р. відбулись парламентські вибори та референдум щодо можливости переобрання Президента на необмежену кількість разів. За результатами виборів, жоден представник опозиції до парламенту не потрапив. У результаті референдуму, на якому 79,42 % громадян проголосували «за», Президент Лукашенко отримав можливість брати участь у президентських виборах необмежену кількість разів (раніше Конституція передбачала лише два президентських строки поспіль) і балотувався в 2006 році вибори.
У березні 2005 р. ухвалили нормалізацію Вінцука Вячорки та інших авторів, класичного правопису білоруської мови, які прийняли всі основні видання, які на той час дотримувались класичного правопису — газета «Наша Ніва» (з грудня 2008 року використовує офіційний правопис), журнал «ARCHE Пачатак», білоруські видання Радіо Свобода та Польське радіо.
19 березня 2006 року відбулись треті президентські вибори, на яких, за офіційними даними, Лукашенко переміг у першому турі, набравши 82,3 % голосів. Основний конкурент Олександр Мілінкевич, за офіційними даними, набрав 6 % голосів. 19-26 березня відбулися акції протесту, жорстоко розігнані силами безпеки. Олександр Казулін, один з кандидатів у президенти, був засуджений до 5,5 років в'язниці за організацію акцій протесту. ЄС та США оголосили вибори недемократичними та продовжили санкції проти білоруських чиновників.
У 2008 році законопроєкт «Правил білоруської ортографії та пунктуації», який розвивав наркомівку, був затверджений вперше у світовій історії мовознавства у формі Закону Республіки Білорусь Палатою представників Національних зборів та особисто Олександром Лукашенко.
Тим часом, у жовтні 2007 року, напередодні прийняття закону «Про правила білоруської ортографії та пунктуації», міністр освіти режиму Лукашенко Олександр Радков заявив, що документ спрямований на заборону «незаконного використання класичного правопису» в періодичних виданнях. У той же час новий ортографічний словник, виданий Інститутом мовознавства у 2009 році, відзначився численними суперечностями зі змістом норм білоруської ортографії, офіційно прийнятих у 2008 році.
28 вересня 2008 року відбулися чергові парламентські вибори, на яких жоден кандидат від опозиції знову не був включений до парламенту. Західні країни оголосили вибори недемократичними, а результати сфальсифікованими. У 2009 році Білорусь стала повноправним членом ініціативи Східне партнерство, в результаті чого санкції проти деяких білоруських чиновників були припинені.

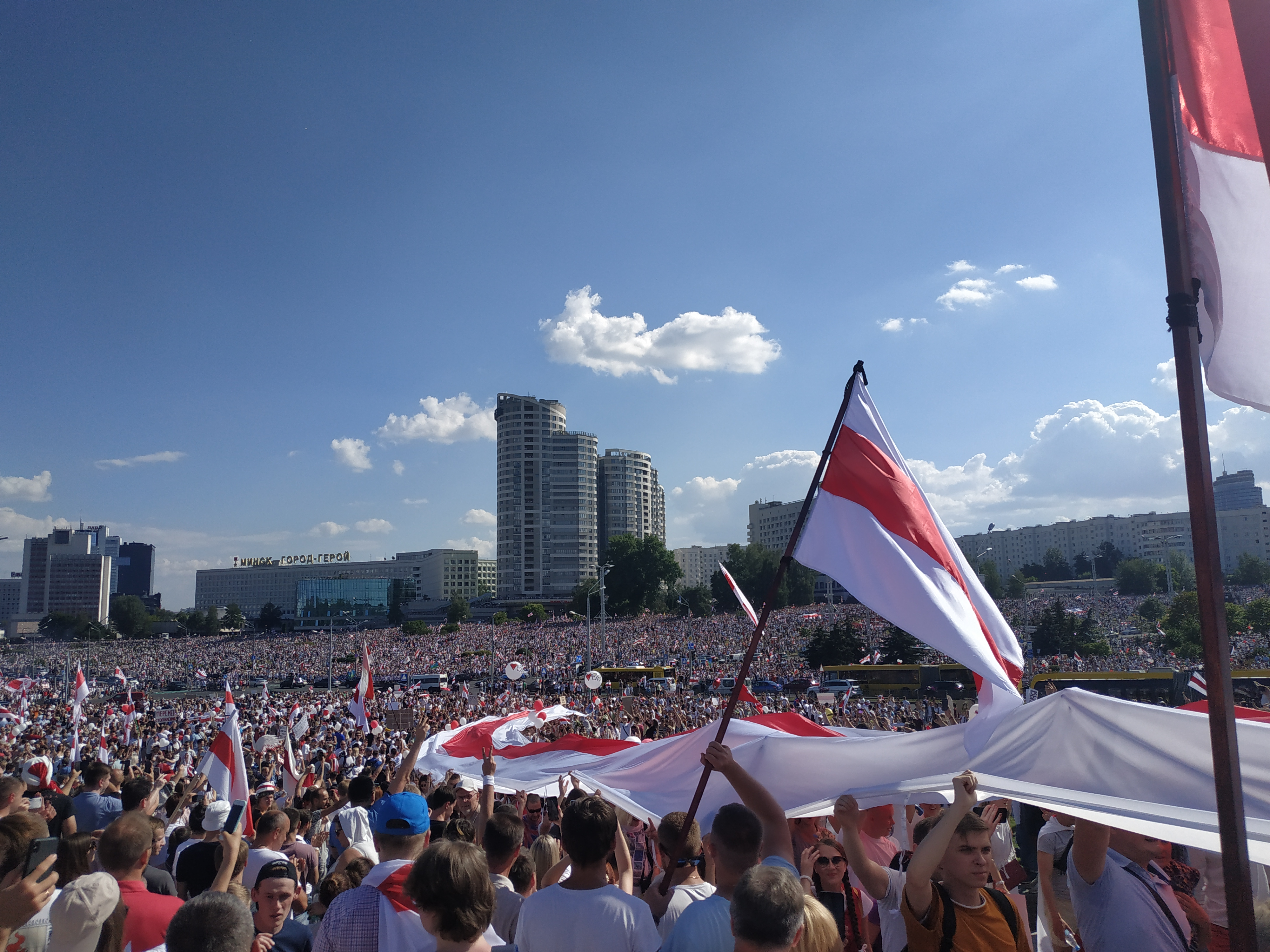
300 000 людей вийшли на мітинг проти фальсифікації виборів, насильства та беззаконня. Мінськ, 16 серпня 2020 р.

19 грудня 2010 року відбулись четверті президентські вибори. Олександр Лукашенко знову офіційно оголошений обраним на четвертий президентський термін (за офіційними даними, він набрав 79,65 % голосів). Його головний суперник Андрій Санніков набрав 2,43 % голосів. Того ж вечора опозиційні кандидати влаштували мирний протест, який жорстоко розігнали. Четверо кандидатів були засуджені до різних термінів позбавлення волі за організацію акції протесту. Володимира Някляева засудили до 2,5 років позбавлення волі з відстрочкою на 2 роки; Андрій Санніков — 5 років позбавлення волі в колонії, звільнений після помилування 14 квітня 2012 року; Миколай Статкевич — 6 років позбавлення волі в колонії, помилуваний та звільнений 22 серпня 2015 року; Дмитро Вус був засуджений до 5,5 років позбавлення волі в колонії, звільненій після помилування 1 жовтня 2011 року. ОБСЄ визнала вибори недемократичними та непрозорими. Західні країни відновили санкції проти білоруських чиновників.
11 квітня 2011 року в мінському метро відбувся теракт, в результаті якого загинуло 15 людей, 204 отримали поранення. Дмитро Канавалав та Владислав Кавальов були засуджені до смертної кари за звинуваченням у вчиненні терористичного акту 16 березня 2012 року.
У результаті фінансової кризи 2011 року білоруський рубель девальвував. 23 травня 2011 року Національний банк одночасно знизив курс білоруського рубеля на 56,2 % до долара США до рівня 4930 рублів за 1 долар, тоді як з початку року національна валюта знизилася на 71,62 %.
11 жовтня 2015 року відбулись п'яті президентські вибори. Офіційним переможцем оголошено Олександра Лукашенко, який, за офіційними даними, набрав 83,47 % голосів. Місія ОБСЄ заявила, що підрахунок голосів був нечесним.
Наприкінці 2019 року було затверджено дорожню карту більш поглибленої інтеграції Білорусі у складі Союзної держави. На перешкоді завершення утворення Союзної держави як реального державного утворення стояла позиція Президента Білорусі Олександра Лукашенка, який не хоче втрачати свою владу унаслідок ліквідації Білорусі у рамках Союзної держави.
У 2020 році у Білорусі спалахнула епідемія коронавірусу. Станом на початок липня у Білорусі було 64 тисячі хворих, із яких 464 — померли. Але ВООЗ та білоруська опозиція вважають що ці дані занижені режимом Лукашенка.

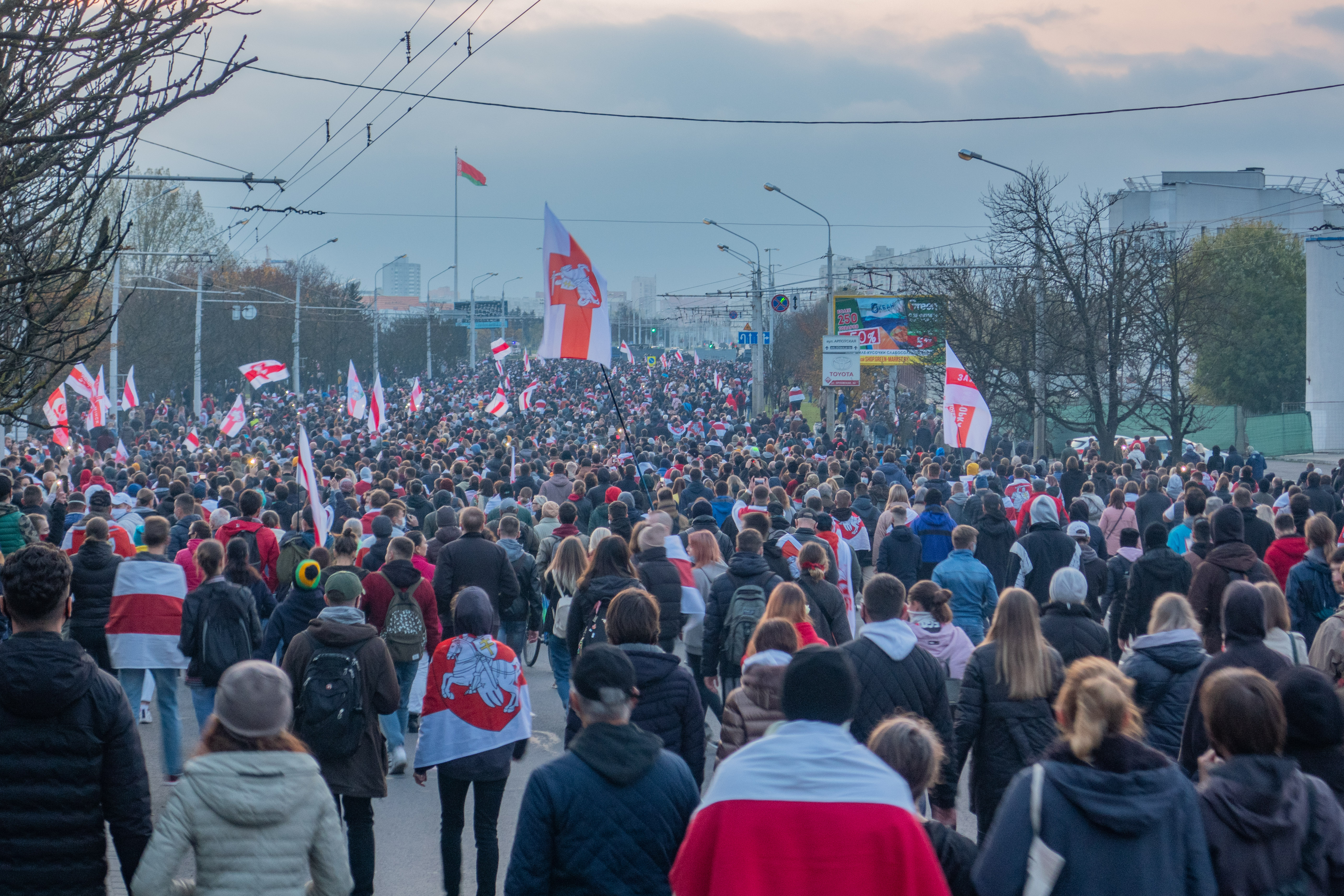
Мітинг проти режиму Лукашенка. Мінськ, 25 жовтня 2020

9 серпня 2020 року в Білорусі відбулися президентські вибори. У червні було заарештовано основних противників Лукашенка на виборах — банкіра Віктора Бабарика та блоґера Сергія Тихановського. Єдиним опозиційним кандадатом, якого влада допустила до участі у виборах, стала дружина Тихановського — Світлана Тихановська. Кола влада оголосила дані офіційних екзит-полів, що свідчили про нібито однозначну перемогу Лукашенка, почалися масові акції протесту. Протести були найбільшими за кількістю учасників в історії (сотні тисяч людей вийшли в Мінськ, десятки в обласних центрах, тисячі в багатьох районах) і проходили під білоруською національною символікою. Під час придушення цих акцій протесту насильство режиму Лукашенко щодо громадян Білорусі вийшло на принципово новий рівень, коли воно проявилося у вбивствах та масових тортурах, а масштаби репресій у країні наблизилися до часу сталіністського терору. Влада спробувала придушити протести, тому мирні протести переросли в сутички з ОМОНом та іншими силовими структурами. 1 вересня 2020 року експерти ООН заявили, що їм відомо про 450 задокументованих випадків катувань і жорстокого поводження із затриманими в Білорусі учасниками протестів. Експерти також отримали повідомлення про насильство по відношенню до жінок і дітей, в тому числі про сексуальну наругу і зґвалтуваннях гумовими кийками. Як заявляє Світлана Тихановська, за час протестів було вбито вісім осіб..
Самопроголошений президент Білорусі Олександр Лукашенко в травні 2021 року заявив, що завершити створення Союзної Держави можуть вже восени 2021 року. Лукашенко зазначив, що зараз Мінськ і Москва узгодили 26 — 27 дорожніх карт з інтеграції на рівні урядів двох країн. Він також наголосив, що рішення приймуть після Форуму регіонів Білорусі та РФ в Московській області. Він має відбутися влітку. Домовленості про створення Союзної держави країни зможуть упорядкувати формально після засідання Вищої Держради.
У 2021 році була ініційована Міграційна криза на кордоні між Білоруссю та ЄС, бо наприкінці травня ЄС та США наклали на Білорусь санкції, а також перекрили для білоруської авіакомпанії «Белавіа» свій повітряний простір. У червні міністр закордонних справ Республіки Білорусь заявив, що у зв'язку з тим, що з боку Євросоюзу було зупинено фінансування у тому числі і проектів у рамках угоди про реадмісію, Білорусі більше немає сенсу брати участь у цій угоді і вона не витрачатиме власні  фінансові кошти на облаштування прикордонної інфраструктури захисту Європи від нелегальної міграції, наркотрафіку та контрабанди.
У жовтні польський парламент ухвалив закон про побулову «розумної стіни» вздовж польсько-білоруського кордону.

#### Російська окупація Білорусі
Початок окупації, як правило, вважають 10 лютого, коли почалися спільні навчання «Союзна рішучість-2022», які стали предтечею до російського вторгнення в Україну під час російсько-української війни. 17 березня 2022 року білоруська політична діячка, кандидатка в президента Білорусі, Світлана Тихановська на зустрічі з 27 послами ЄС у Женеві, які представляють свої країни в ООН, закликала їх визнати Білорусь країною, де-факто тимчасово окупованою Російською Федерацією.

## Історичні мапи

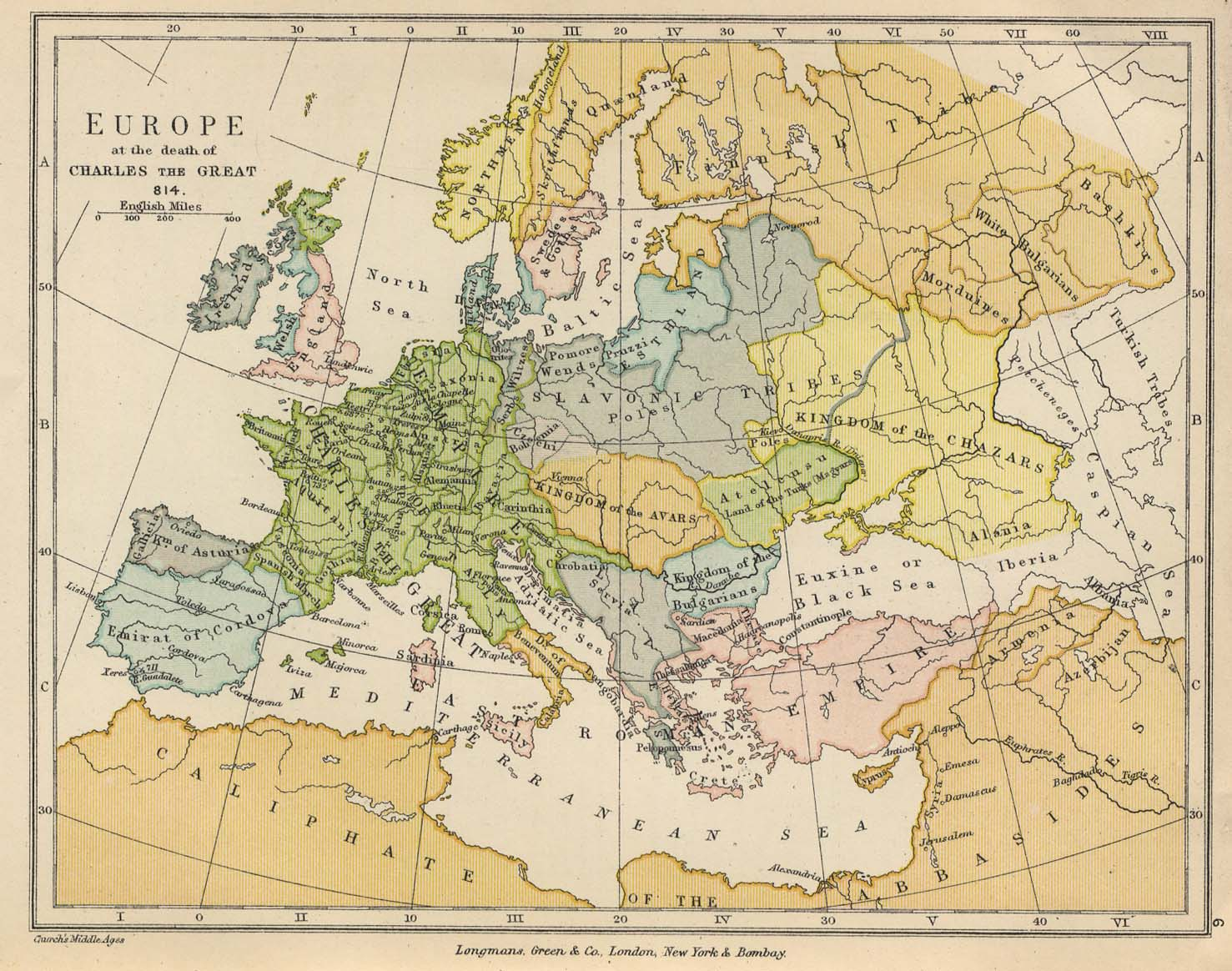
814 рік
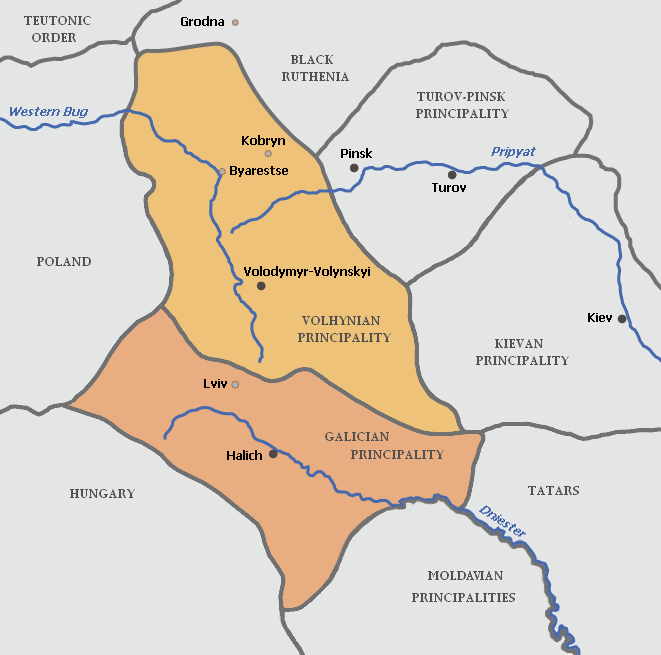
1340 рік
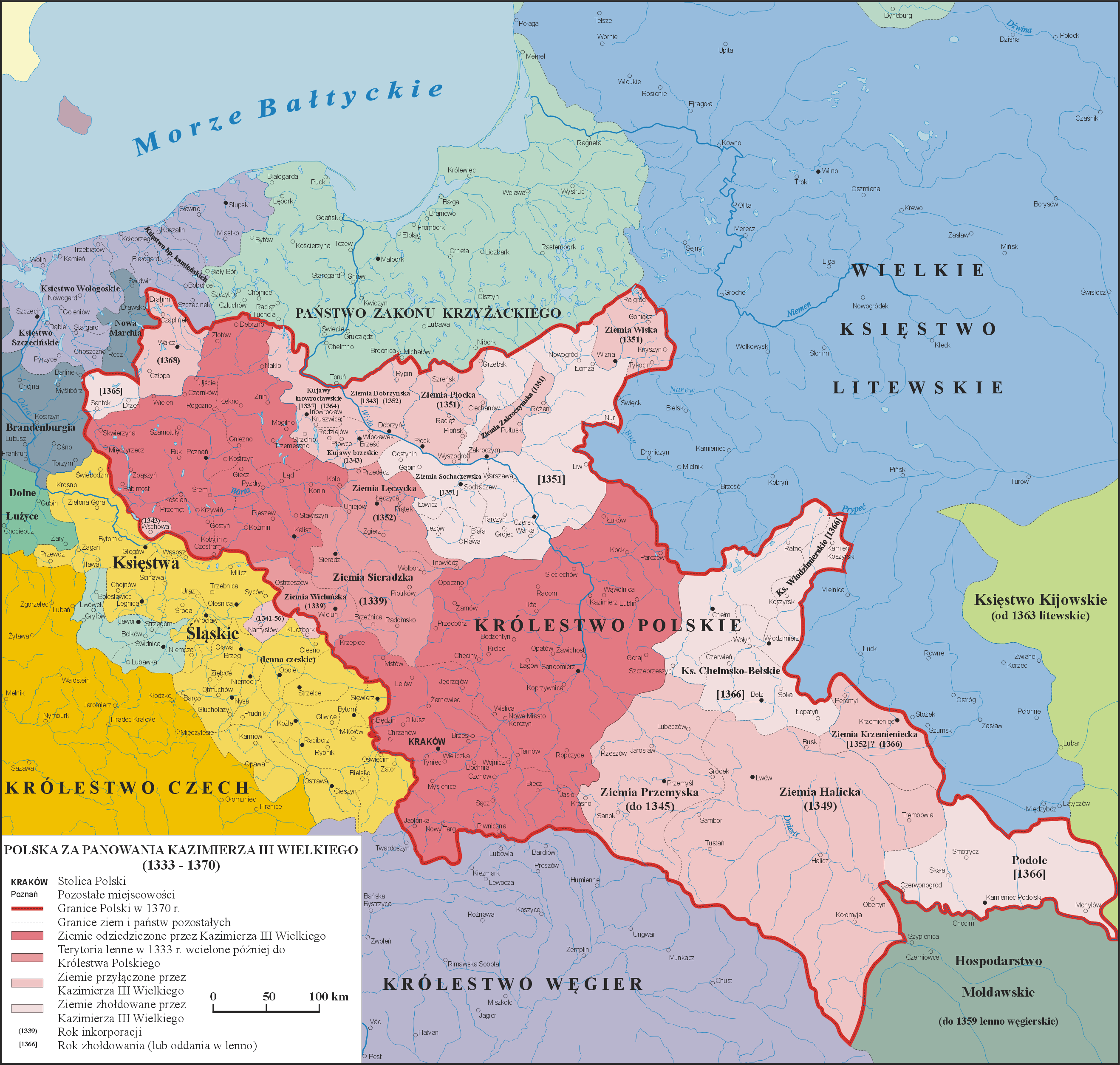
1370 рік
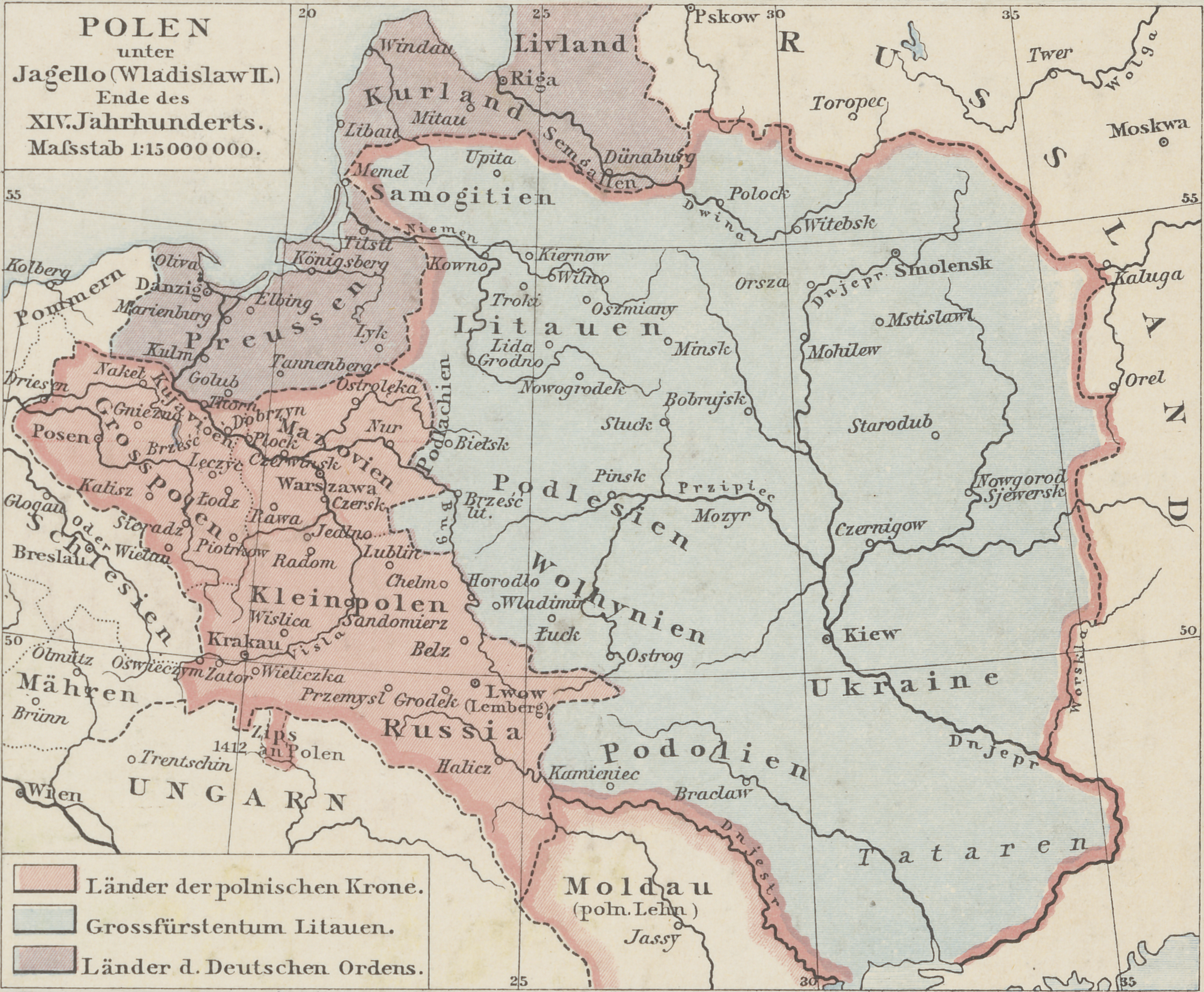
14 століття
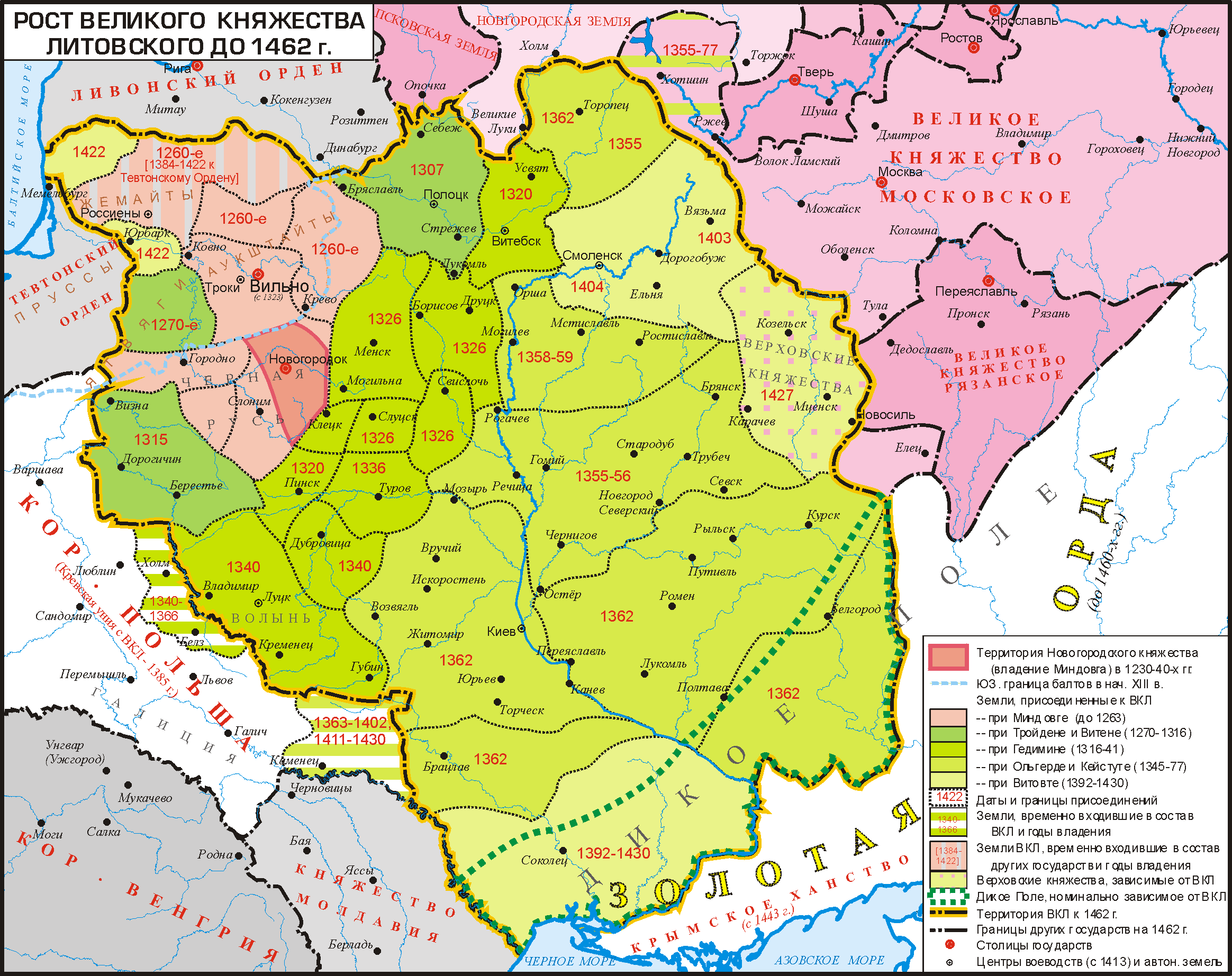
1462 рік
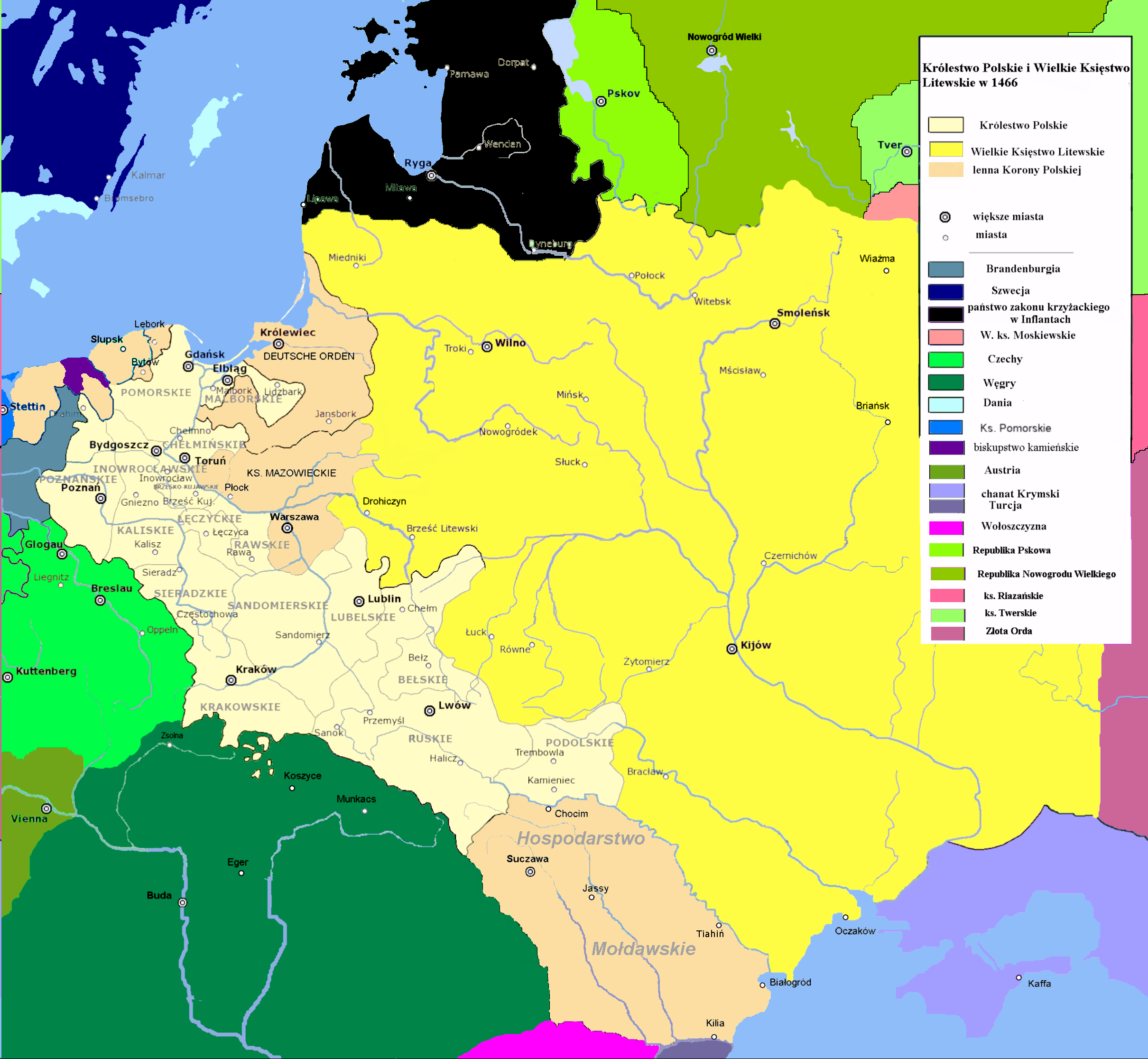
1466 рік
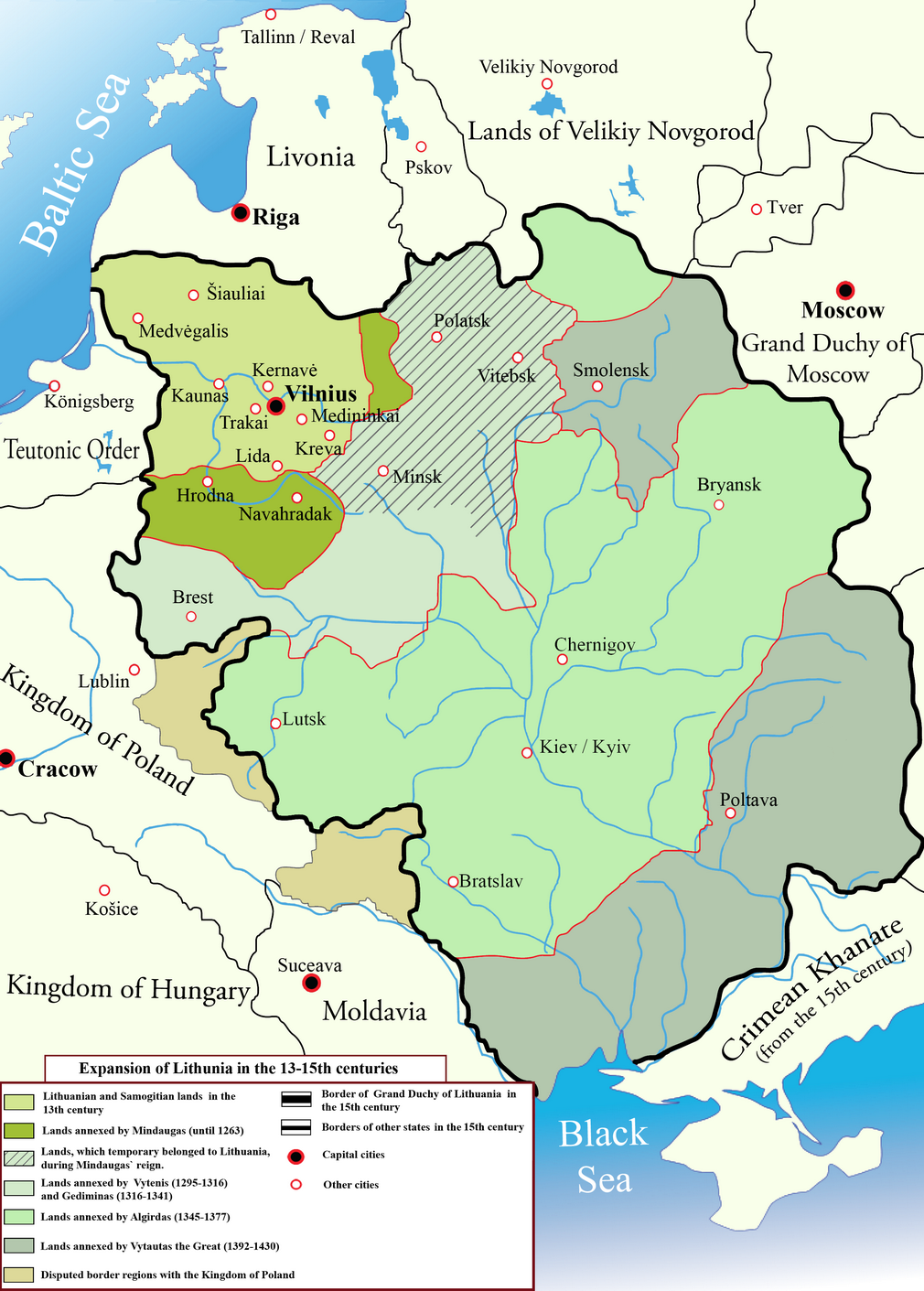
15 століття
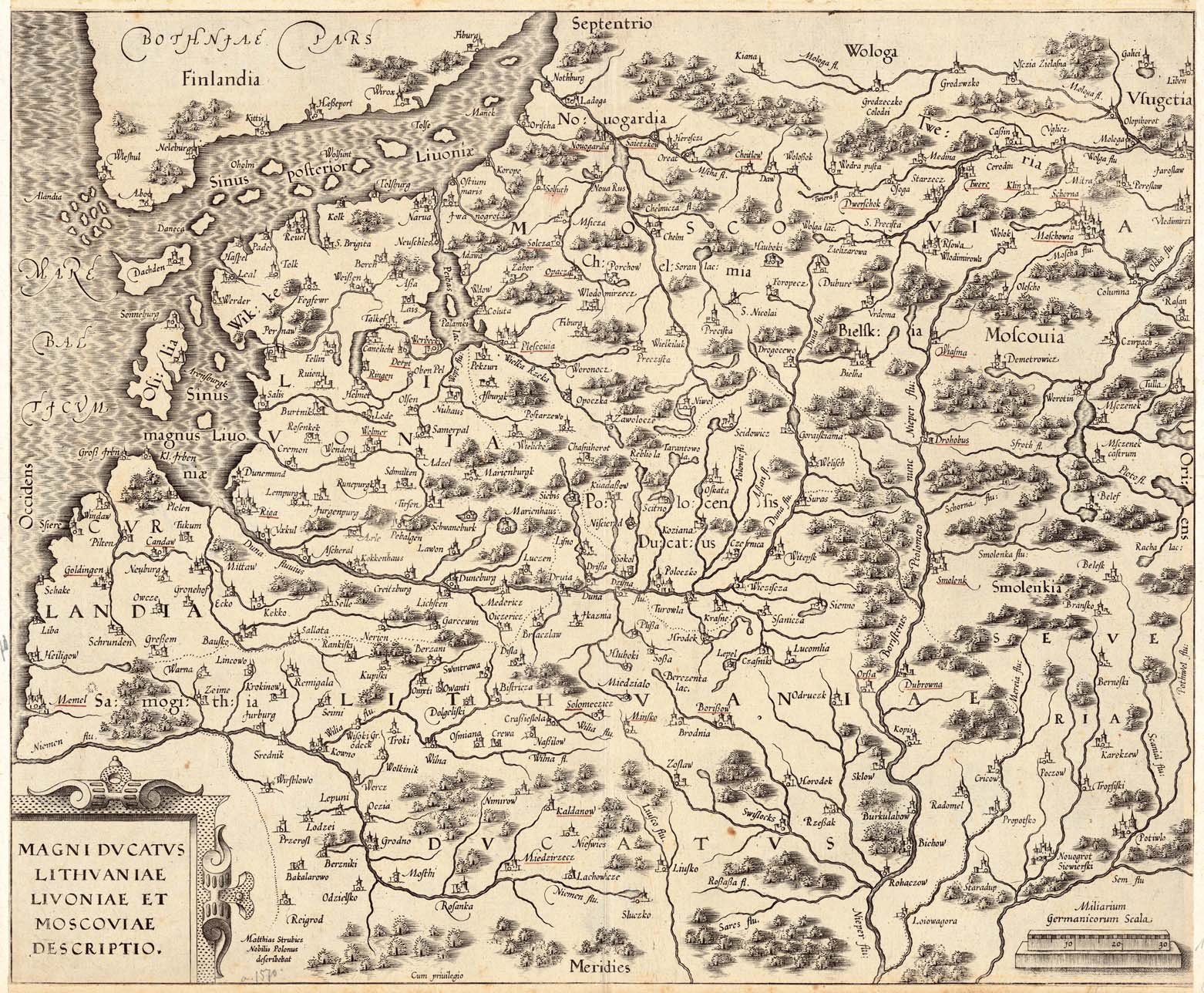
1586 рік
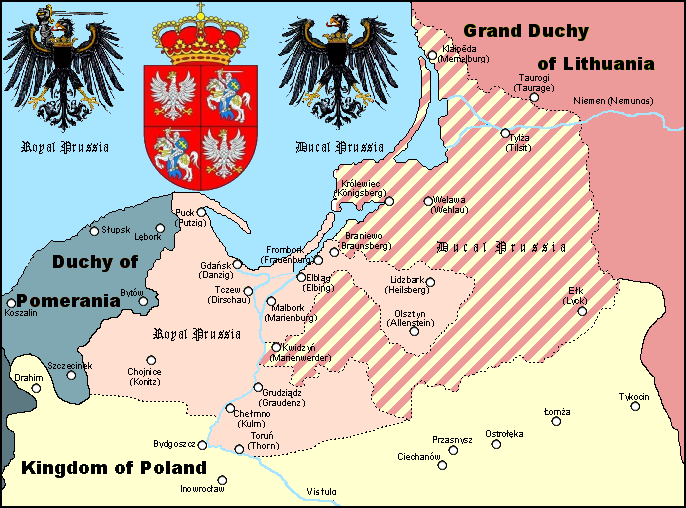
16 століття
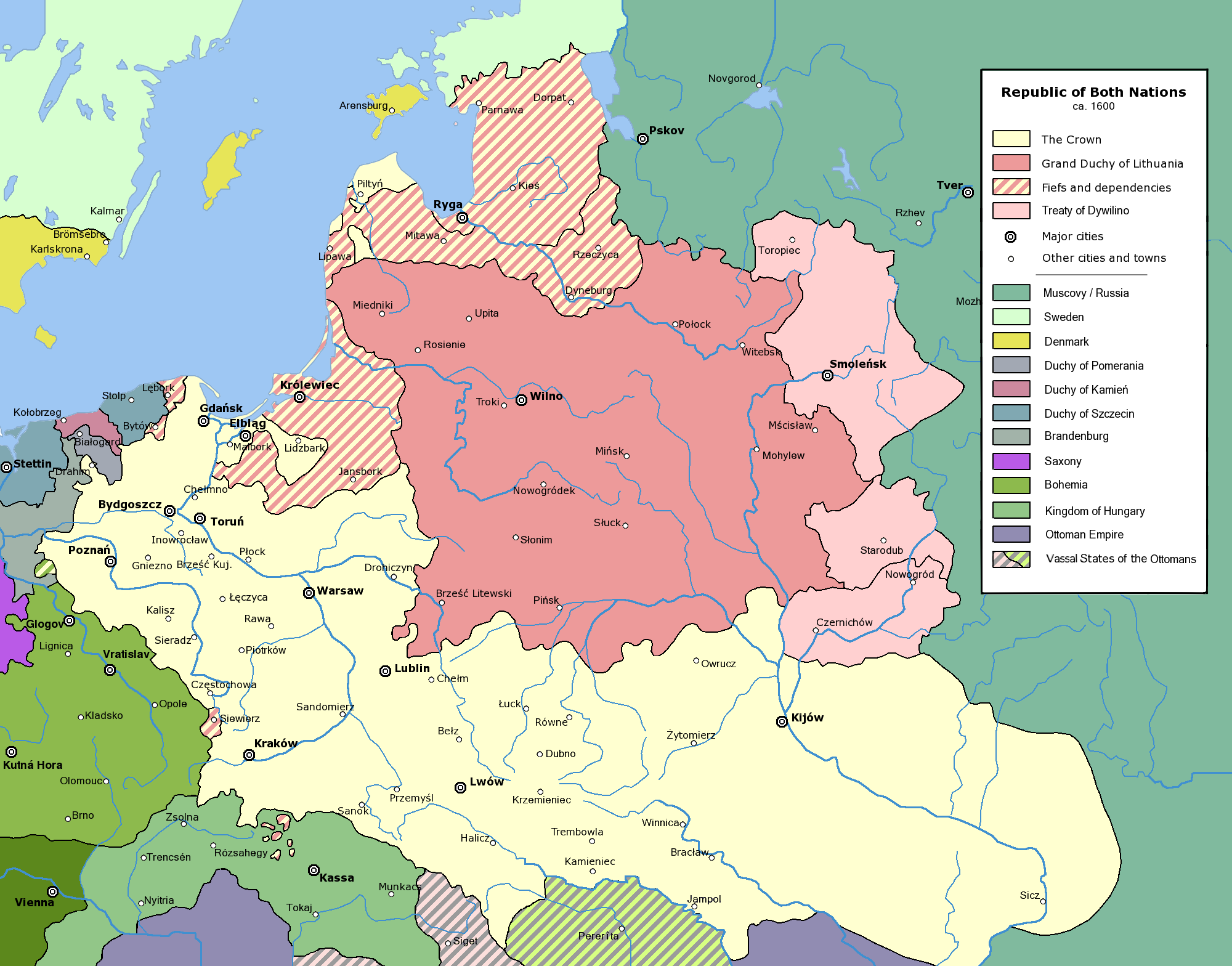
1600 рік
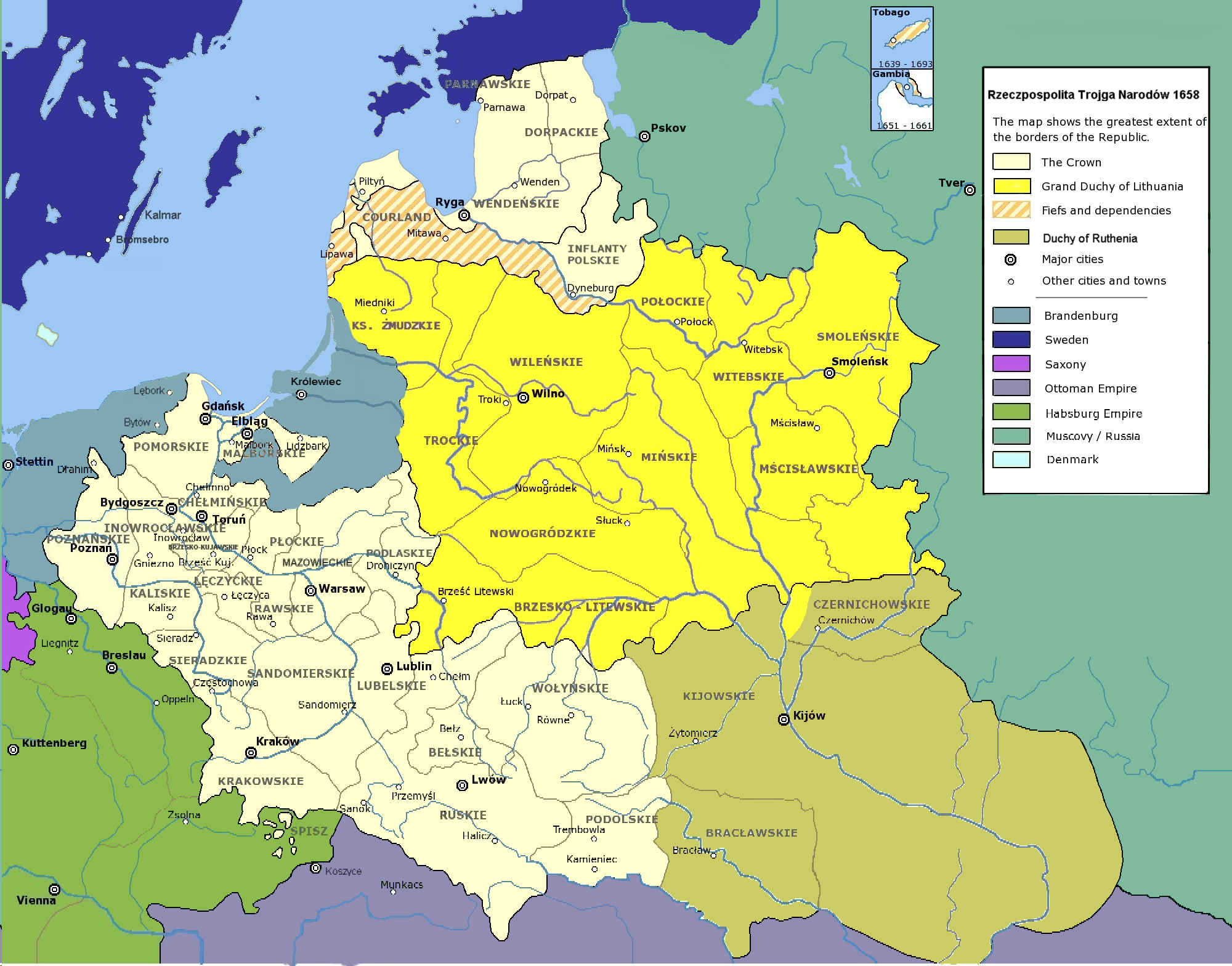
1658 рік
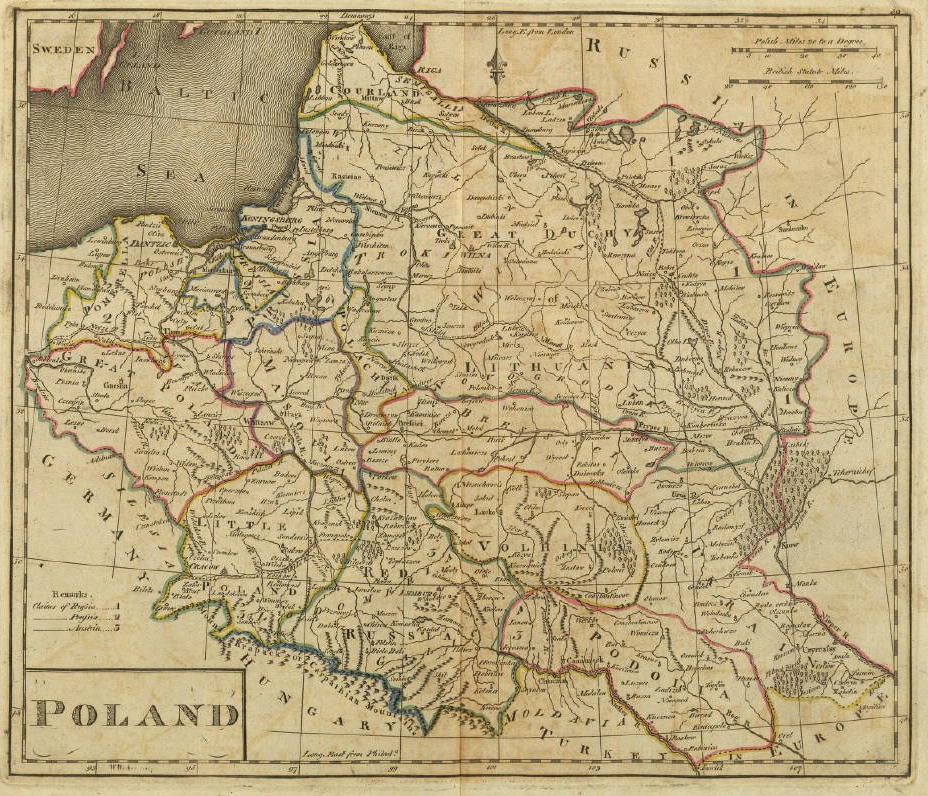
1772 рік
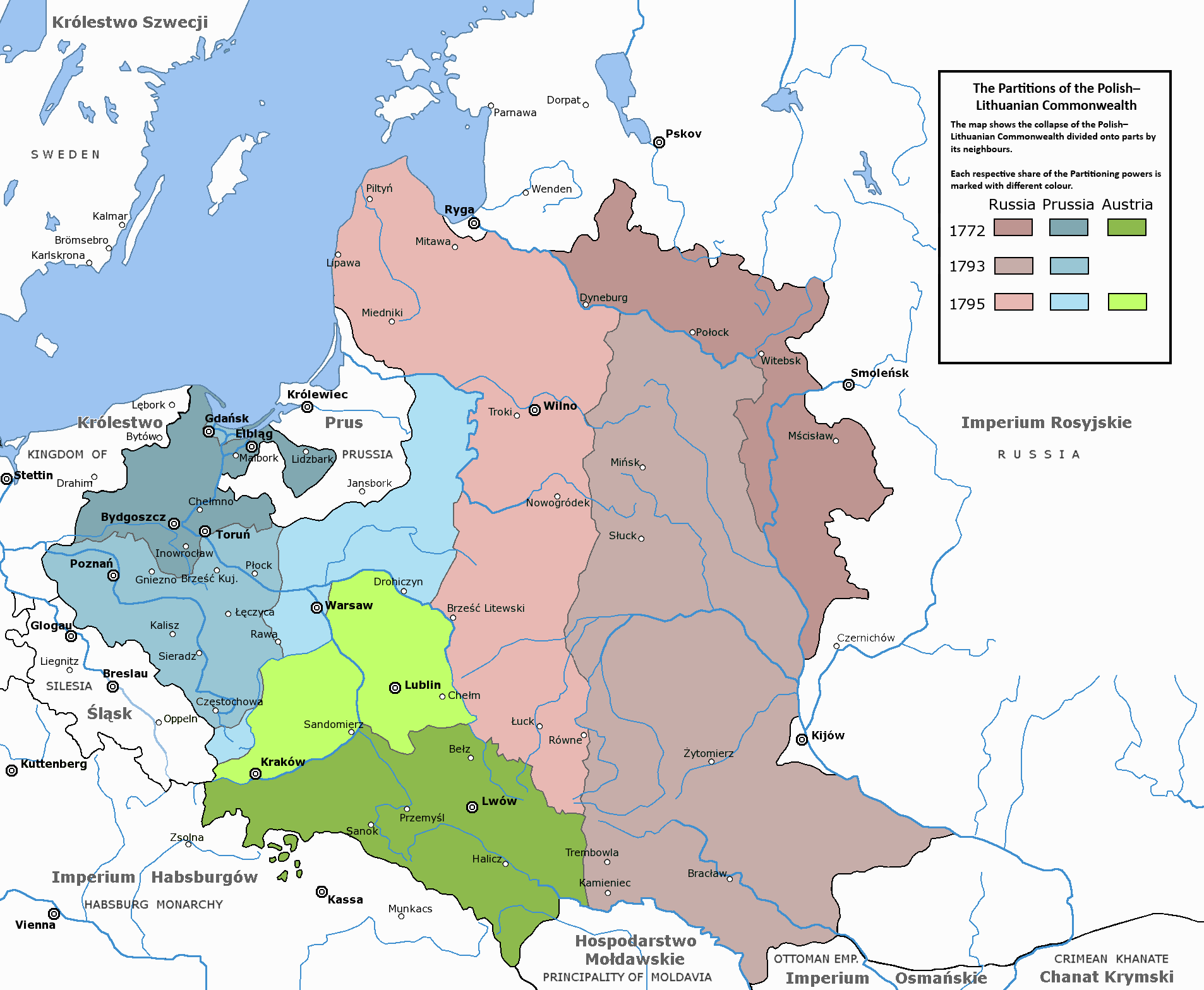
1795 рік
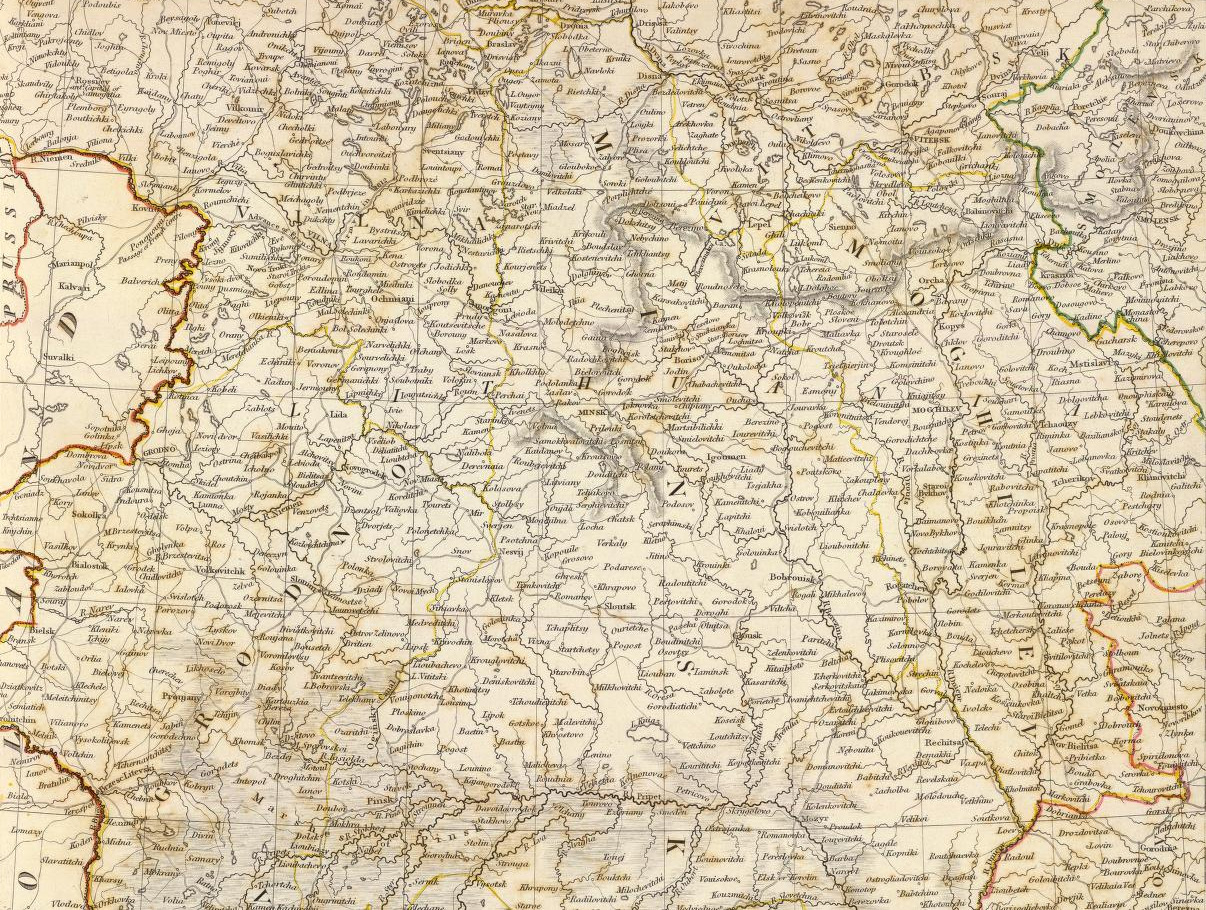
1835 рік
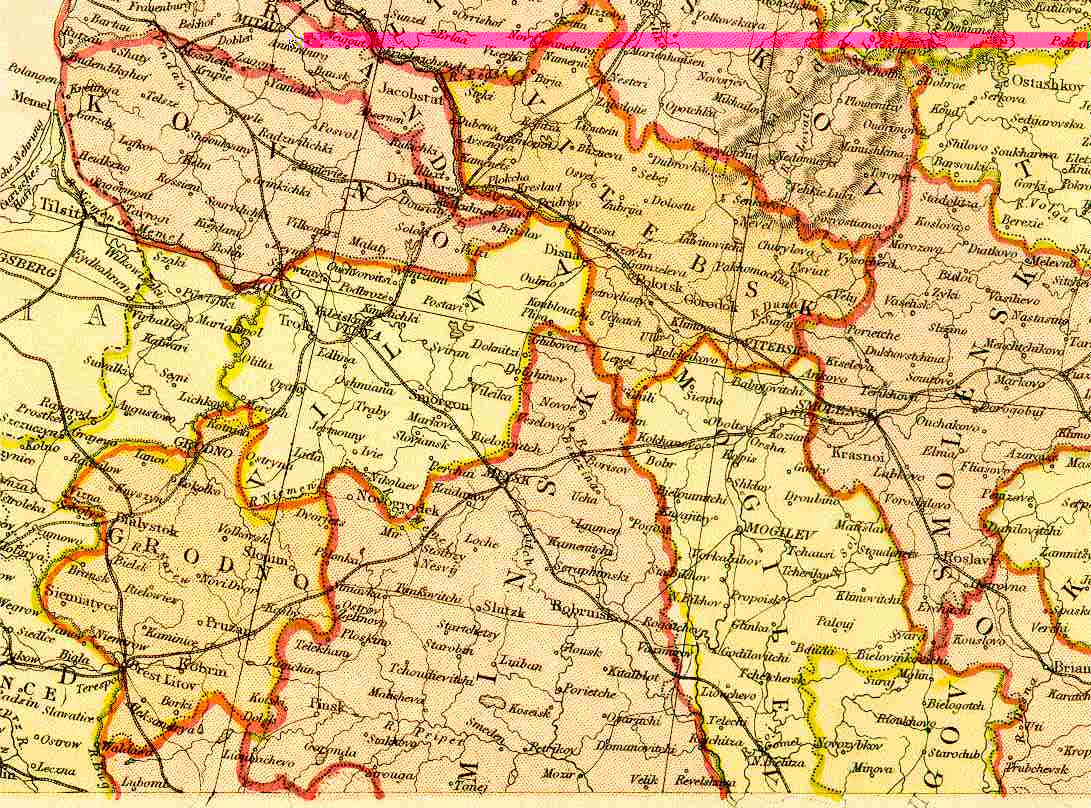
1882 рік
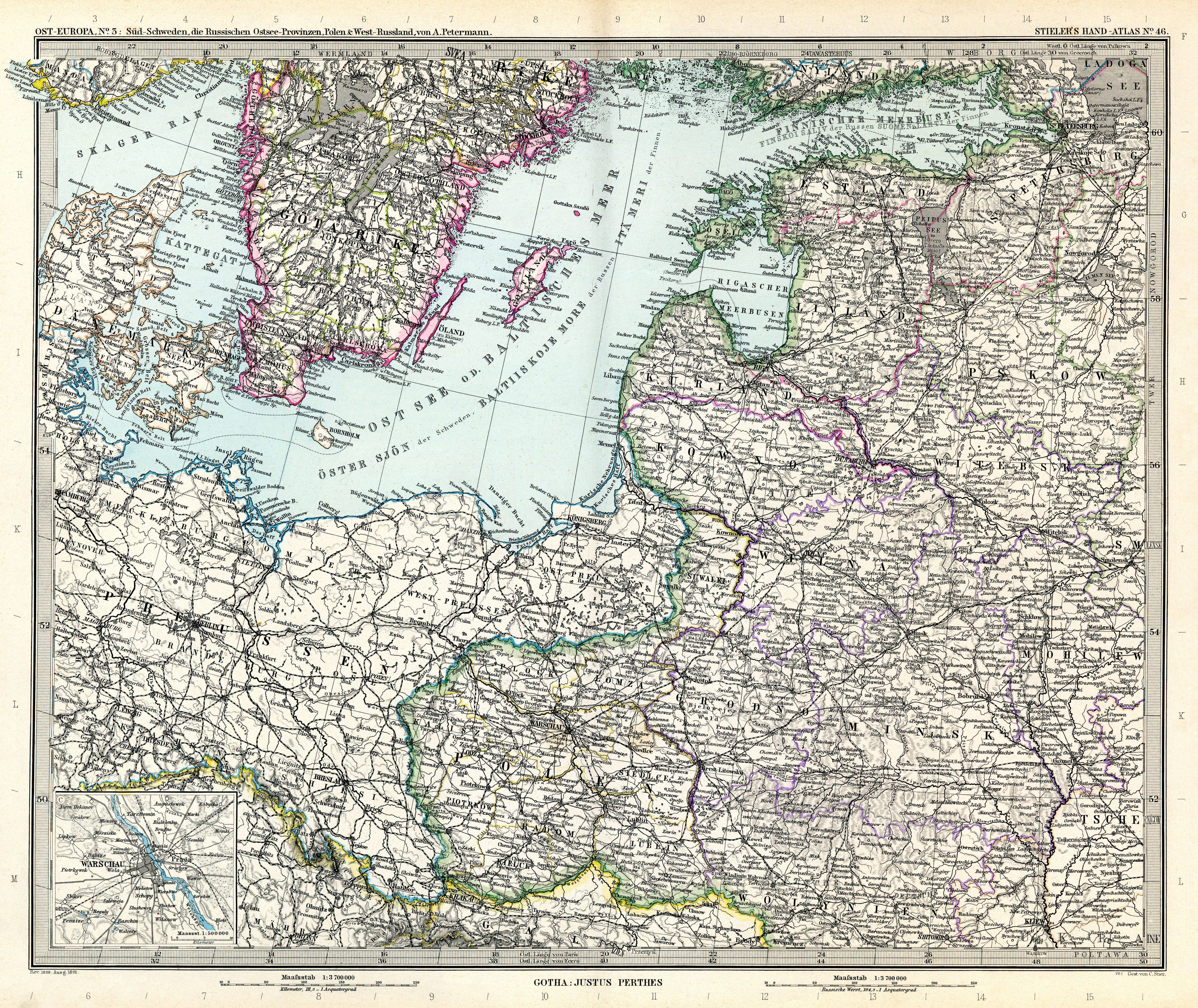
1891 рік
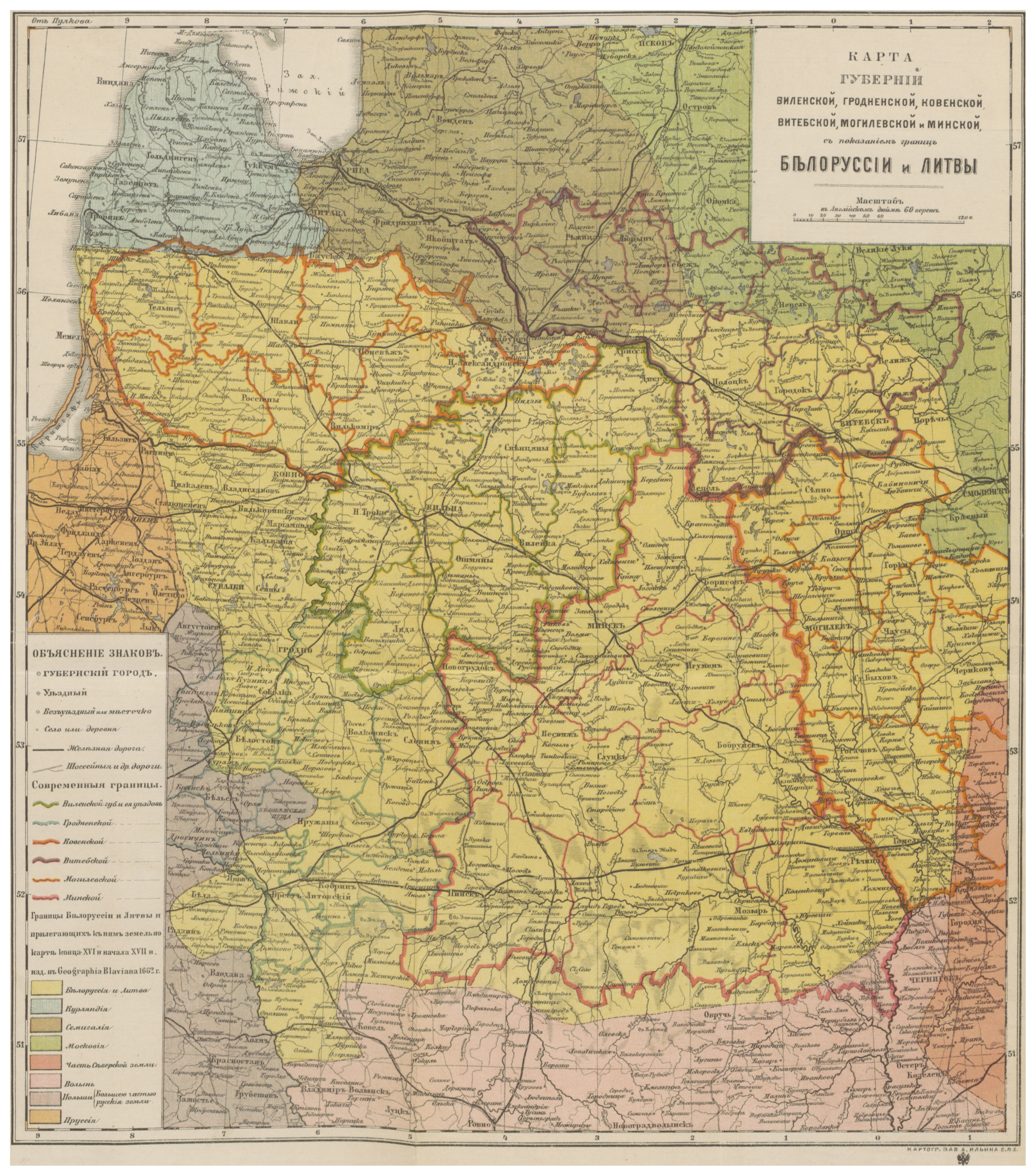
1897 рік
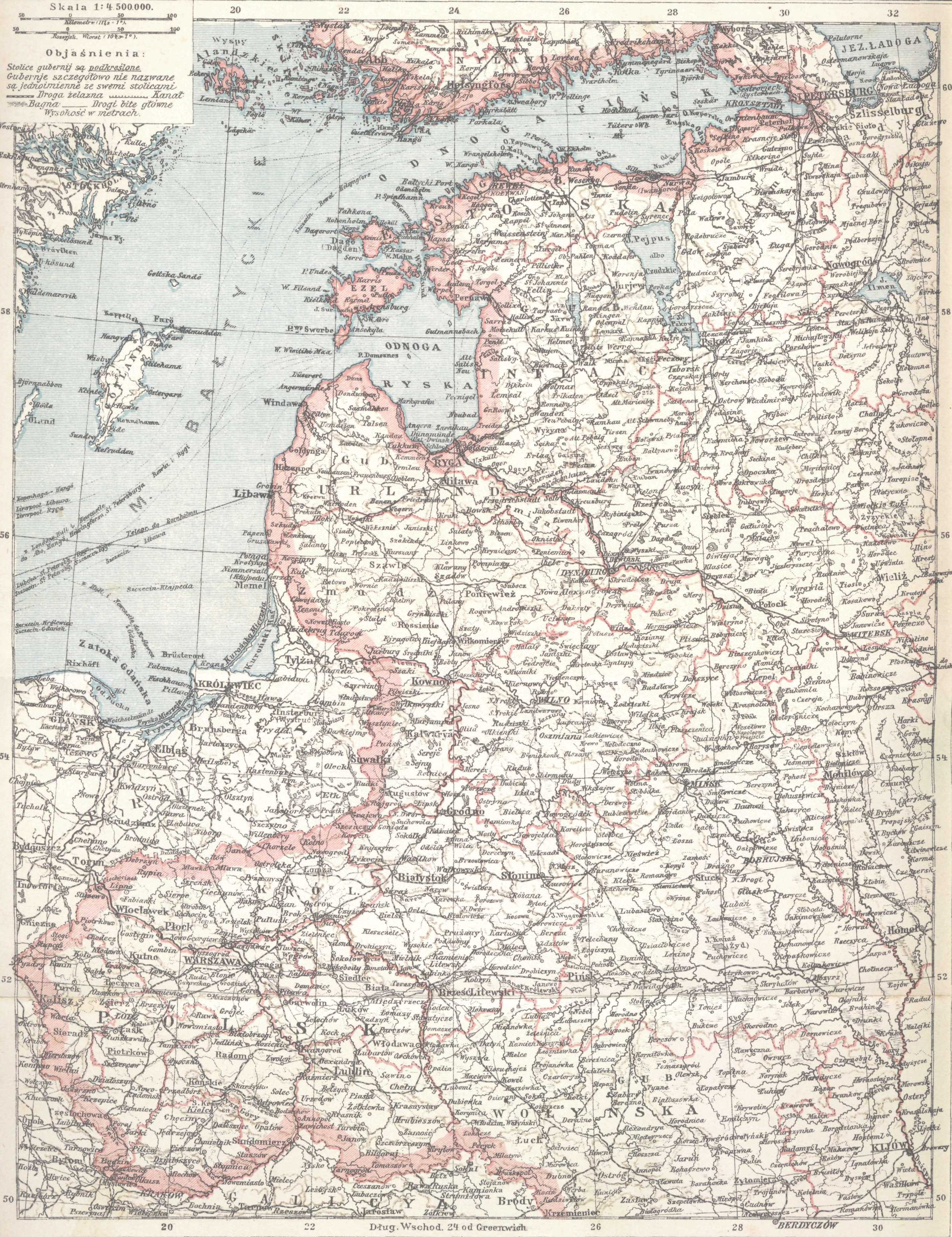
1902 рік
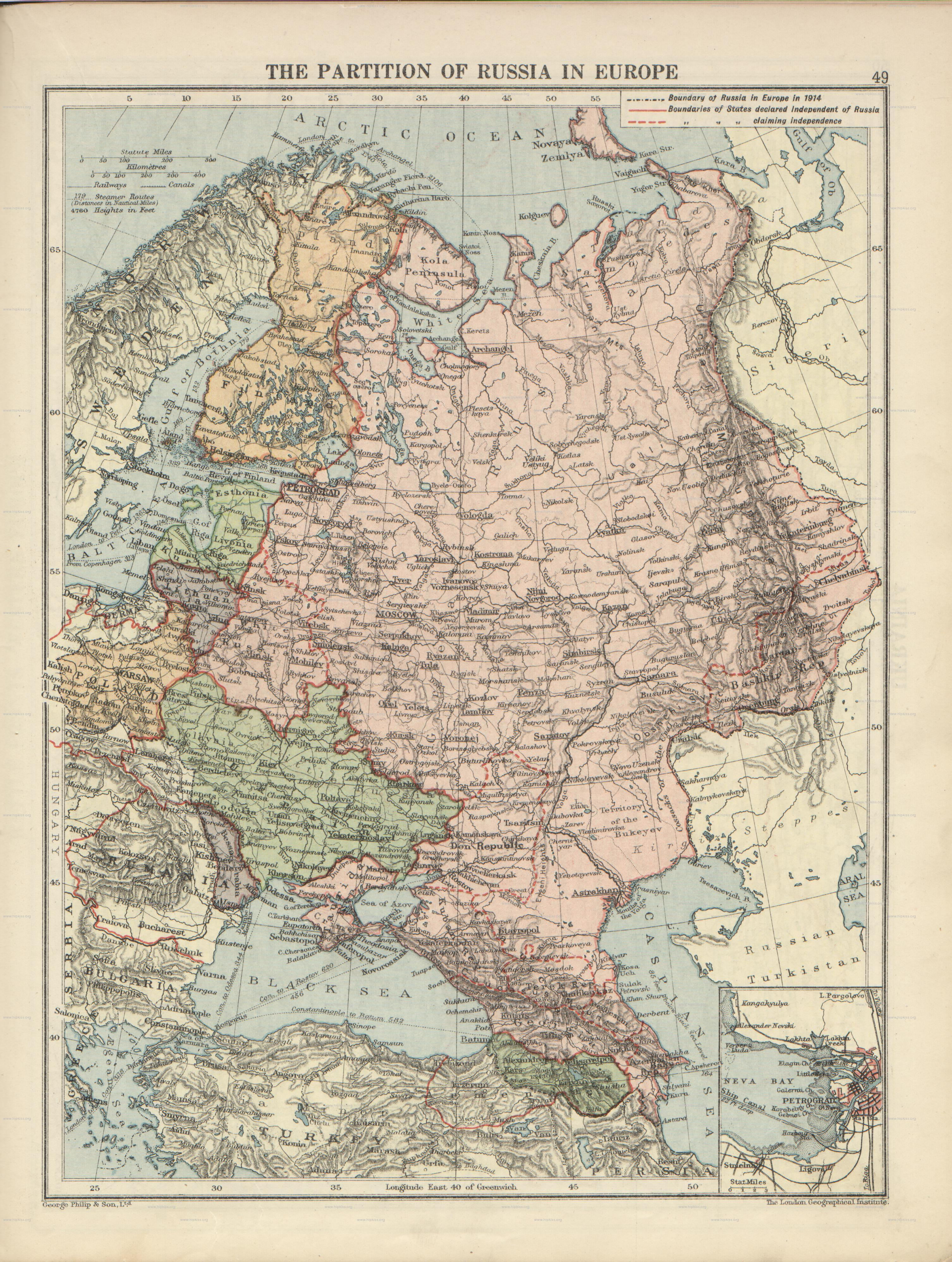
1918 рік
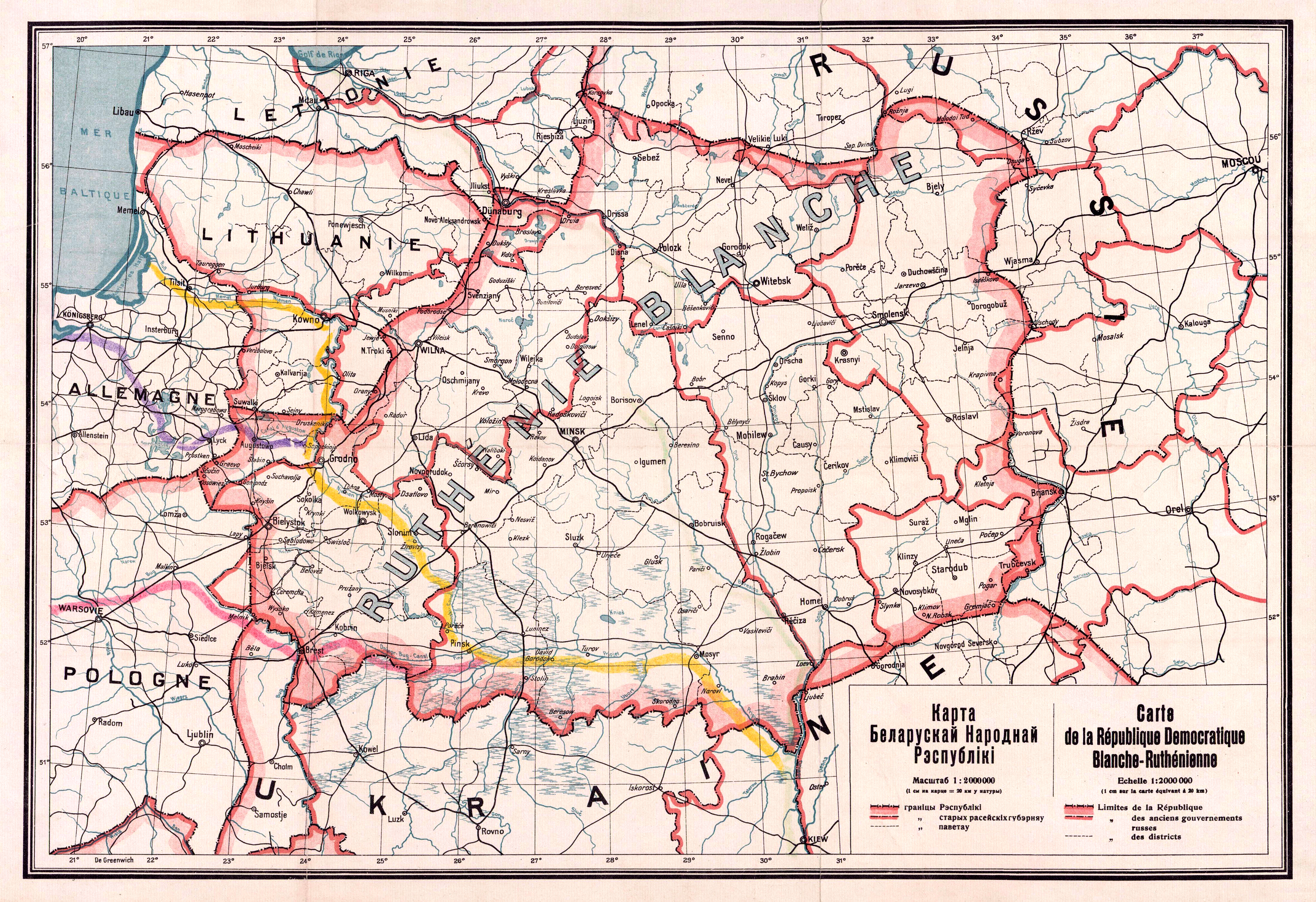
1918 рік
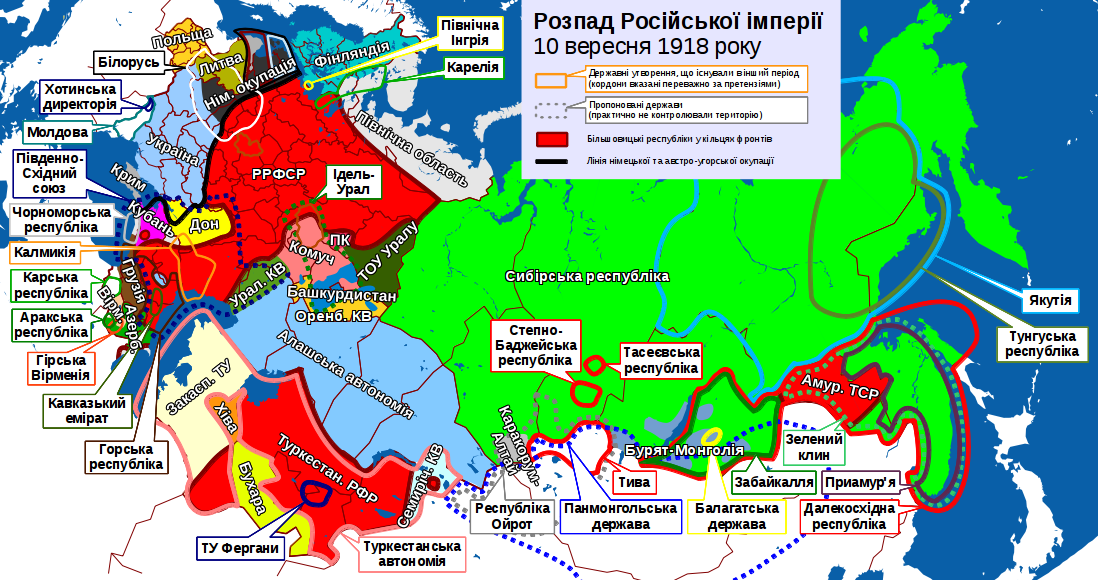
1918 рік
1919 рік
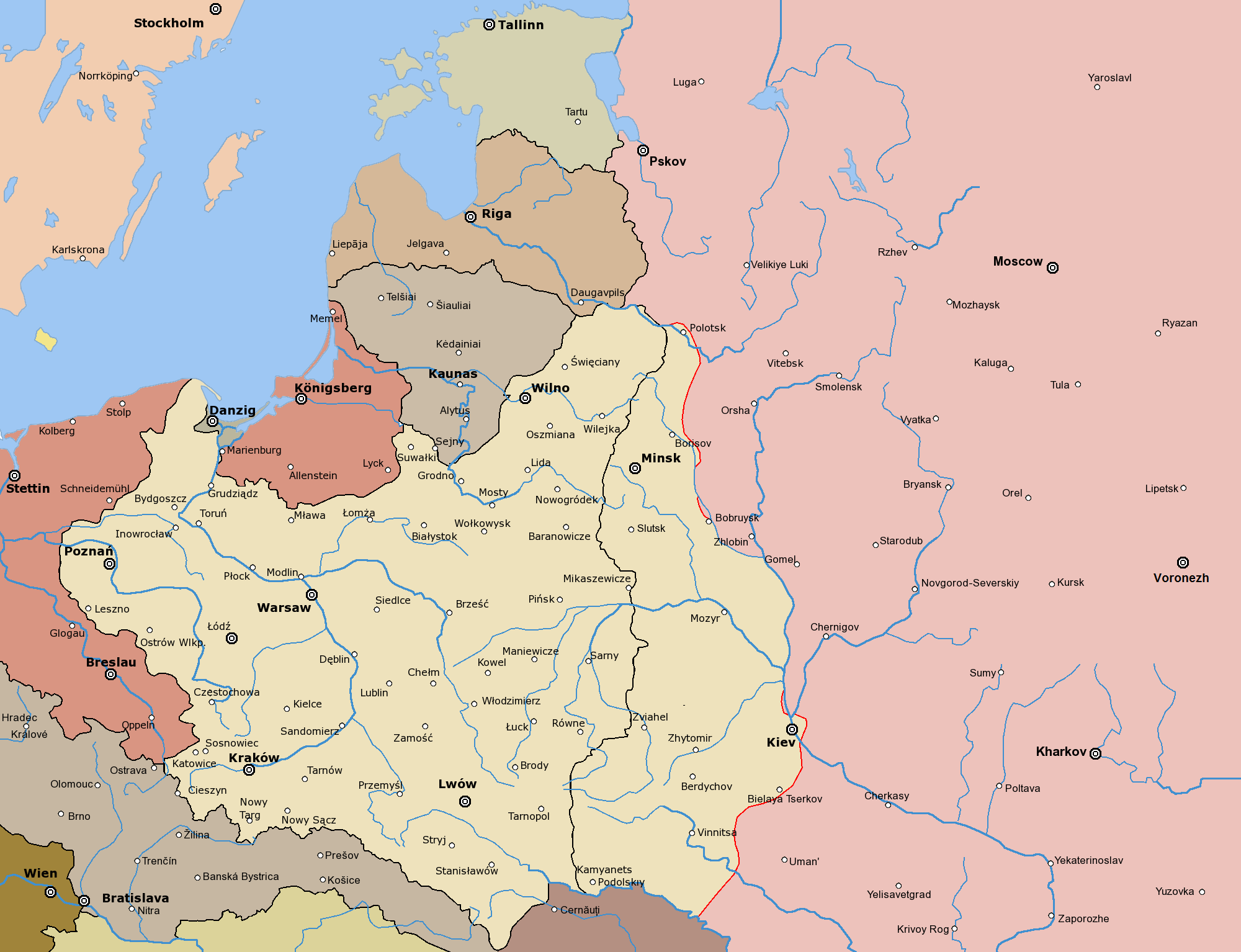
1920 рік
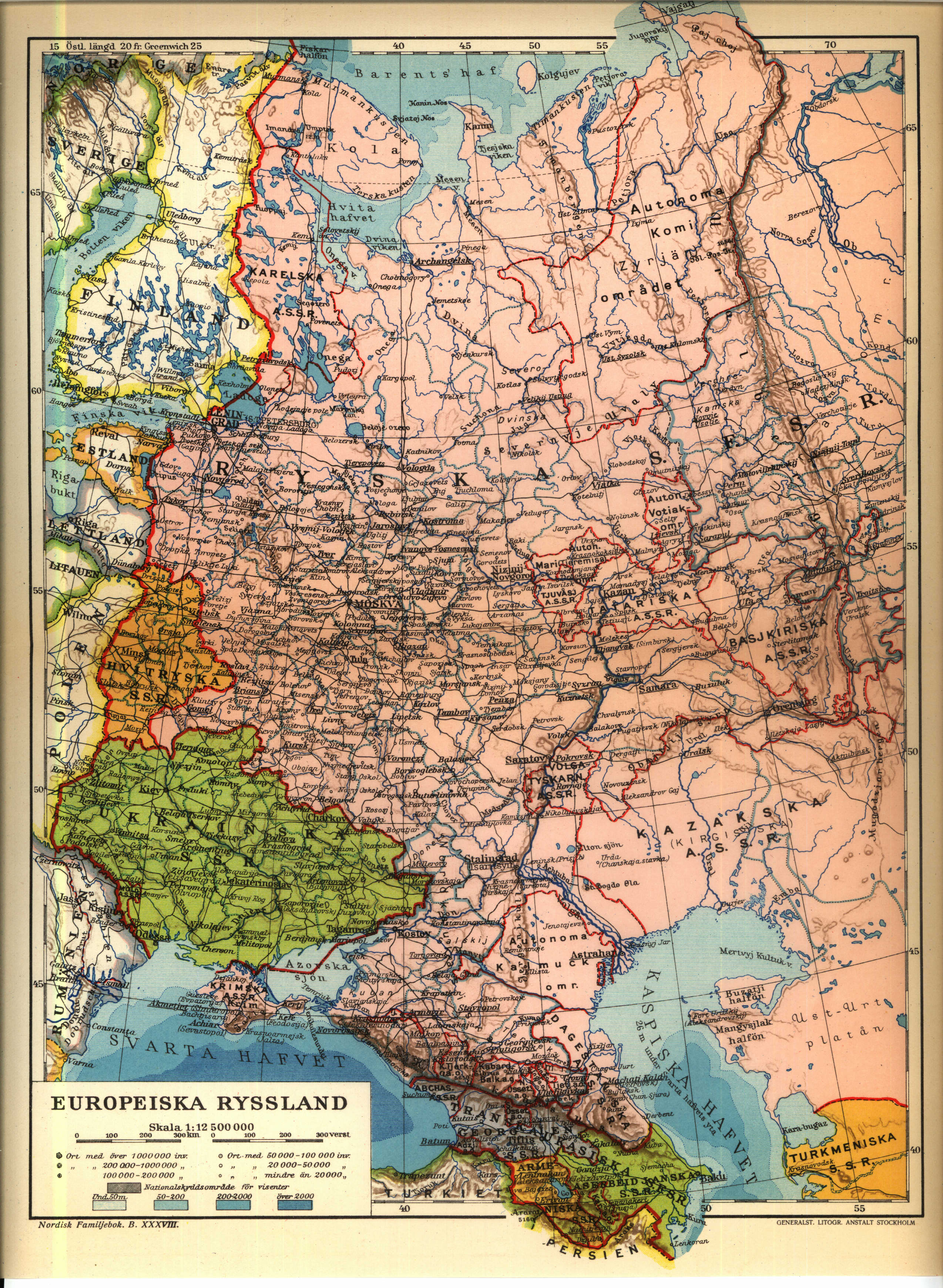
1926 рік
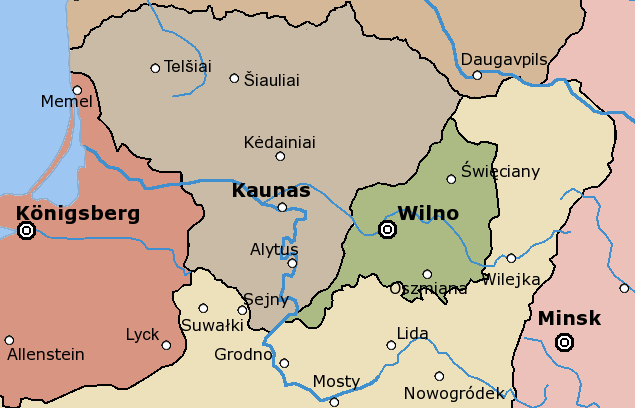
1920-1922 роки
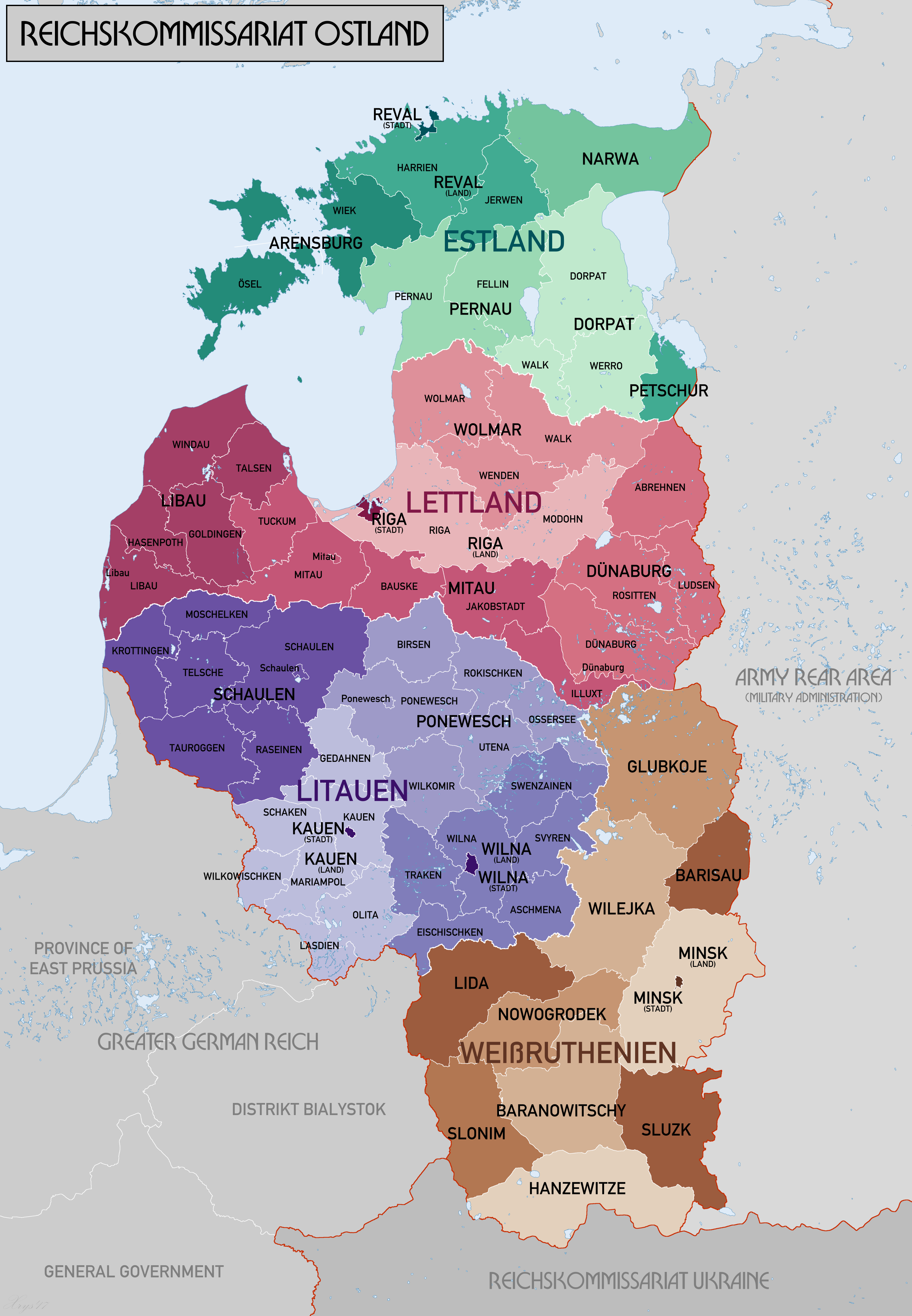
1943 рік
1941-1944 роки
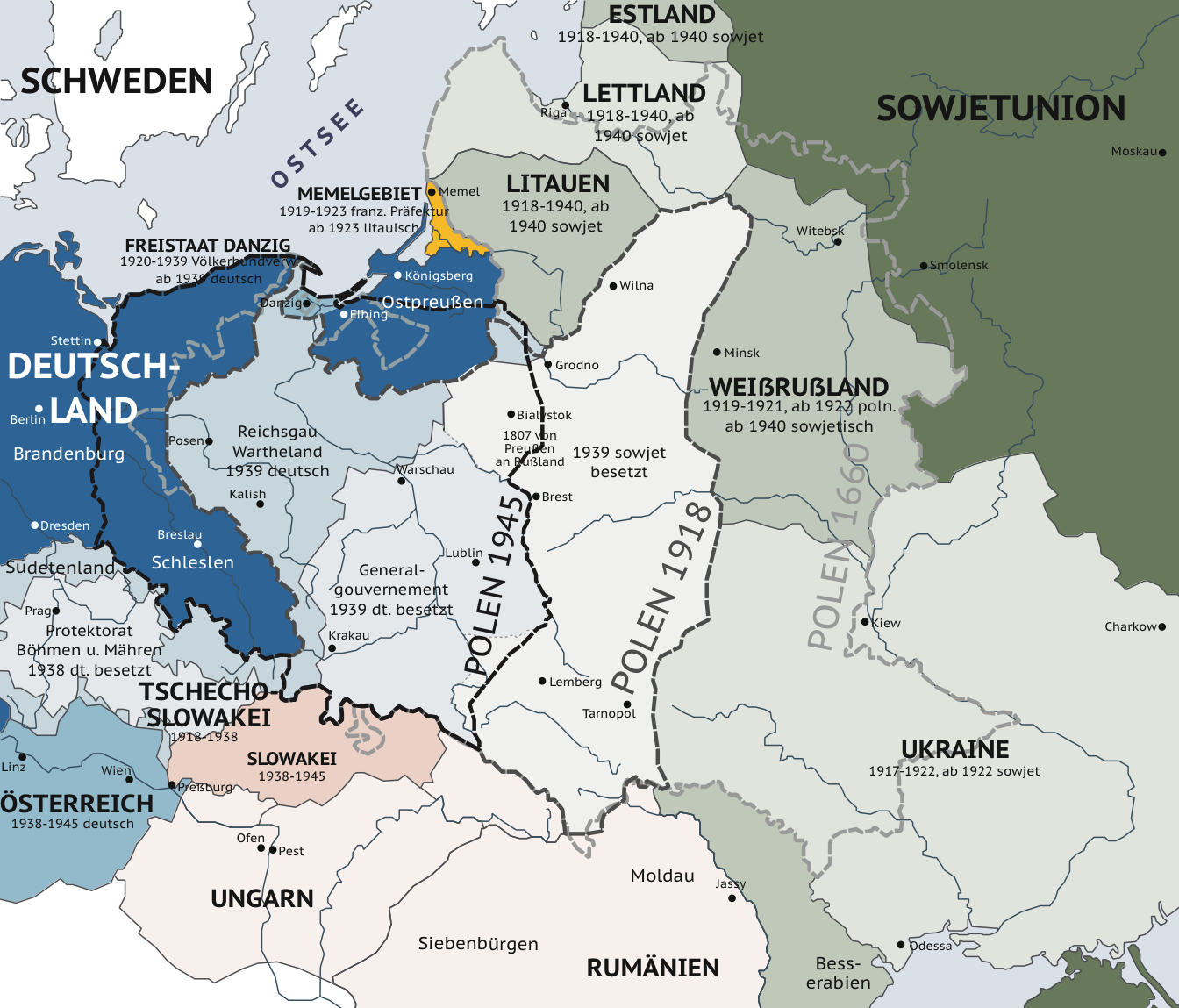
1945 рік
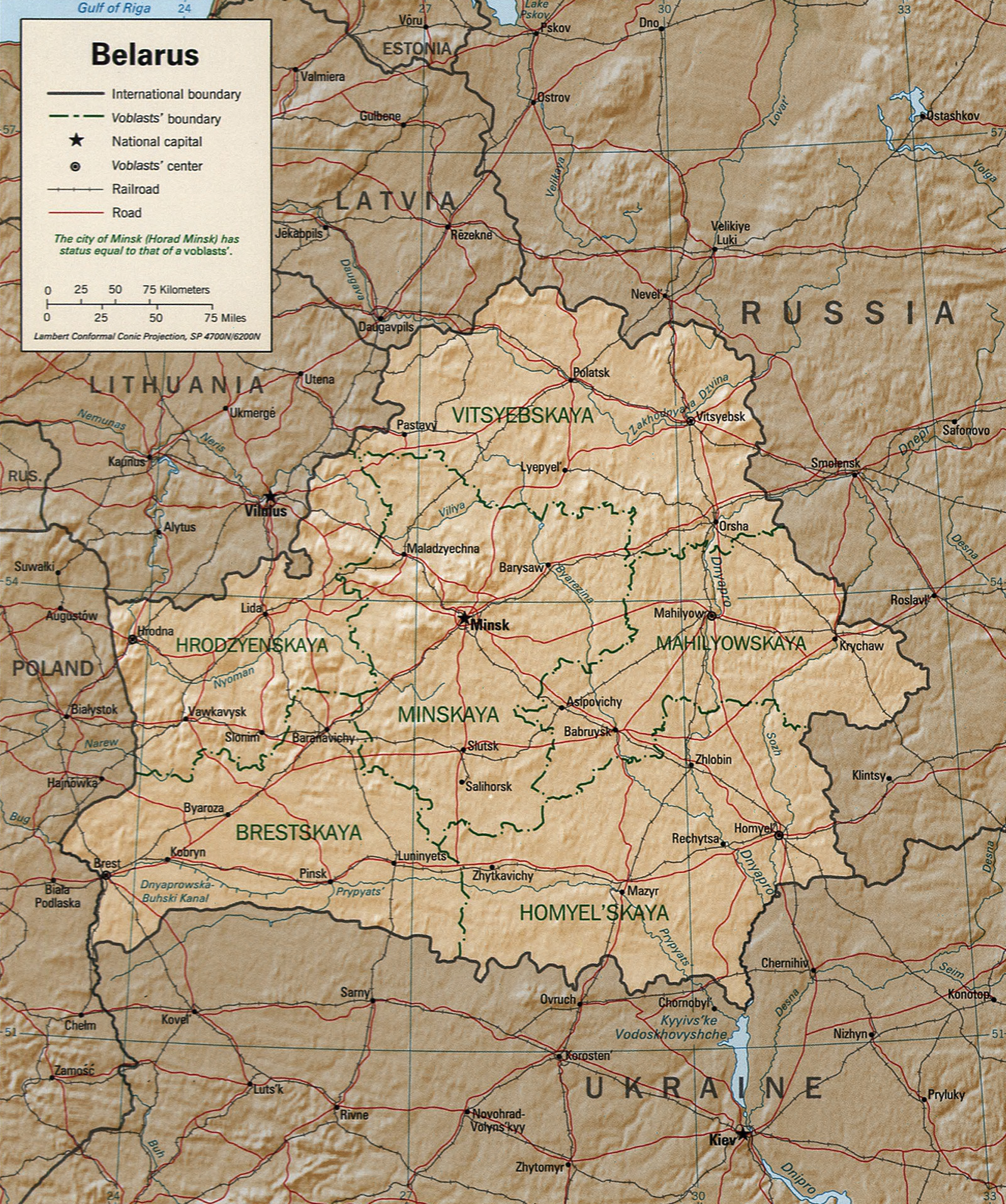
1997 рік